# 観光列車

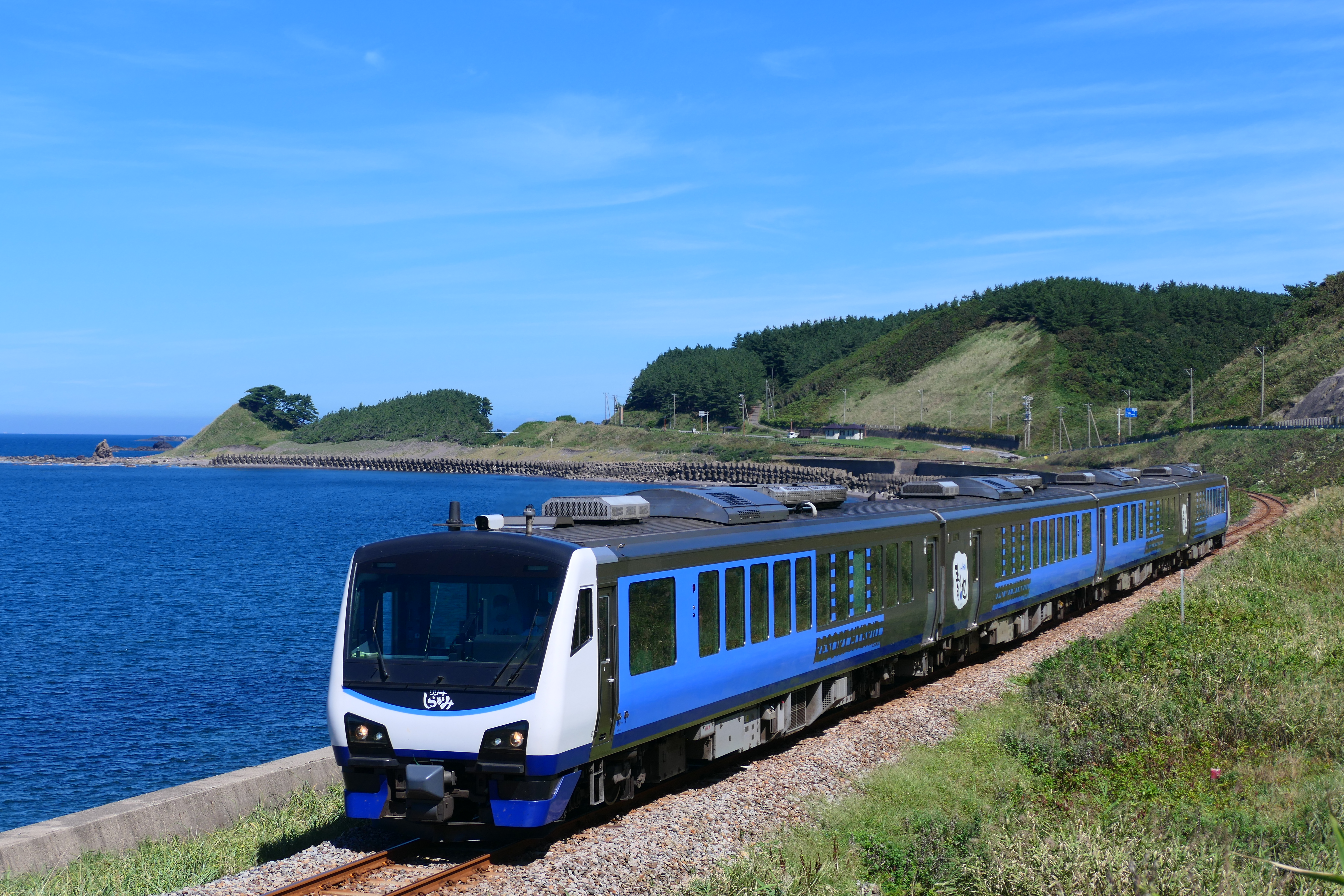
JR東日本の「リゾートしらかみ」

観光列車（かんこうれっしゃ）とは、鉄道事業者が観光を目的に運行する列車、およびその目的で保有している鉄道車両のことである。

## 定義
同じ「観光列車」といっても、その定義は定義した者によって異なる。
大手旅行代理店・JTBのシンクタンクであるJTB総合研究所は、観光列車を「内外装を凝らし、味覚を楽しみながら旅行が出来るなど、乗ること自体を目的にした列車」と定義づけている。一方で、奈良県立大学教授（交通経済学・交通政策・観光地交通）の新納克広は、日本民営鉄道協会の広報誌への寄稿の中で「観光客（目的が鉄道であるか否かにかかわらず）が利用する列車」全般を観光列車と広く定義づけ、観光客向けから車両そのものの観光へと、定義自体が変わったと述べている。また、北海学園大学講師の藤田知也（交通経済学・地域経済学・観光経済学）は上述の定義も踏まえた上で、以下のような列車を（広義の）観光列車」と定義している。
1. 主な利用者が観光客
2. 観光資源を内包している
3. 内装・外装のデザインが特徴的なもの
4. 固有の愛称を持ち、専用車両で運行している

なお、同じく特別な内外装を持つ車両としてジョイフルトレインという呼称もあるが、前述の新納によれば、これは「団体旅行のサービスの一環」という点において観光列車とは趣を異にするものであるという。但し、観光列車が団体列車として（ジョイフルトレインとして）運用されることもあり、両者の区別が曖昧なことから、鉄道趣味誌では両者を混同して扱うこともある。
以上の通り、用語としての『観光列車』の定義がやや複雑なため、本項では事業者側が「観光列車」や類似の名称を用いたものを全て記載する。

## 歴史
初めて現在の意味の「観光列車」の呼称を用いたのは、1990年にJR東日本に登場した「ノスタルジックビュートレイン」である。同列車はそれまでの「ジョイフルトレイン」と違い、ほぼ五能線でのみ運行された。同列車は好評だったことからその後「リゾートしらかみ」として引き継がれ、2000年代に入るとJR東日本の他路線でも「きらきらうえつ」「きらきらみちのく」といった追随例が生まれたほか、JR北海道やJR西日本などでも同様の列車が運行され始めた。
2010年代には利用客の増加や沿線観光地の振興を目的に、地方私鉄でも相次いでこうした列車が生まれた。
また、JRでは「伊豆クレイル」や「伊予灘ものがたり」など全車グリーン車の列車が複数登場し、豪華志向を楽しむ新たな方向性の事例も出てきている。

## JR各社の観光列車
JRの旅客各社ではすべて「観光列車」と呼ばれる列車を運行している。
このうちJR北海道とJR東海以外の4社は列車一覧のポータルサイトを設けるなど、体系化して旅客に案内している。また、JR東日本とJR九州では「観光列車」の呼称を補助的に用いつつも、独自のカテゴライズを行っている。

### 北海道旅客鉄道（JR北海道）

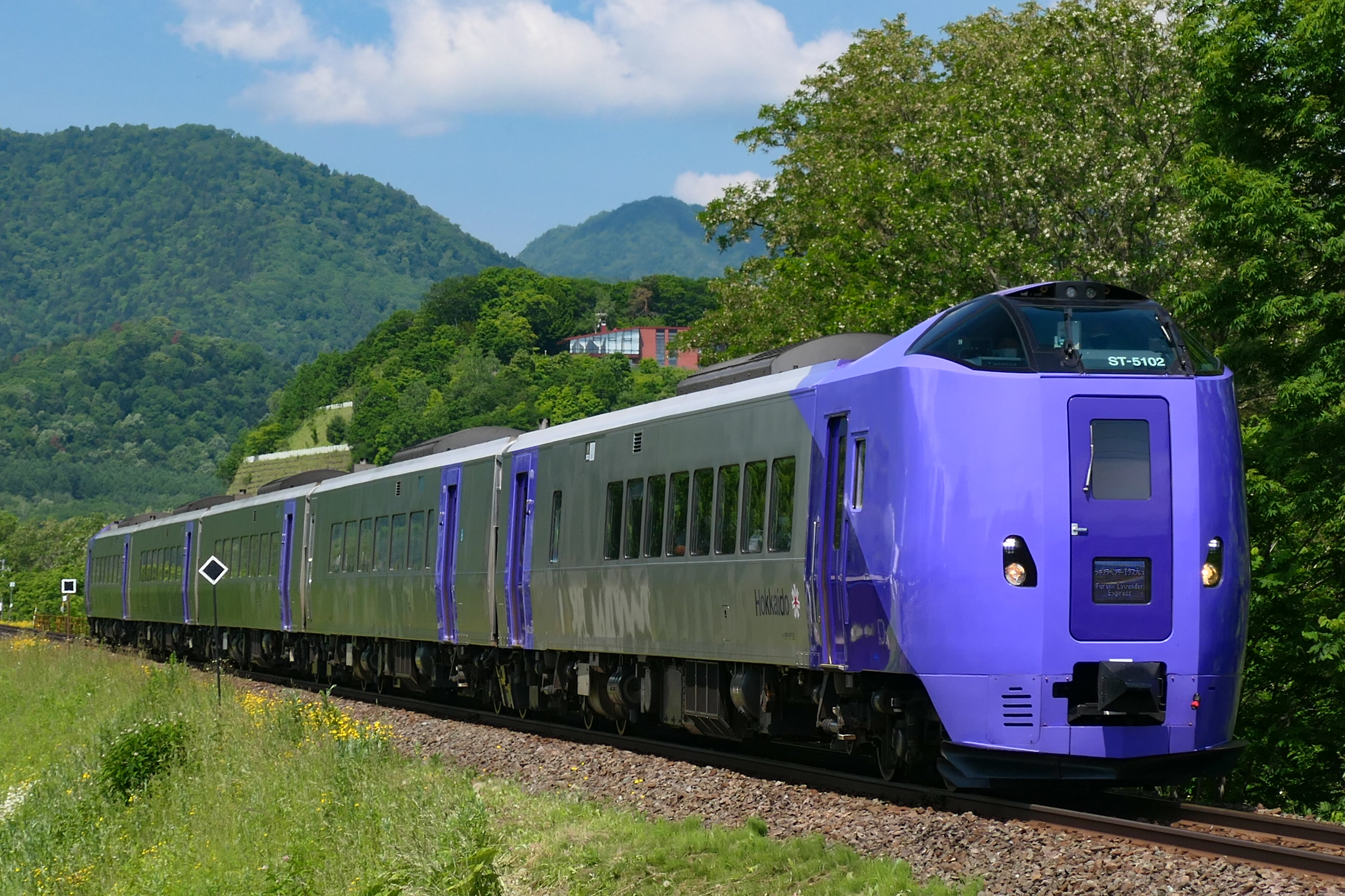
キハ261系「ラベンダー編成」

- 観光列車の呼称はしばしば用いているが、列車や車両の一覧は2020年現在公表されていない。ただし過去の発表では観光列車に使用する車両を「特急気動車タイプ」「一般気動車タイプ」「その他」の3種に分類して表記していた[6]。
  - 特急気動車タイプにはジョイフルトレインにも分類されうる「ノースレインボーエクスプレス」、「多目的特急車両」と呼称される「はまなす編成」「ラベンダー編成」が、一般気動車タイプには定期列車でも運用するキハ40の「北海道の恵み」「山紫水明」やキハ54形の「流氷物語号」「花咲線ラッピング車両」「ルパン三世ラッピング車両」が、その他にはノロッコ号やSL列車が分類されている。

### 東日本旅客鉄道（JR東日本）
- JR東日本では「TRAIN SUITE 四季島」と団体用車両を除いた列車群を「のってたのしい列車」と呼称している。ただしこれはJR東日本グループ企業でも事実上「観光列車」と同義に扱われている[7]。また当初は、これにあたる車両について「着地営業型ジョイフルトレイン」なる名称を用いていたこともあった[8]。
- 現在運行する「のってたのしい列車」は以下の通り。なお見出しの名称はポータルサイトに則っているが、列車愛称と車両愛称が混在する点に留意されたい。

#### リゾートしらかみ

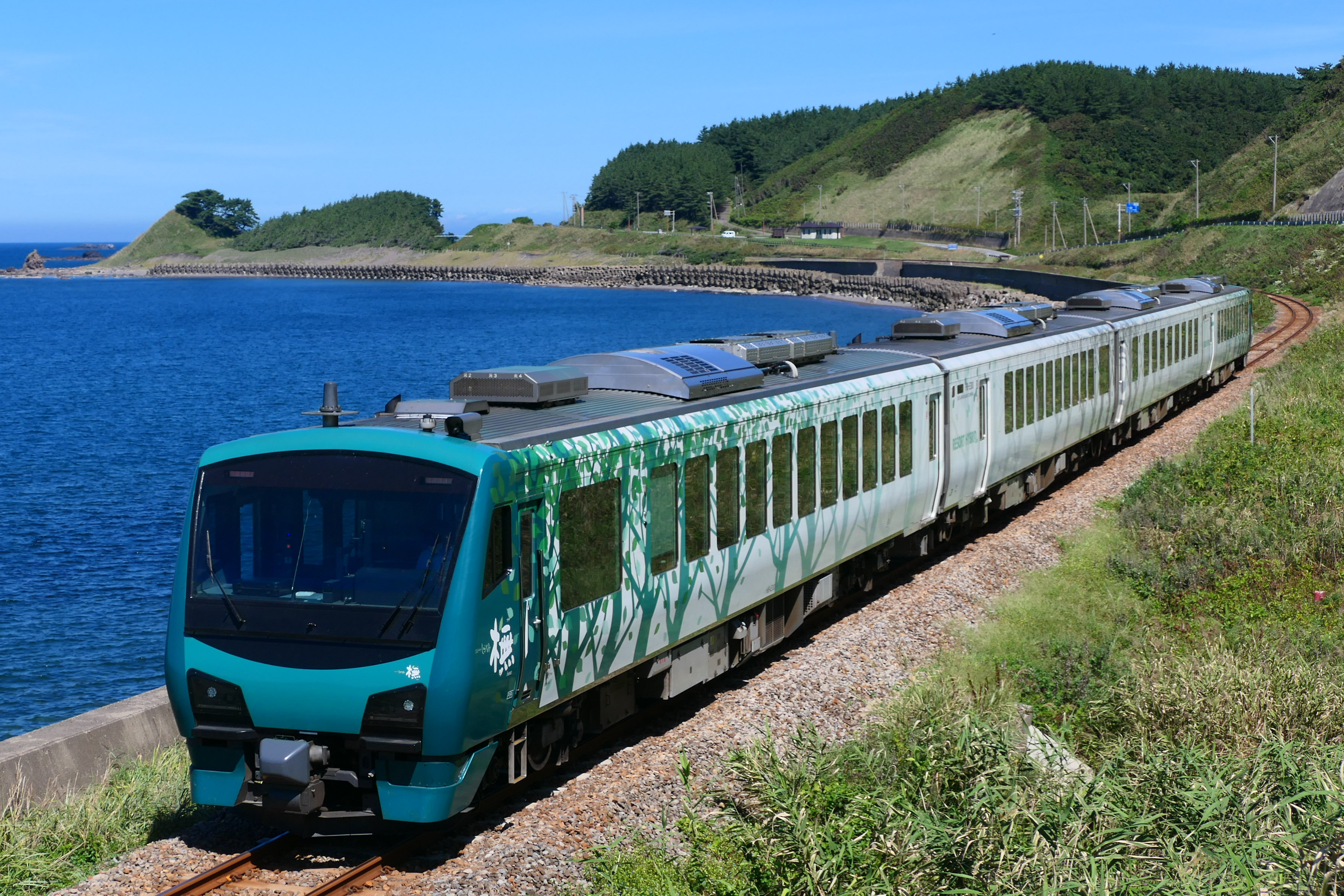
リゾートしらかみ（橅編成）

1997年から「ノスタルジックビュートレイン」に代わって五能線で運行されている観光列車。「青池」「橅」「くまげら」の3編成が存在し、HB-E300系気動車（青池・橅）またはキハ48形気動車（くまげら）の4両編成で運行されている。

#### SLばんえつ物語

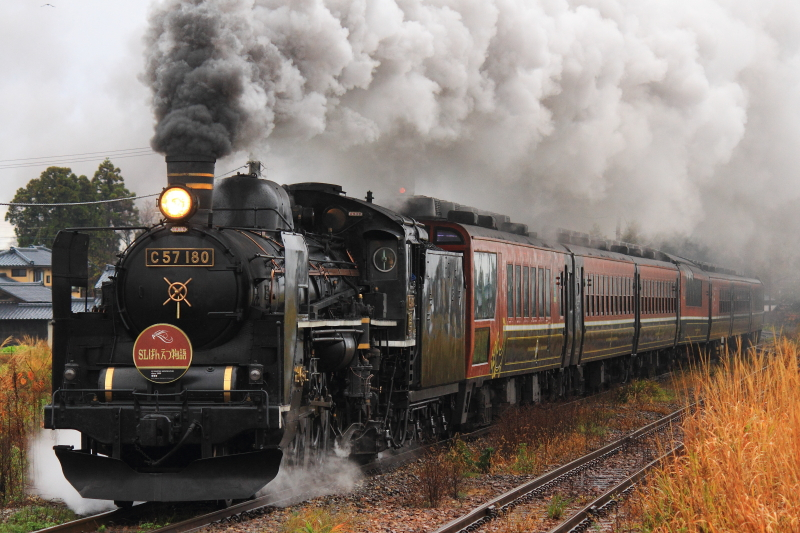
SLばんえつ物語

1999年から磐越西線で運行されている観光列車。2008年に「SLばんえつ物語号」から改称された。C57形蒸気機関車が12系客車7両編成を牽引する形で運行されており、のってたのしい列車で初めてグリーン車を連結している。

#### リゾートビューふるさと

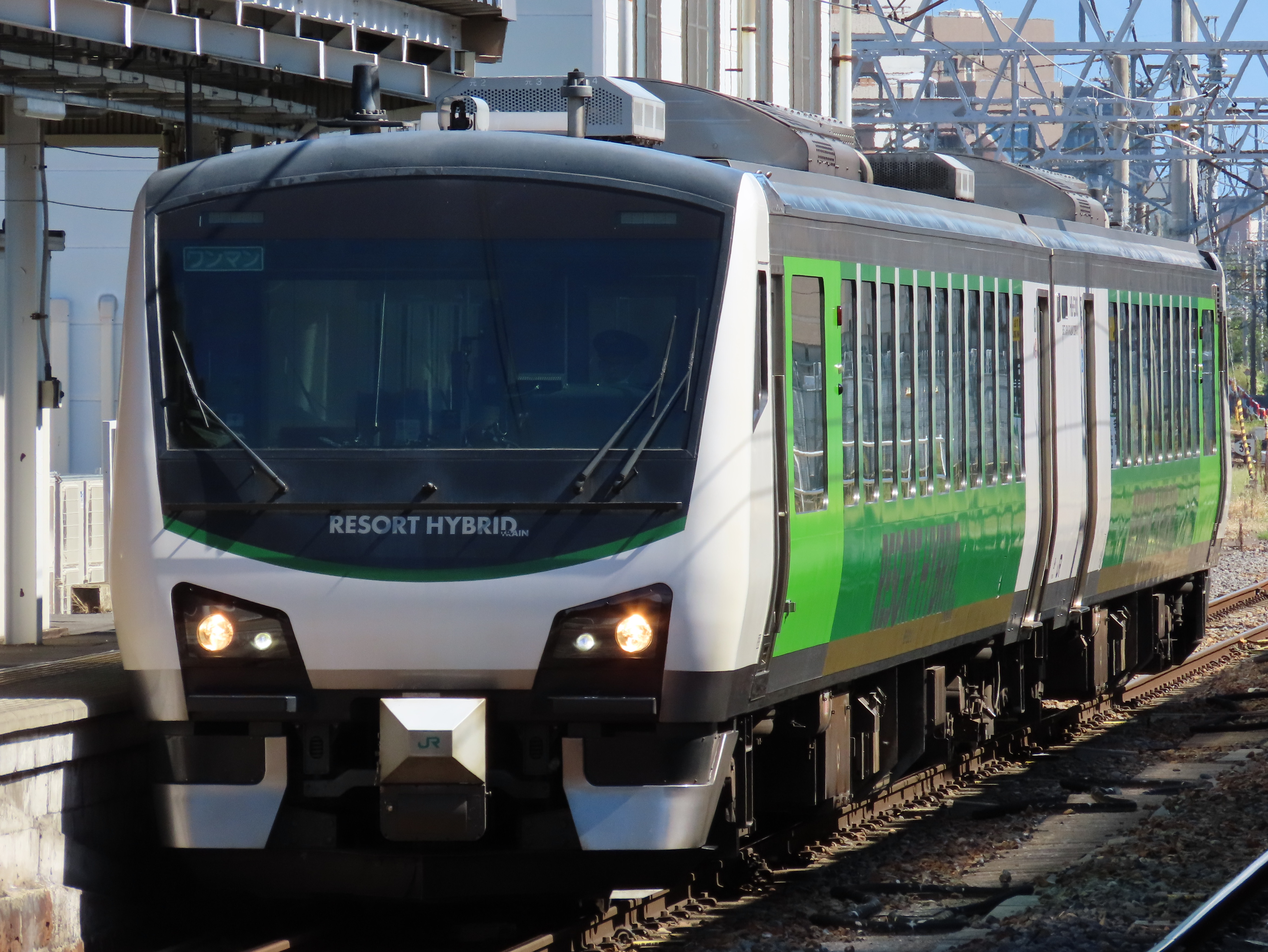
リゾートビューふるさと

2010年から長野地区（信越本線・篠ノ井線・大糸線）で運行されている観光列車。HB-E300系気動車の2両編成で運行されている。

#### POKÉMON with YOU トレイン

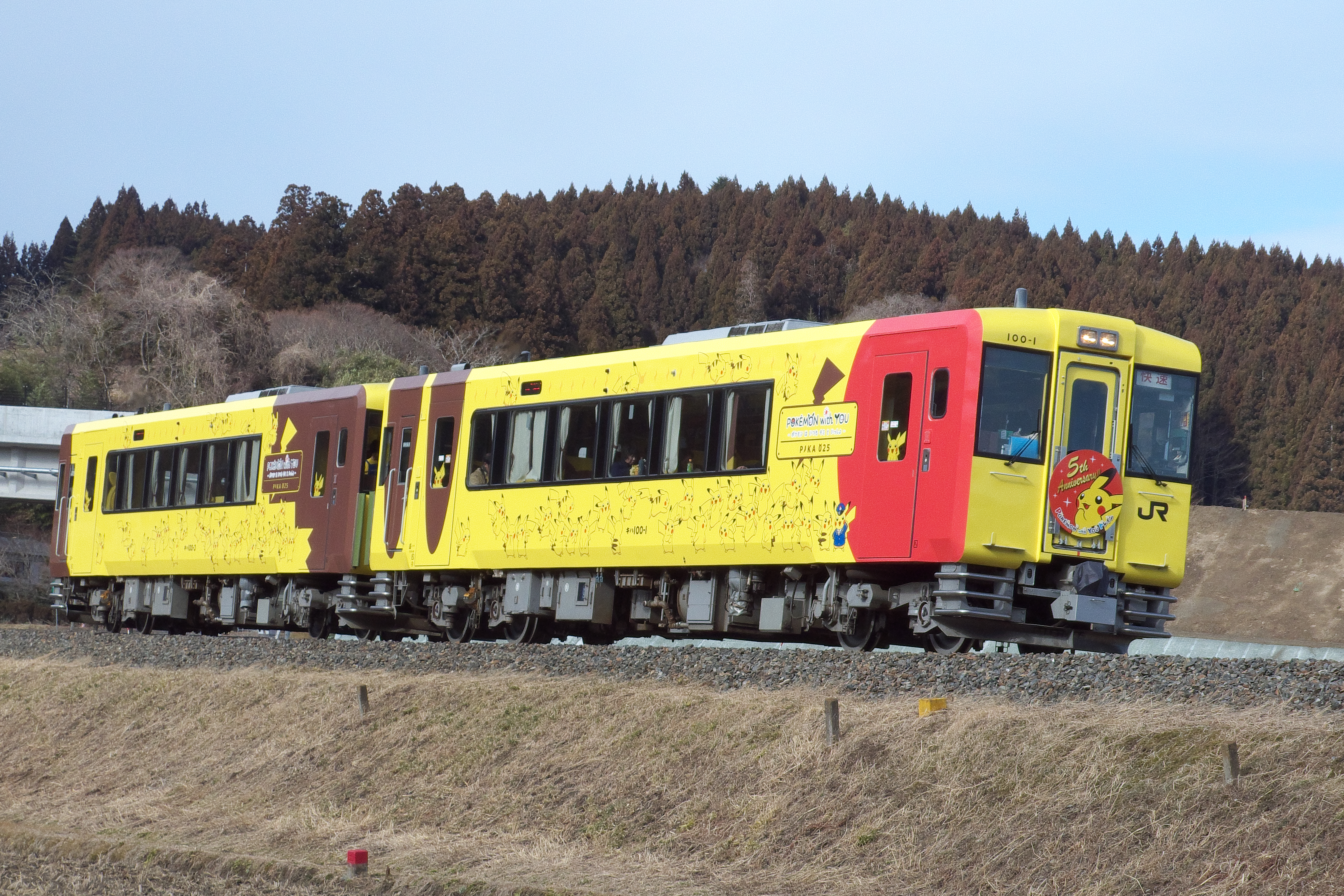
POKÉMON with YOU トレイン

2012年から大船渡線で運行されている観光列車。キハ100形気動車の2両編成で、「ポケモントレイン気仙沼号」で運行されている。車両は2017年にリニューアルされた。

#### TOHOKU EMOTION

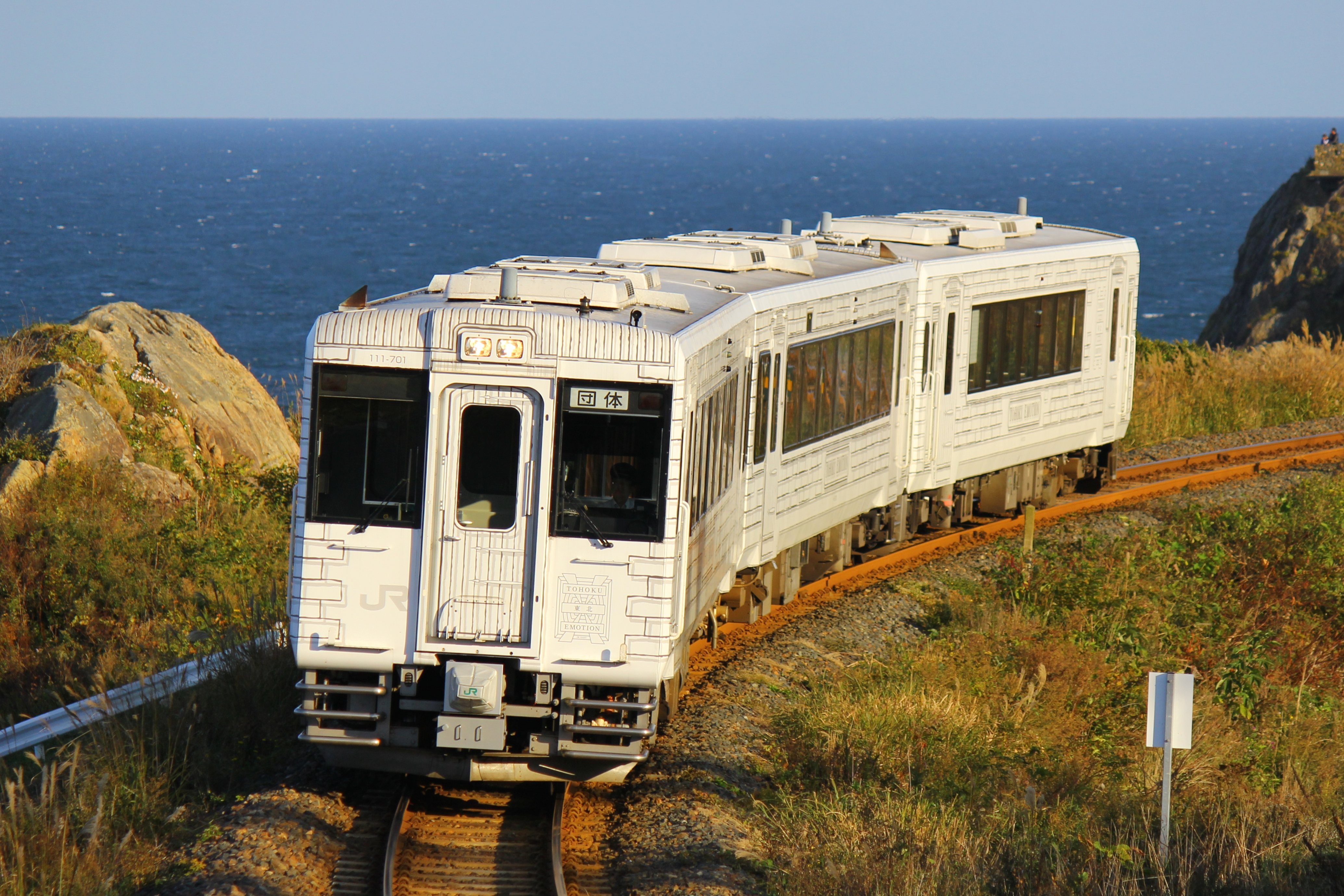
TOHOKU EMOTION

2013年から八戸線で運行されている観光列車。団体専用列車扱いで一般発売はない。キハ110系気動車の3両編成で、食堂車を連結する。

#### 越乃Shu*Kura

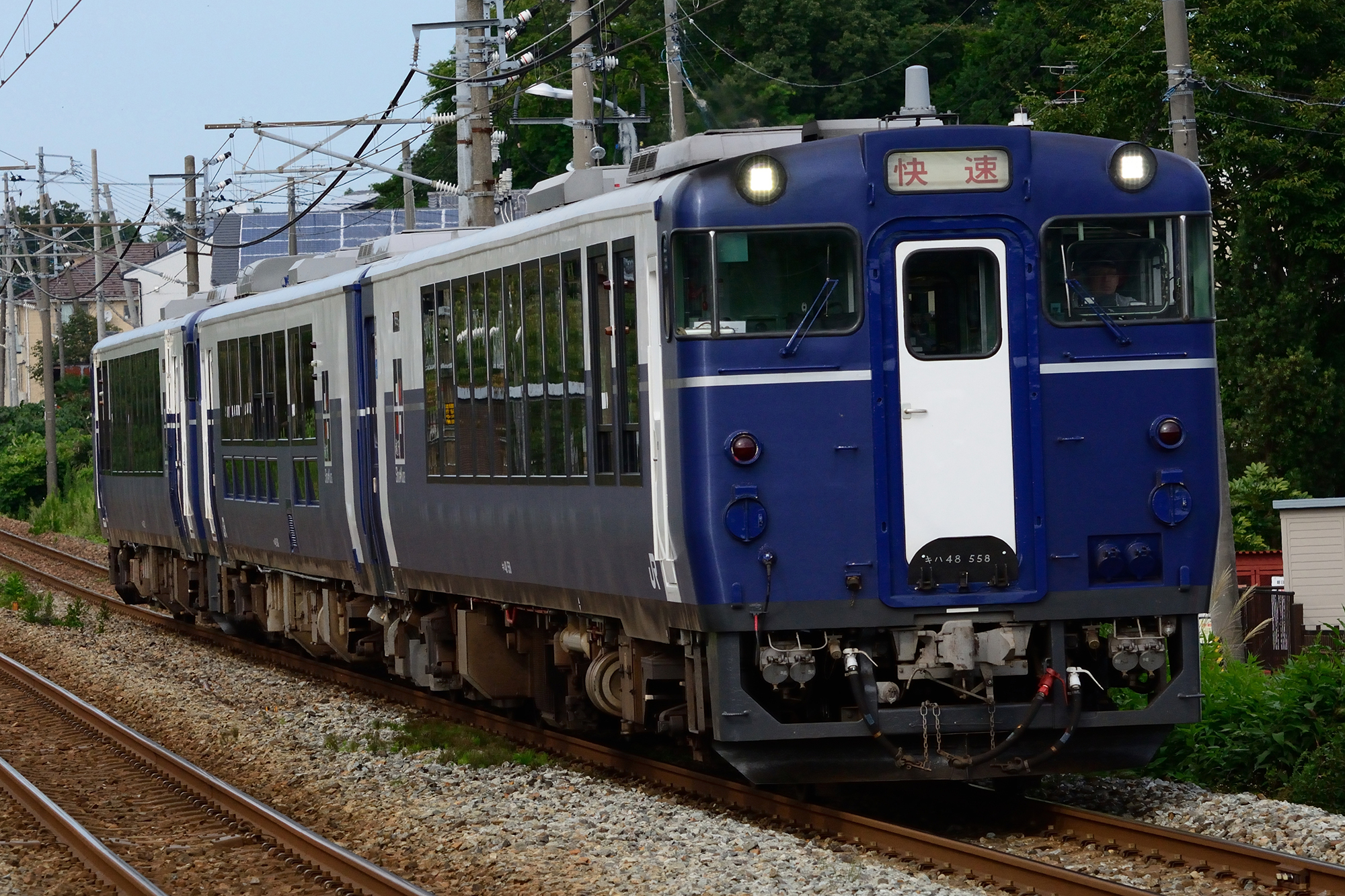
越乃Shu*Kura

2014年から新潟地区で運行されている観光列車。一般の指定席と旅行商品専用席があり、それぞれ発売が分かれている。キハ40形・キハ48形気動車の3両編成で、「越乃Shu*Kura」「ゆざわShu*Kura」「柳都Shu*Kura」の3系統が存在する。

#### おいこっと

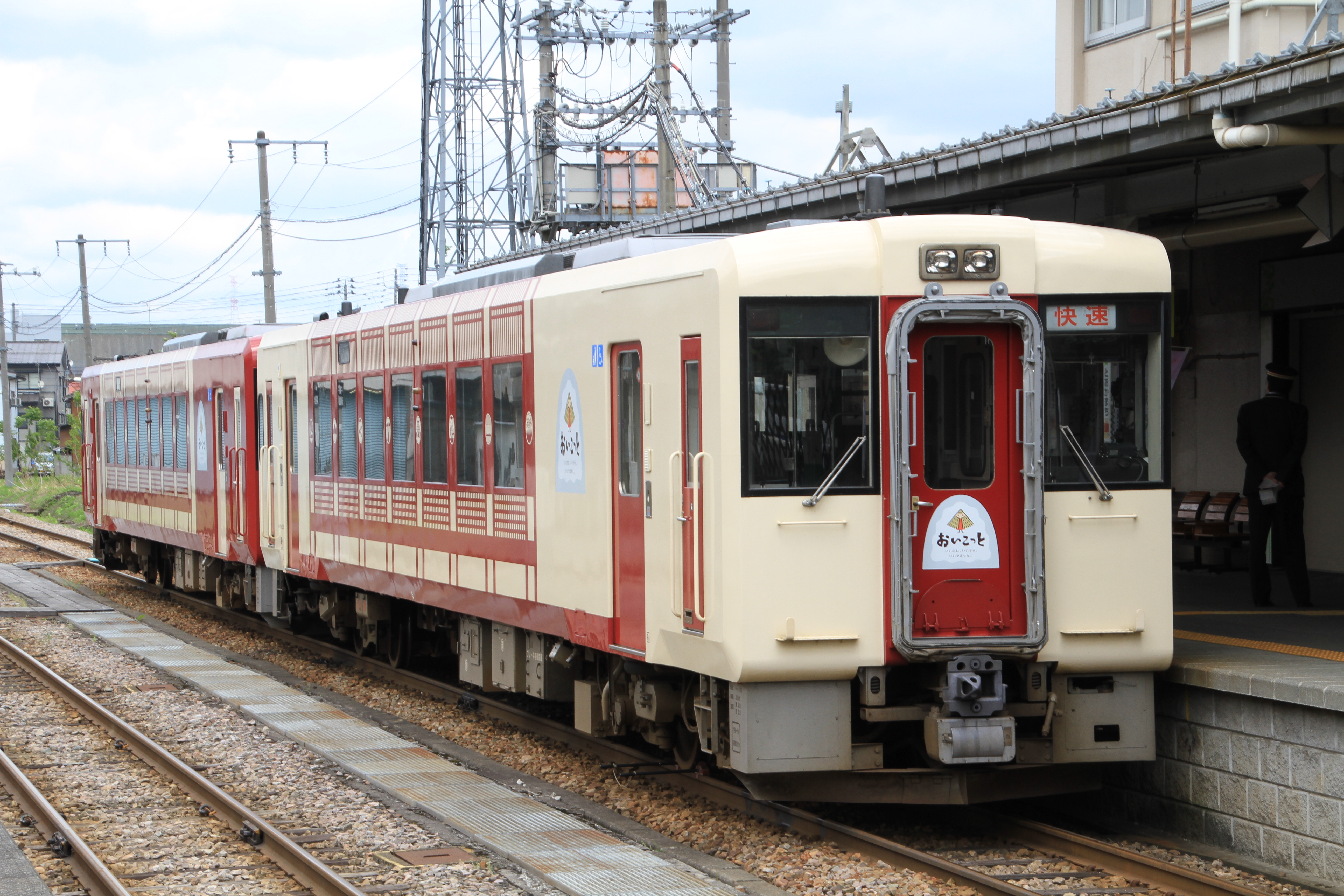
おいこっと

2015年から飯山線で運行されている観光列車。キハ110形気動車の2両編成であるが、定期普通列車と共通運用するために吊り革や優先席といった装備を維持している。

#### HIGH RAIL 1375

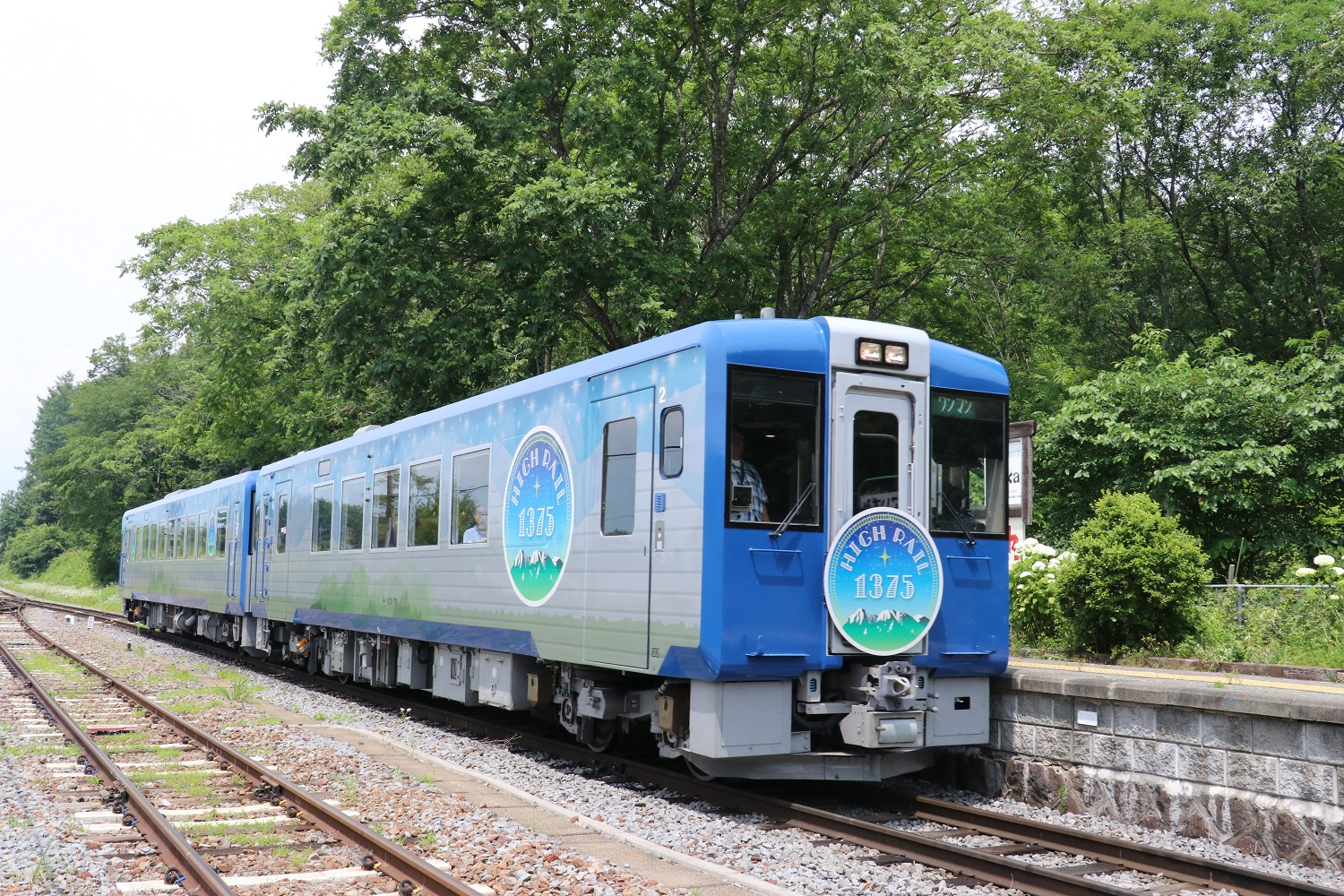
HIGH RAIL 1375

2017年から小海線で運行されている観光列車。キハ103形・キハ112形気動車の2両編成で、日中の「HIGH RAIL」および夜間の「HIGH RAIL 星空」として運行されている。なお、通常より高額な指定席料金が適用される。

#### SLぐんま みなかみ

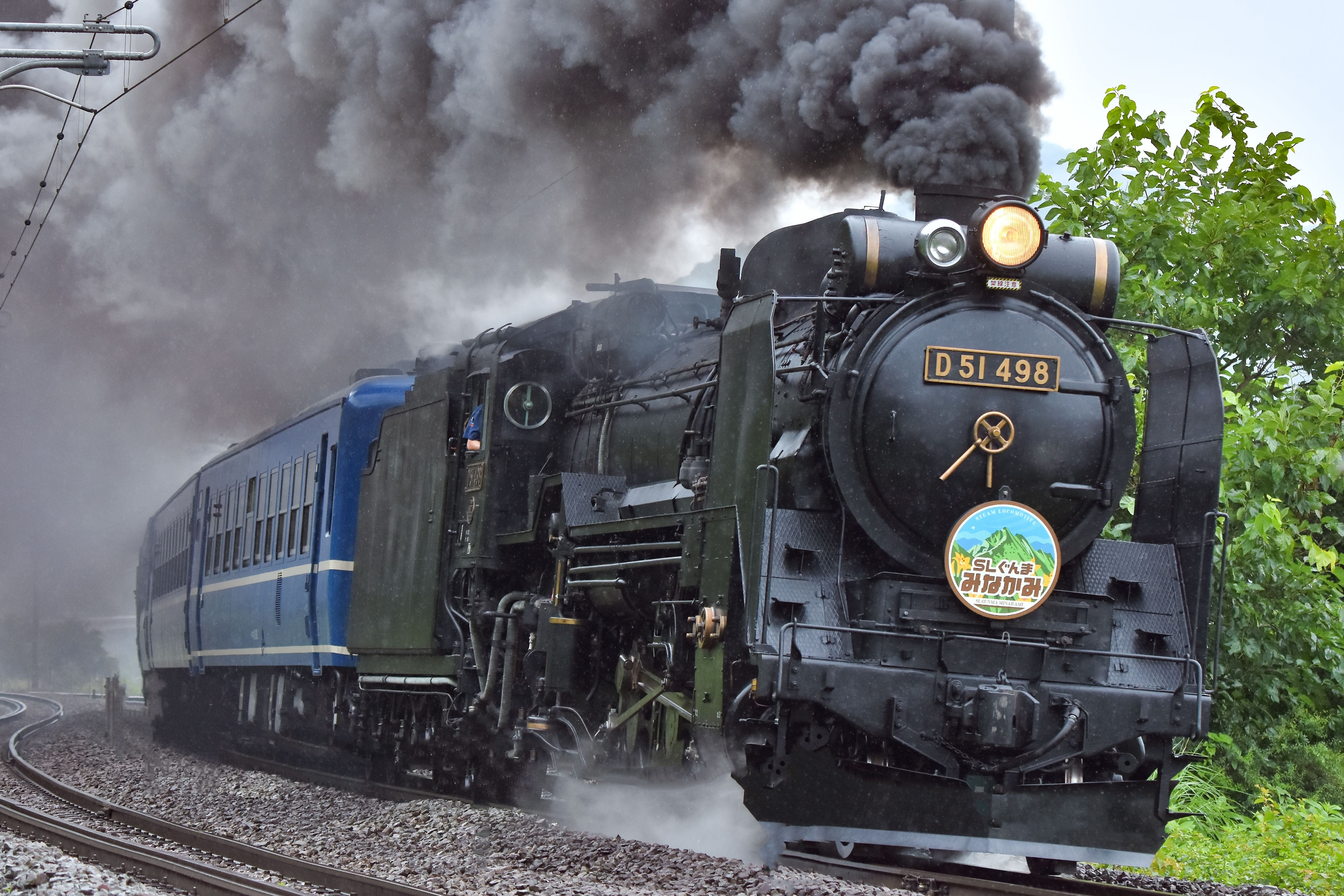
SLぐんま みなかみ

2018年から上越線（高崎駅 - 水上駅）で運行されている観光列車。列車自体は1989年から「SLみなかみ」として運行されていたが、2018年に現名称に改称され、のってたのしい列車に編入された。C61形蒸気機関車またはD51形蒸気機関車が旧型客車または12系客車を牽引する形で運行される。水上駅到着後に構内の転車台で方向転換を行い、SLのみで往復運転される事が多い。

#### SLぐんま よこかわ
2018年から信越本線（高崎駅 - 横川駅）で運行されている観光列車。列車自体は1999年から「SL碓氷」として運行されていたが、2018年に現名称に改称され、のってたのしい列車に編入された。終点の横川駅に転車台がない関係上、往路の下り列車はEF64形電気機関車またはDE10形ディーゼル機関車、復路の上り列車は「SLぐんま みなかみ」同様にC61形ないしD51形による牽引で運行される事が多い。下りの電気・ディーゼル機関車牽引の場合はそれぞれ「ELぐんま よこかわ」「DLぐんま よこかわ」の列車名が使用される。

#### BOSO BICYCLE BASE

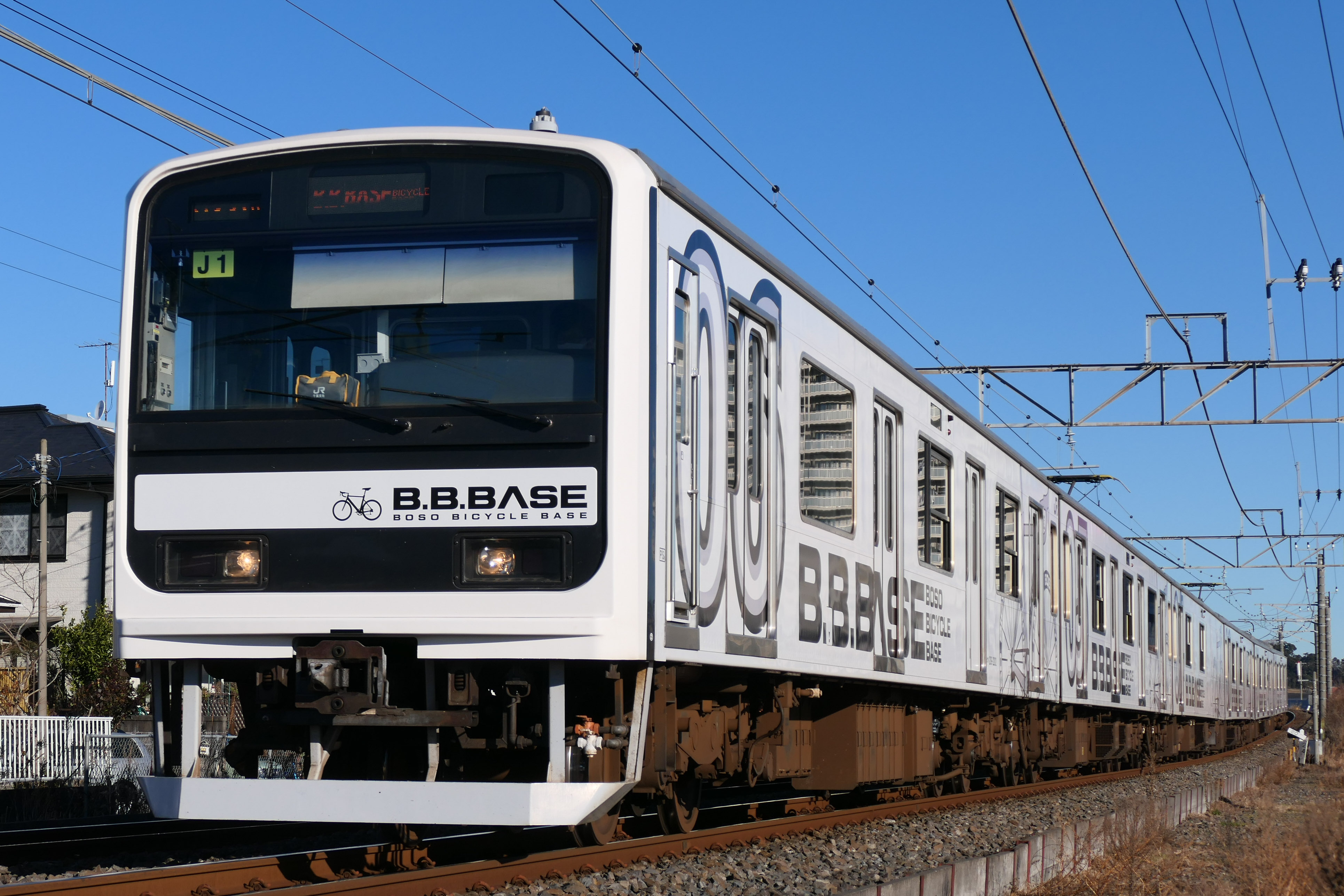
BOSO BICYCLE BASE

2018年から両国駅を拠点に房総地区で運行されている観光列車。209系電車の6両編成で、自転車を搭載できる構造である。通常より高額な指定席料金が適用される。

#### 海里

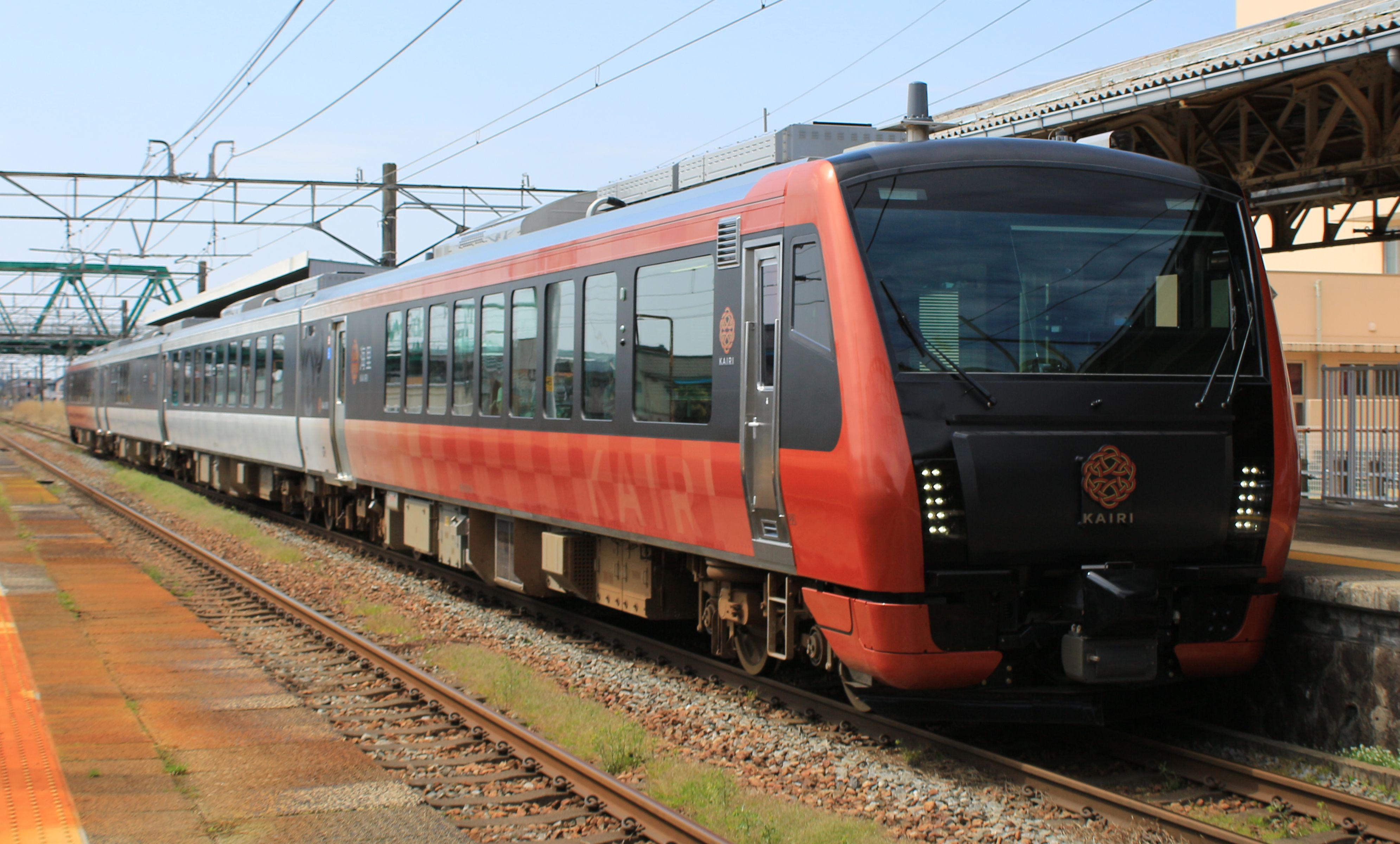
海里

2019年から「きらきらうえつ」に代わって羽越本線・白新線で運行されている観光列車。HB-E300系気動車の4両編成で、通常より高額な指定席料金が適用される。

#### ひなび（陽旅）

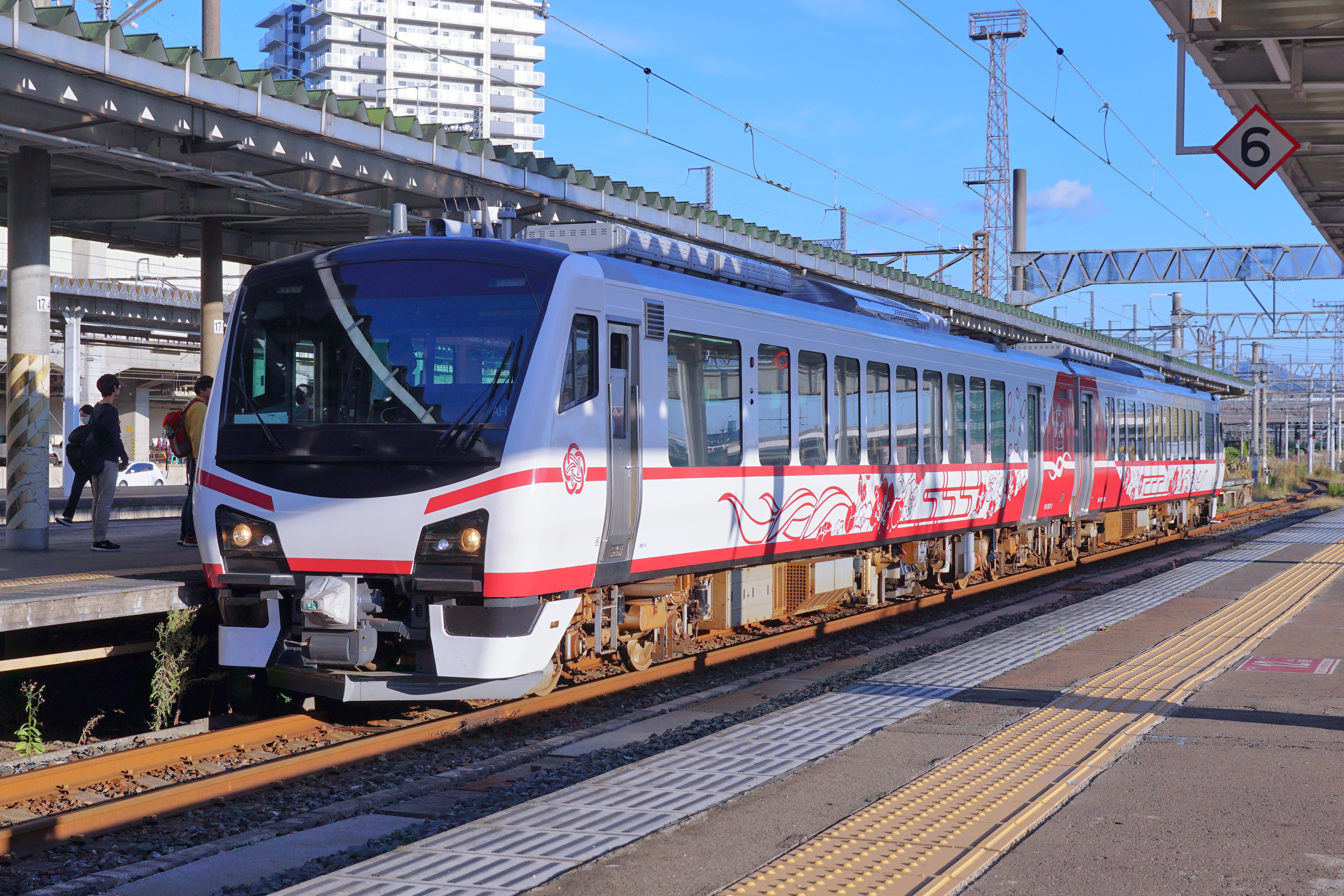
ひなび（陽旅）

2023年から青森県・岩手県内で運行されている観光列車。HB-E300系気動車の2両編成で、のってたのしい列車ではSLばんえつ物語以来となるグリーン車が連結されている。

#### SATONO

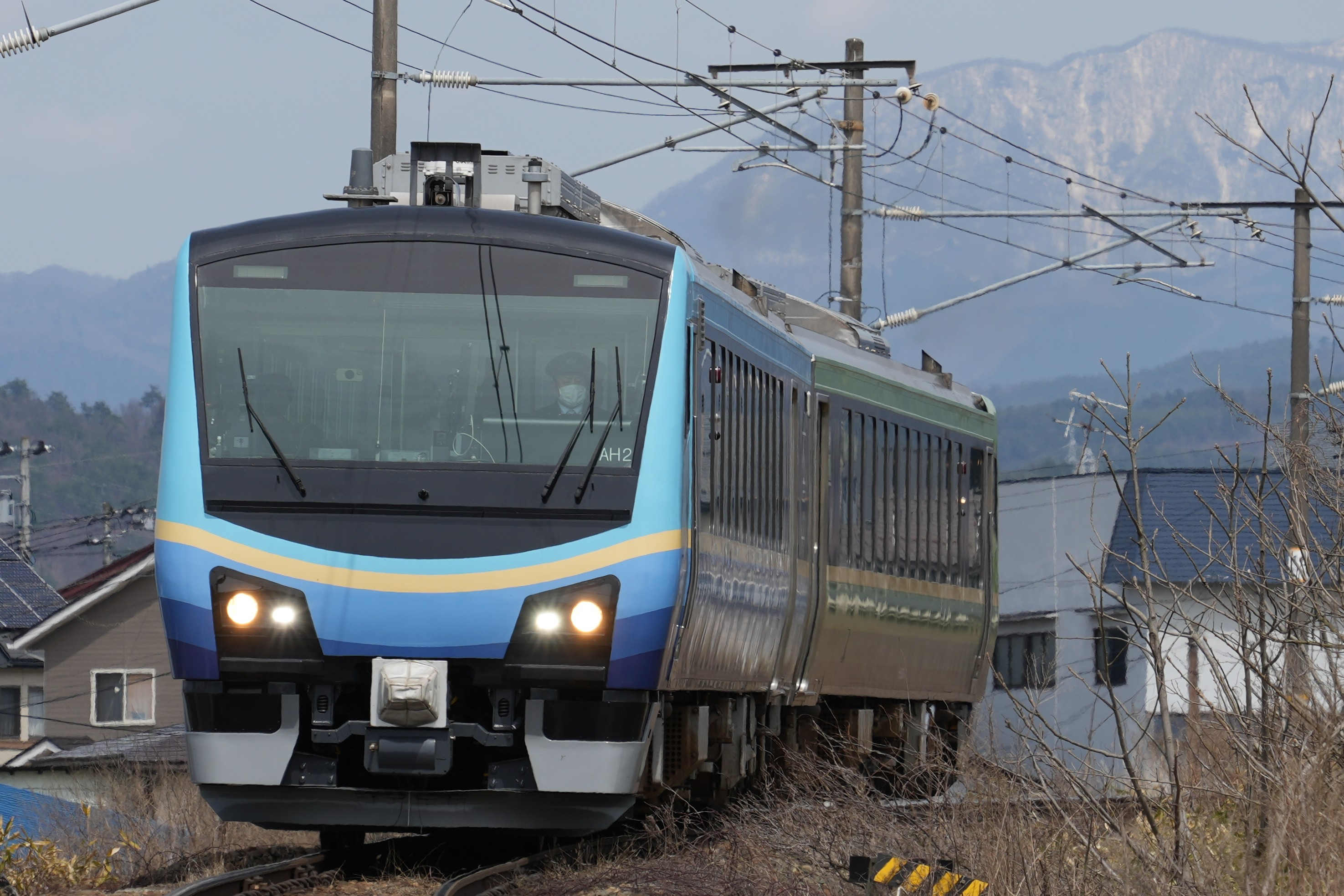
SATONO

2024年から宮城県・福島県・山形県内で運行されている観光列車。HB-E300系気動車の2両編成で、グリーン車を連結している。

### 東海旅客鉄道（JR東海）
- 秘境駅巡りなど、列車への乗車が主目的となる臨時列車には一律に「観光列車」の呼称を用いている。なおJR東海では車両規格標準化と安全対策への集中投資の観点から、観光用の特別型車両を保有していないため、すべて「ふじかわ」「伊那路」などの定期運用特急列車用の373系などで運転される[9]。JR東海における最後の観光列車用の特別車両は2013年に引退した「トレイン117」とされる。

### 西日本旅客鉄道（JR西日本）
- JR西日本のJRおでかけネットにおいて以下の列車を「観光列車」として記載している。

#### SLやまぐち号

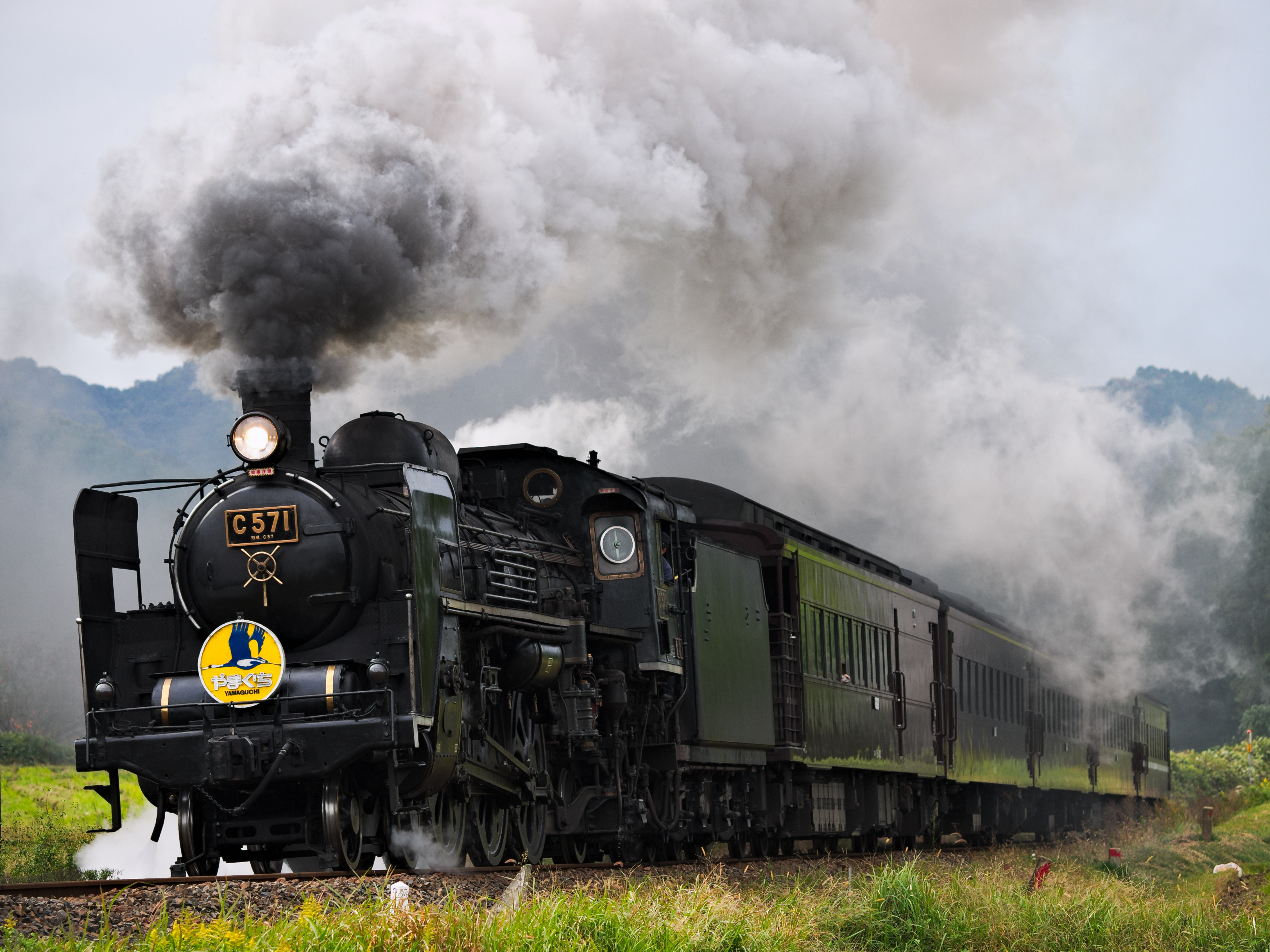
SLやまぐち号

日本国有鉄道（国鉄）時代の1979年から山口線で運行されている観光列車。C57形蒸気機関車もしくはD51形蒸気機関車の牽引で運行される。客車は当初12系であったが、2017年からは本列車専用に新造された35系5両編成が使用されている。

#### 花嫁のれん

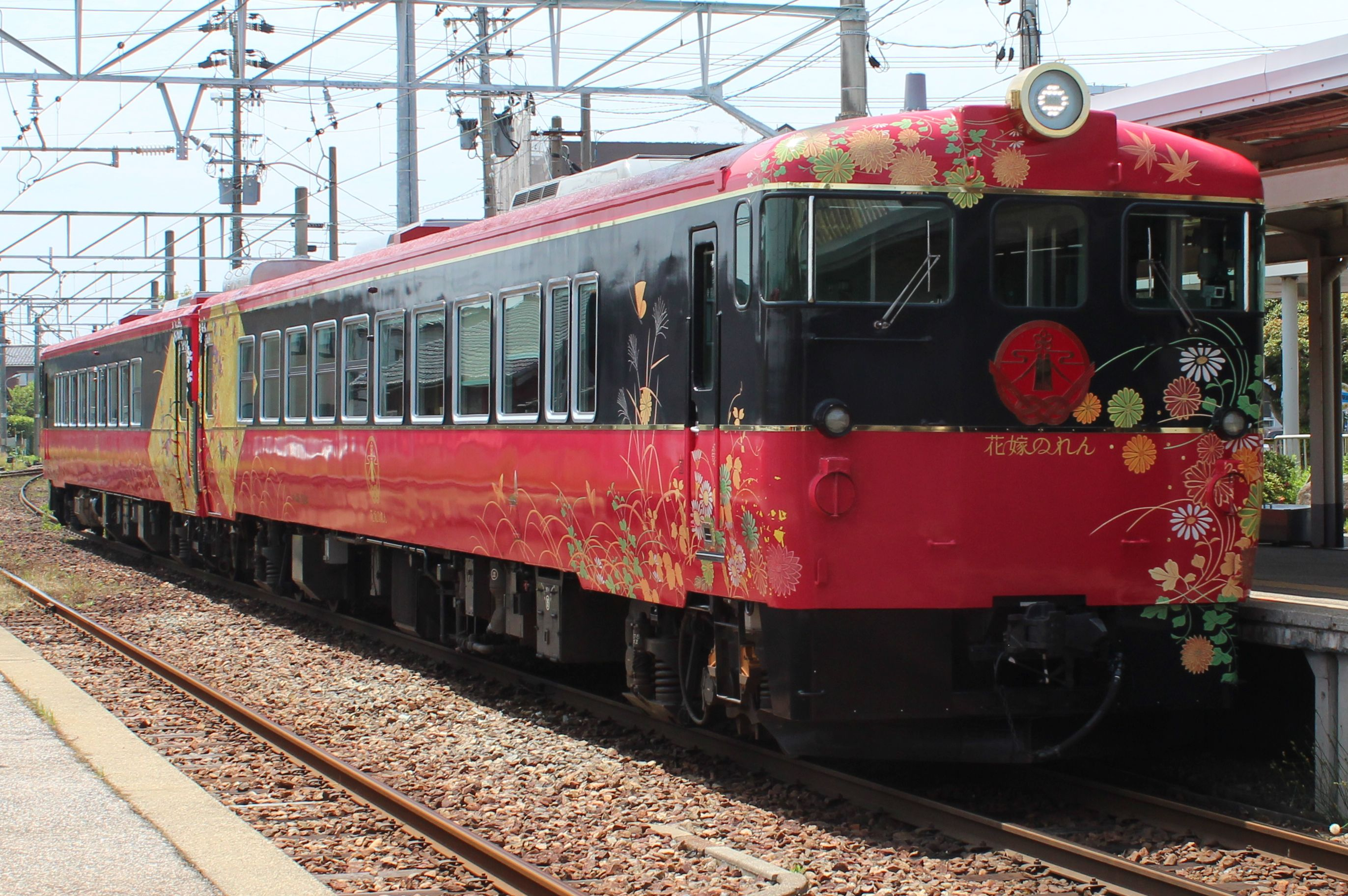
花嫁のれん

2015年から七尾線で運行されている観光列車。キハ47形気動車の2両編成である。JR西日本の他の列車と異なり、種別は特急となっている。

#### ベル・モンターニュ・エ・メール（べるもんた）

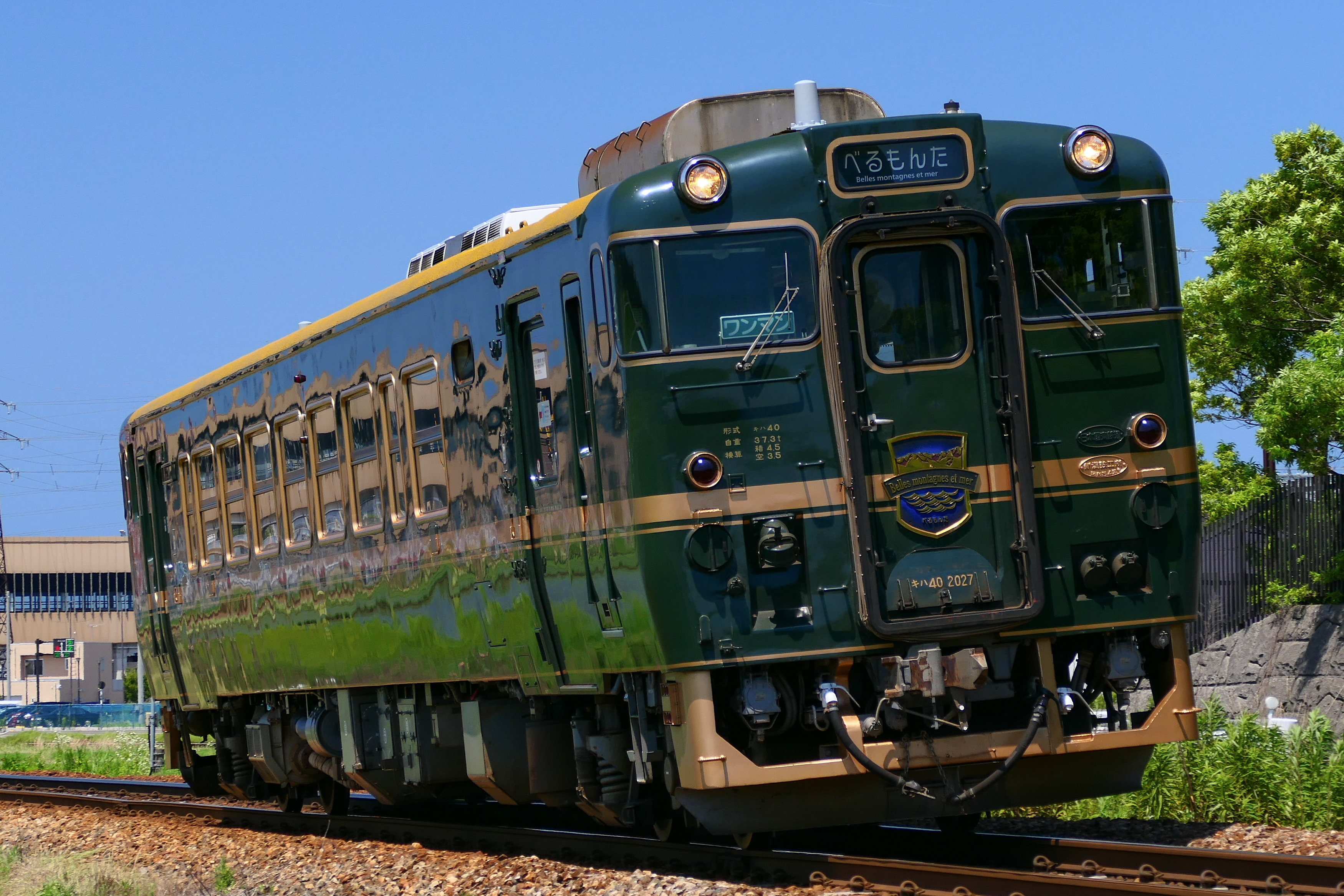
ベル・モンターニュ・エ・メール（べるもんた）

2015年から氷見線・城端線で運行されている観光列車。キハ40形気動車の1両単行運転である。日によって城端駅まで運行する便と氷見駅まで運行する便を分けている。

#### ラ・マル・ド・ボァ

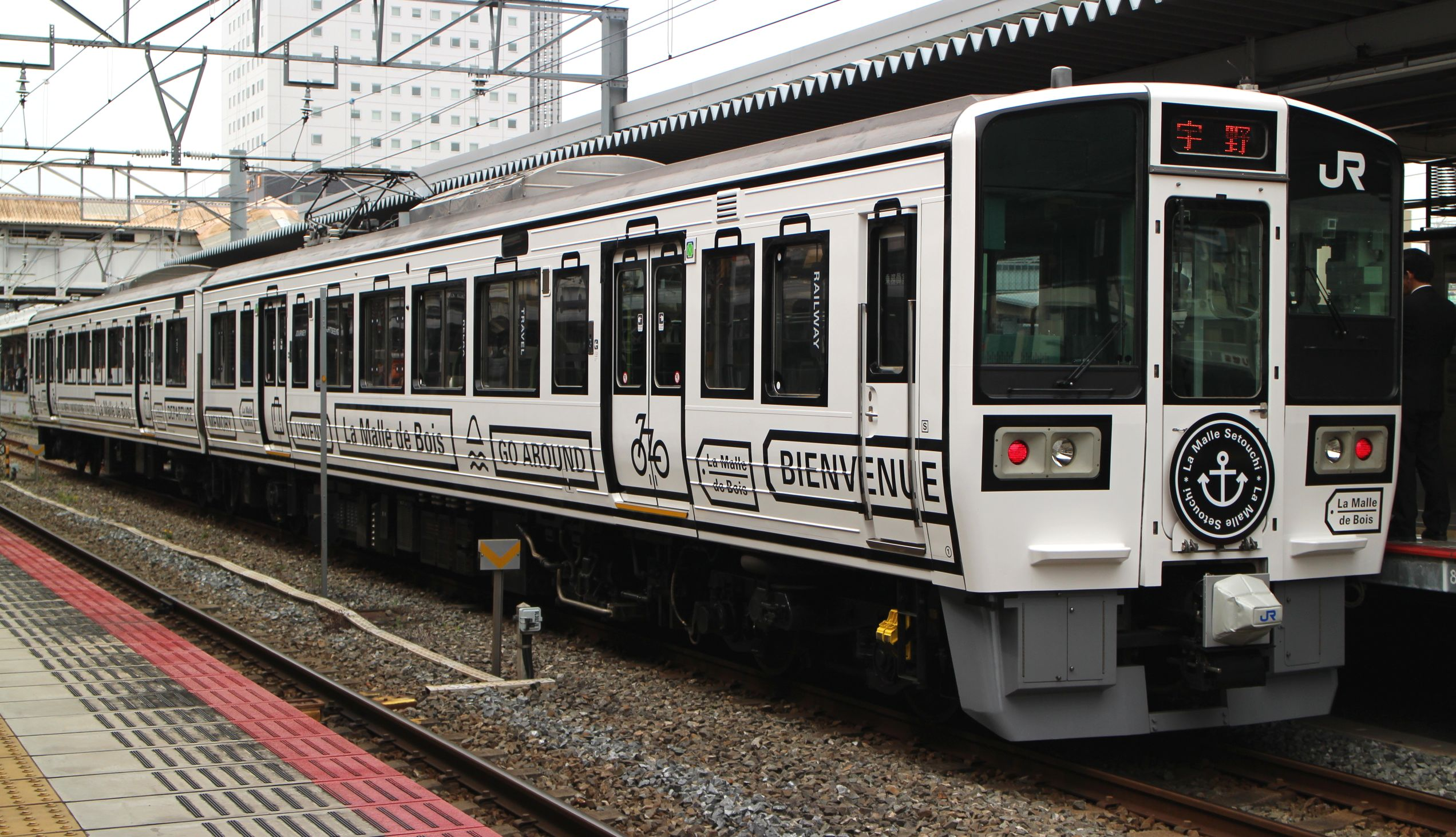
ラ・マル・ド・ボァ

2016年から岡山駅を中心に瀬戸内海沿岸各地で運行されている観光列車。213系電車の2両編成で、全車グリーン車指定席である。目的地別に四つの系統が設定されており、一部で自転車を積み込んで利用することができる。

#### ○○のはなし

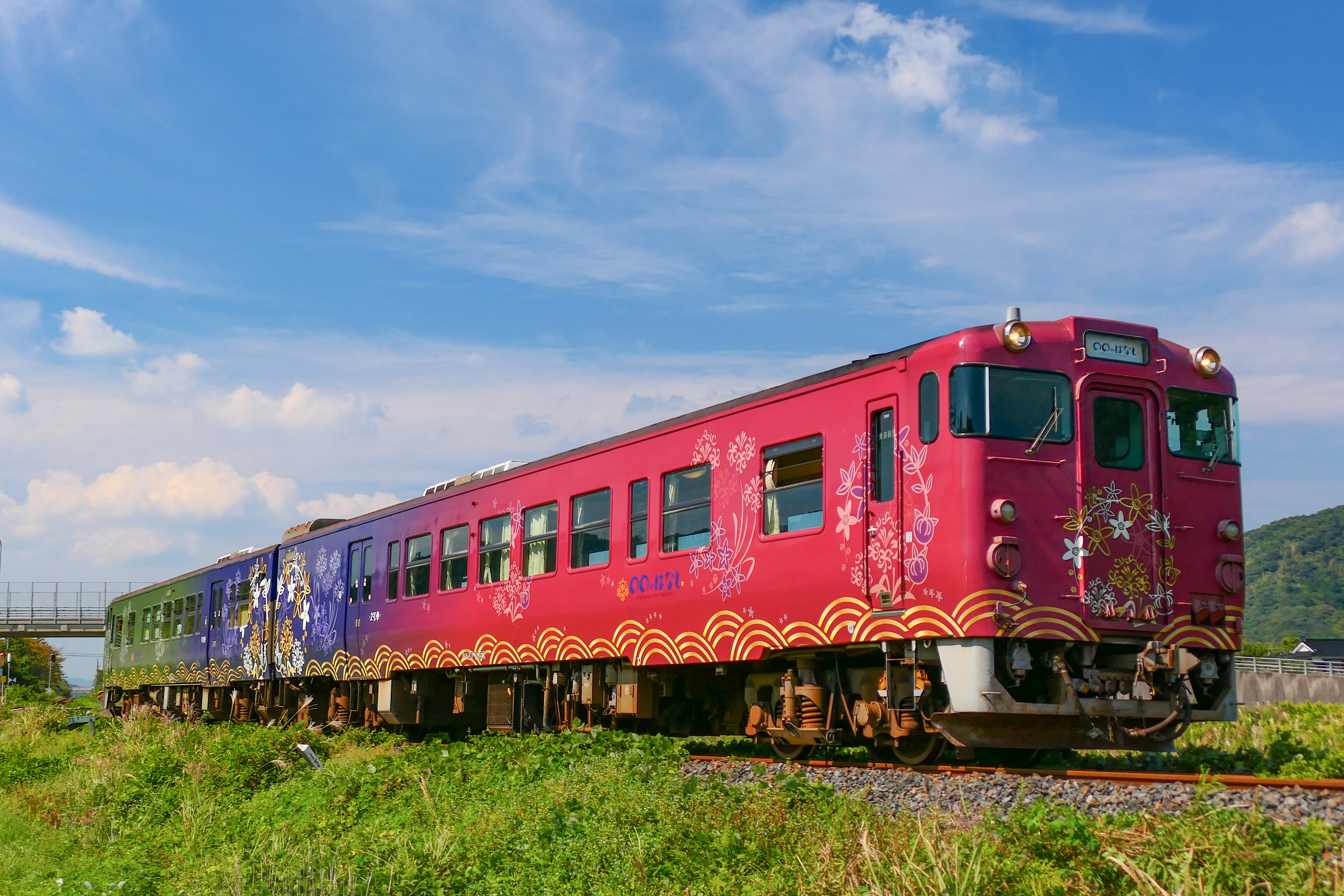
○○のはなし

2017年から山陰本線の山口県内で運行されている観光列車。キハ47形気動車の2両編成である。

#### あめつち

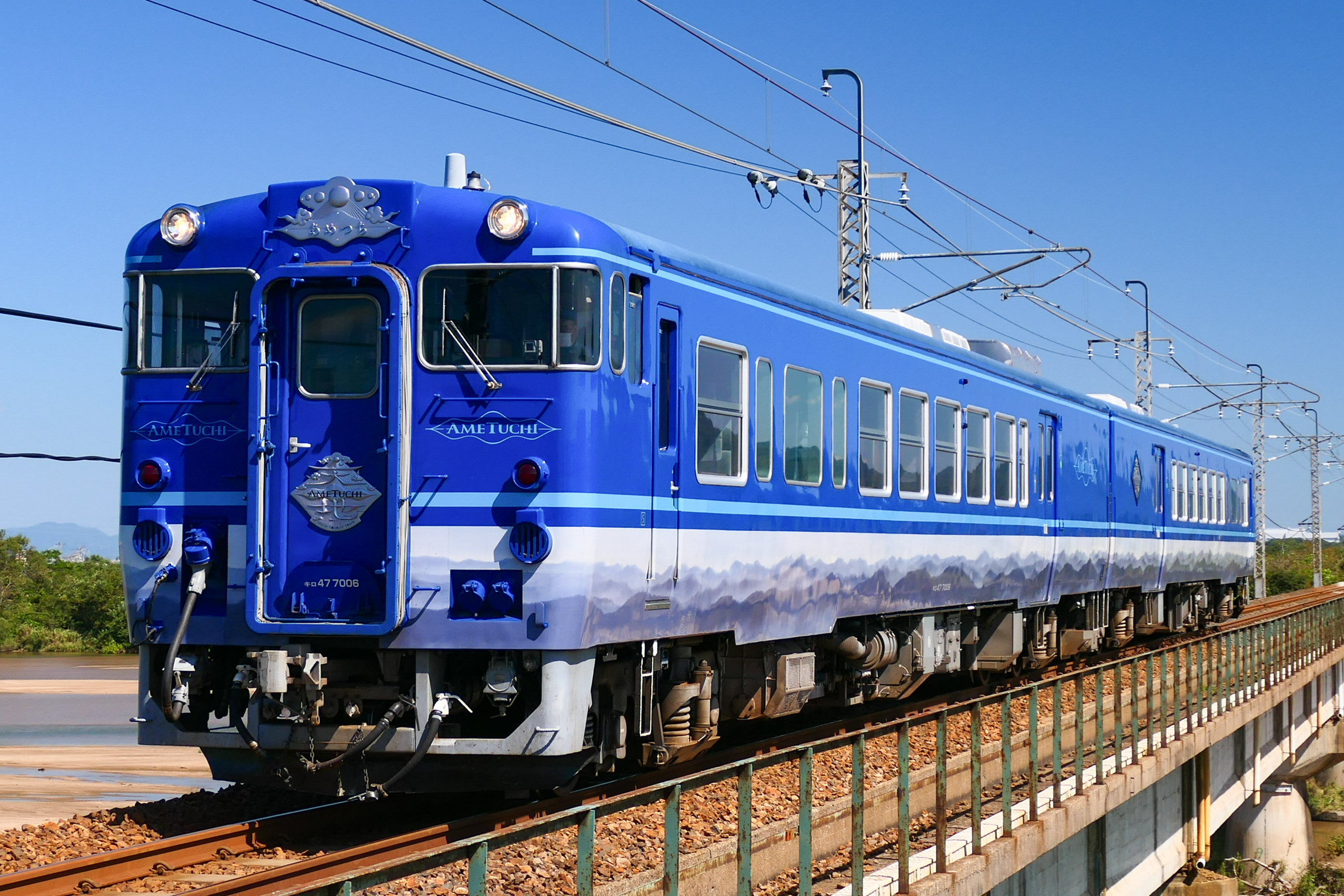
あめつち

2018年から山陰本線の鳥取県・島根県内で運行されている観光列車。キロ47形気動車の2両編成で、全車グリーン車指定席である。

#### うみやまむすび
2019年から城崎温泉駅を中心に運行されている観光列車。キハ40形気動車の1両。定期普通列車での運転で、運行区間は日によって異なっている。車内は一部が窓向きのカウンター席に改造されている。

#### etSETOra

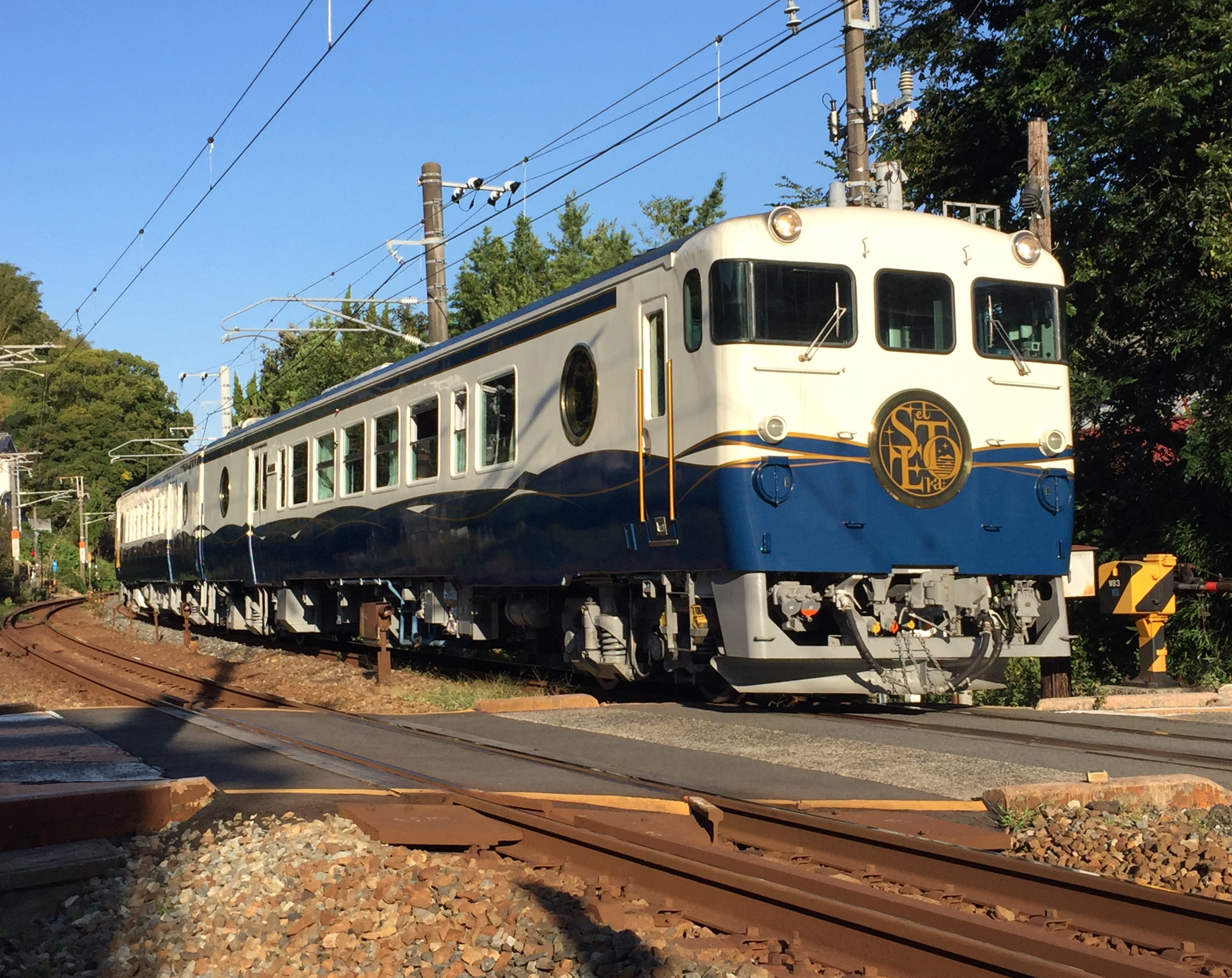
etSETOra

2020年から呉線で運行されている観光列車。キロ47形気動車の2両編成で、全車グリーン車指定席である。

#### SAKU美SAKU楽

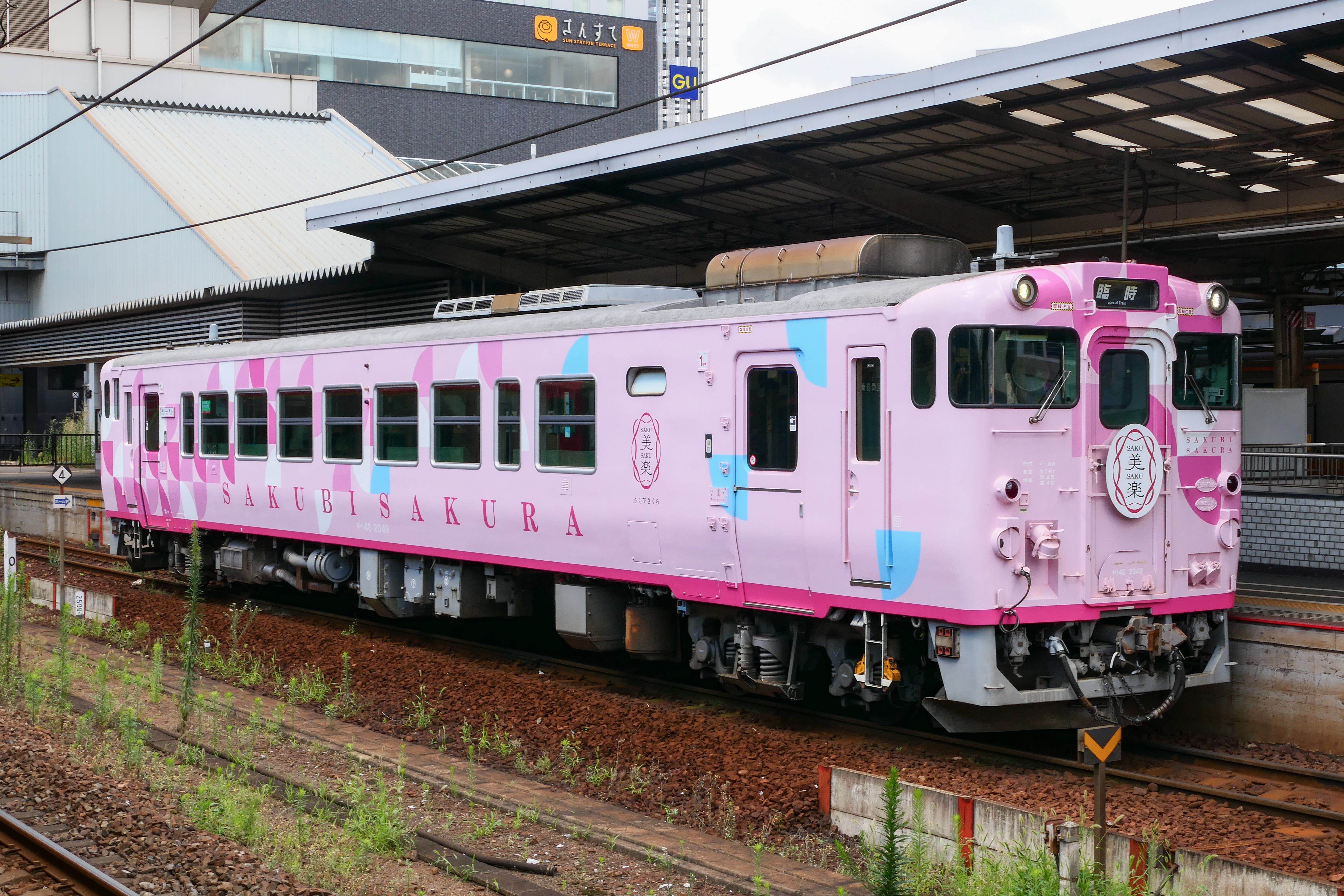
SAKU美SAKU楽

2022年から津山線で運行されている観光列車。キハ40形気動車の1両単行運転である。

#### はなあかり
2024年から西日本エリア各地で運行されている観光列車。キハ189系気動車の3両編成で、全車グリーン車指定席である。

### 四国旅客鉄道（JR四国）
- 自社のウェブサイトにおいて以下の列車を「観光列車」として記載している。

#### アンパンマン列車

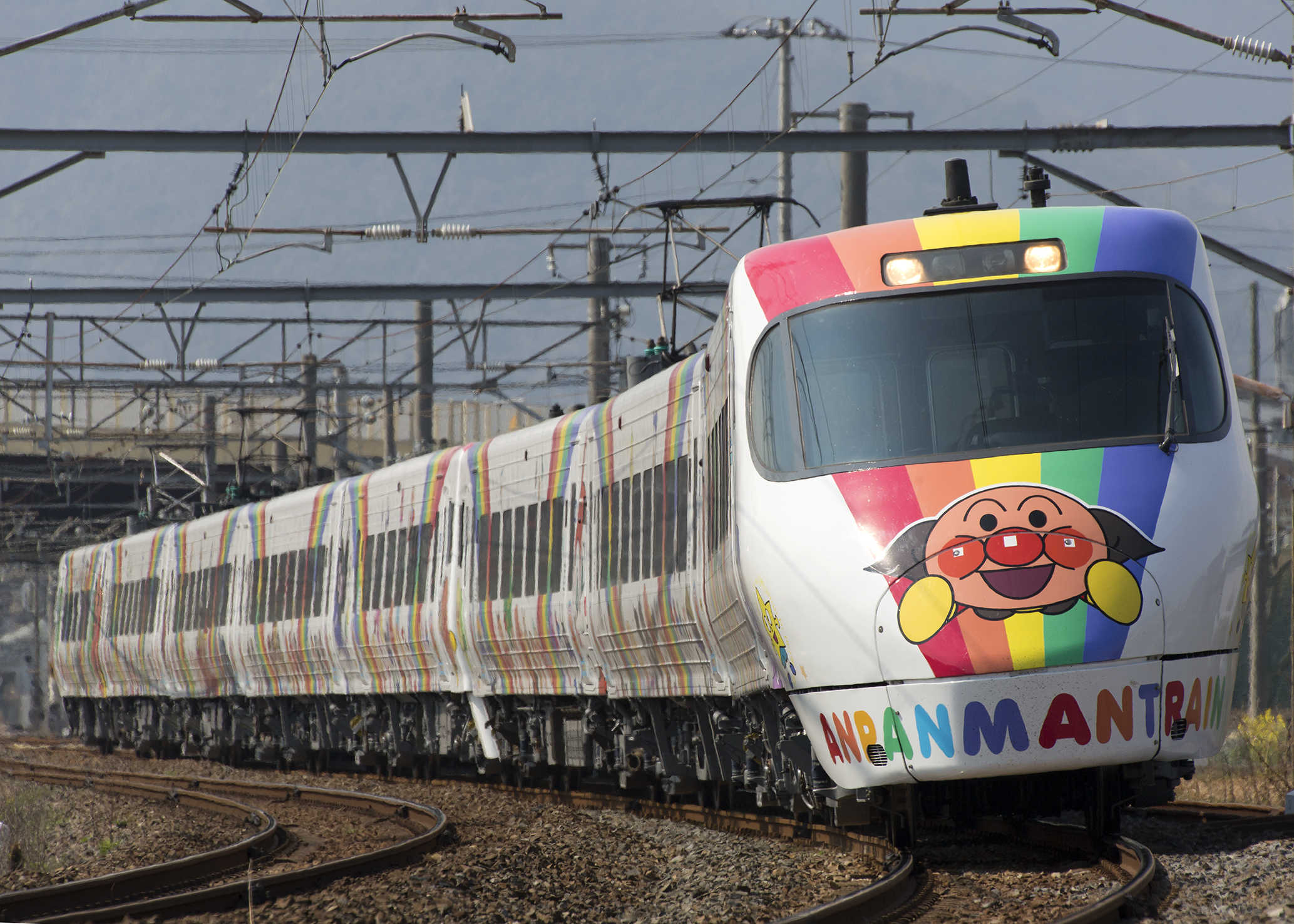
8000系アンパンマン列車

2000年から四国各地で運行されている観光列車。「土讃線アンパンマン列車」「予讃線アンパンマン列車」など4系統の総称であり、運行区間や列車種別や使用車両などは様々である。

#### 海洋堂ホビートレイン

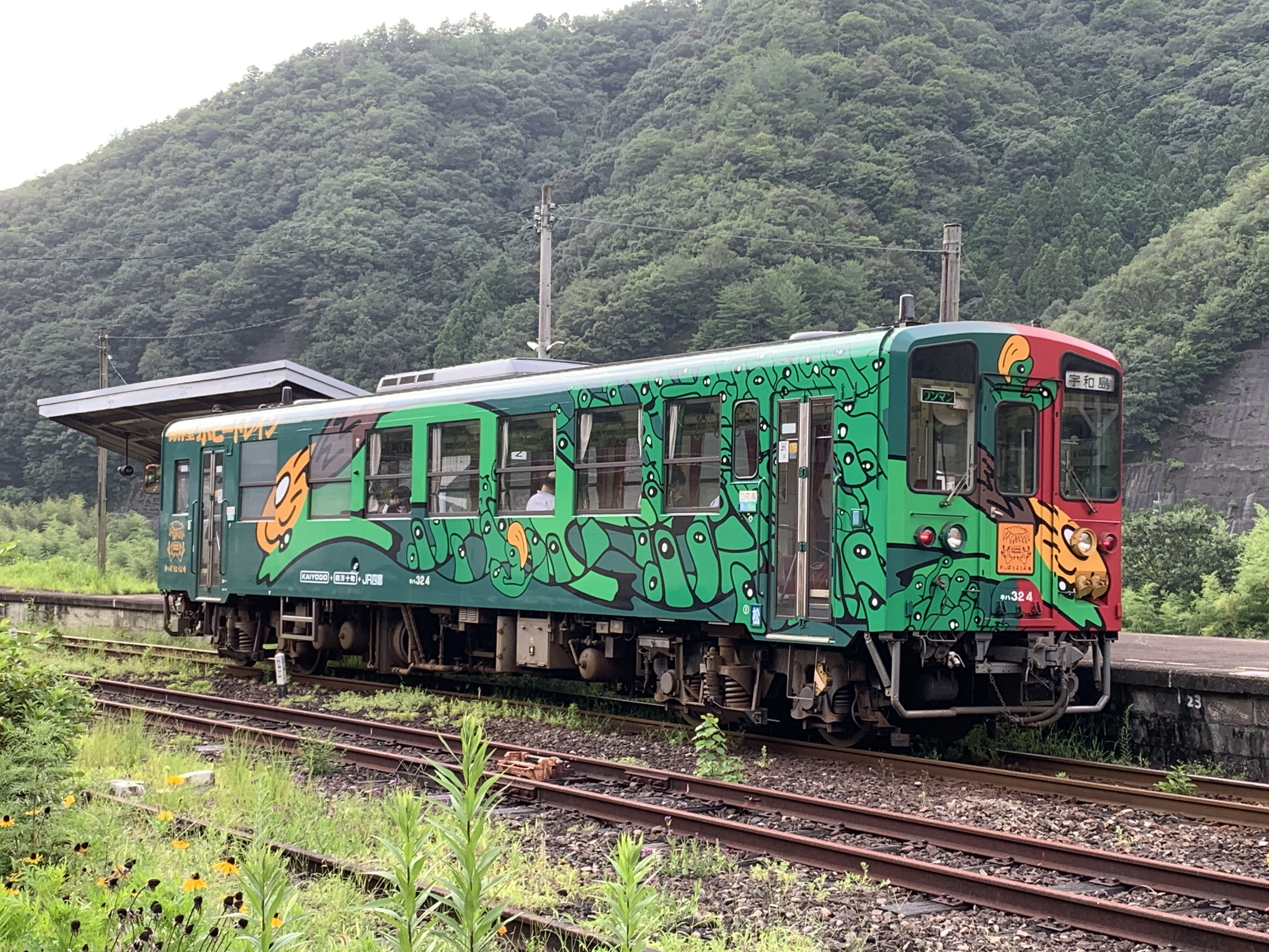
海洋堂ホビートレイン

2011年から予土線で運行されている観光列車。後述の「しまんトロッコ」「鉄道ホビートレイン」とともに「予土線3兄弟」と呼ばれる。キハ32形気動車を改造した1両で、定期普通列車で運行される。2016年からはラッピングを更新した「かっぱうようよ号」の愛称を使用している。

#### しまんトロッコ

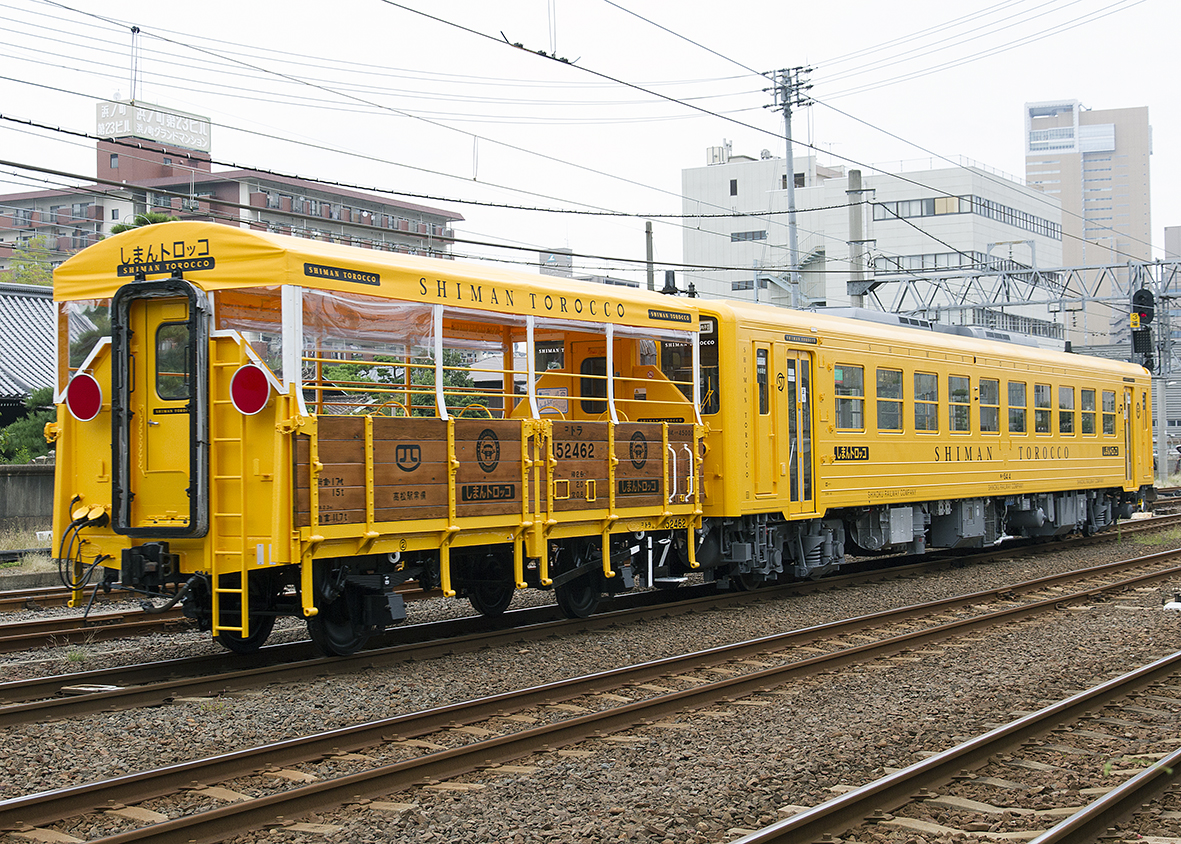
しまんトロッコ

2013年から予土線で運行されている観光列車。「予土線3兄弟」のひとつ。トラ45000形貨車を専用塗装のキハ54形気動車が牽引して運行する。

#### 伊予灘ものがたり

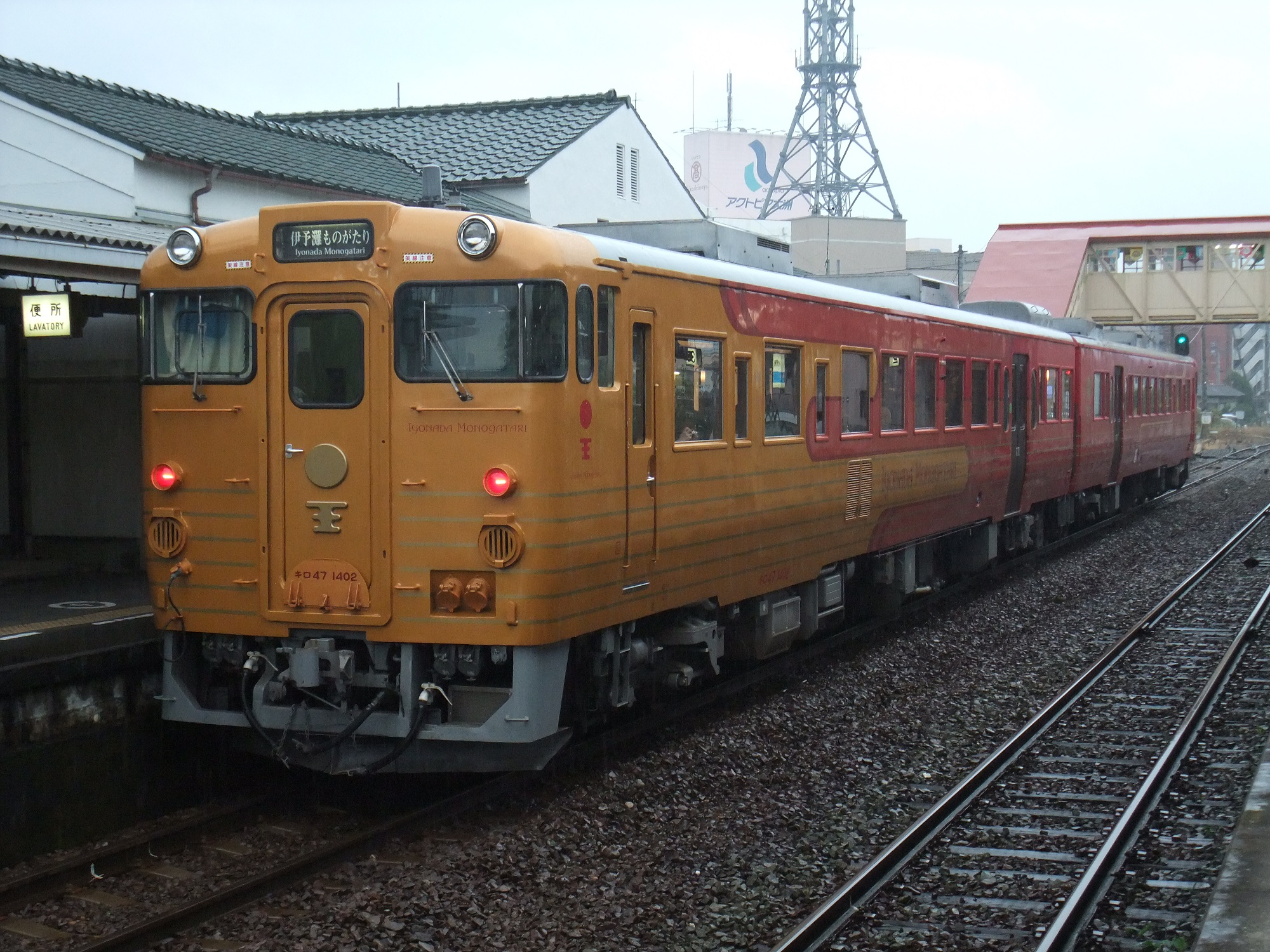
伊予灘ものがたり（初代車両）

2014年から予讃線で運行されている観光列車。後述の「四国まんなか千年ものがたり」と「志国土佐 時代の夜明けのものがたり」とともに「ものがたり列車」と呼ばれる。全車グリーン車指定席である。車両は当初キロ47形気動車の2両編成であったが、2022年4月より二代目としてキロ185系・キロ186系気動車の3両編成が使用されている。

#### 鉄道ホビートレイン

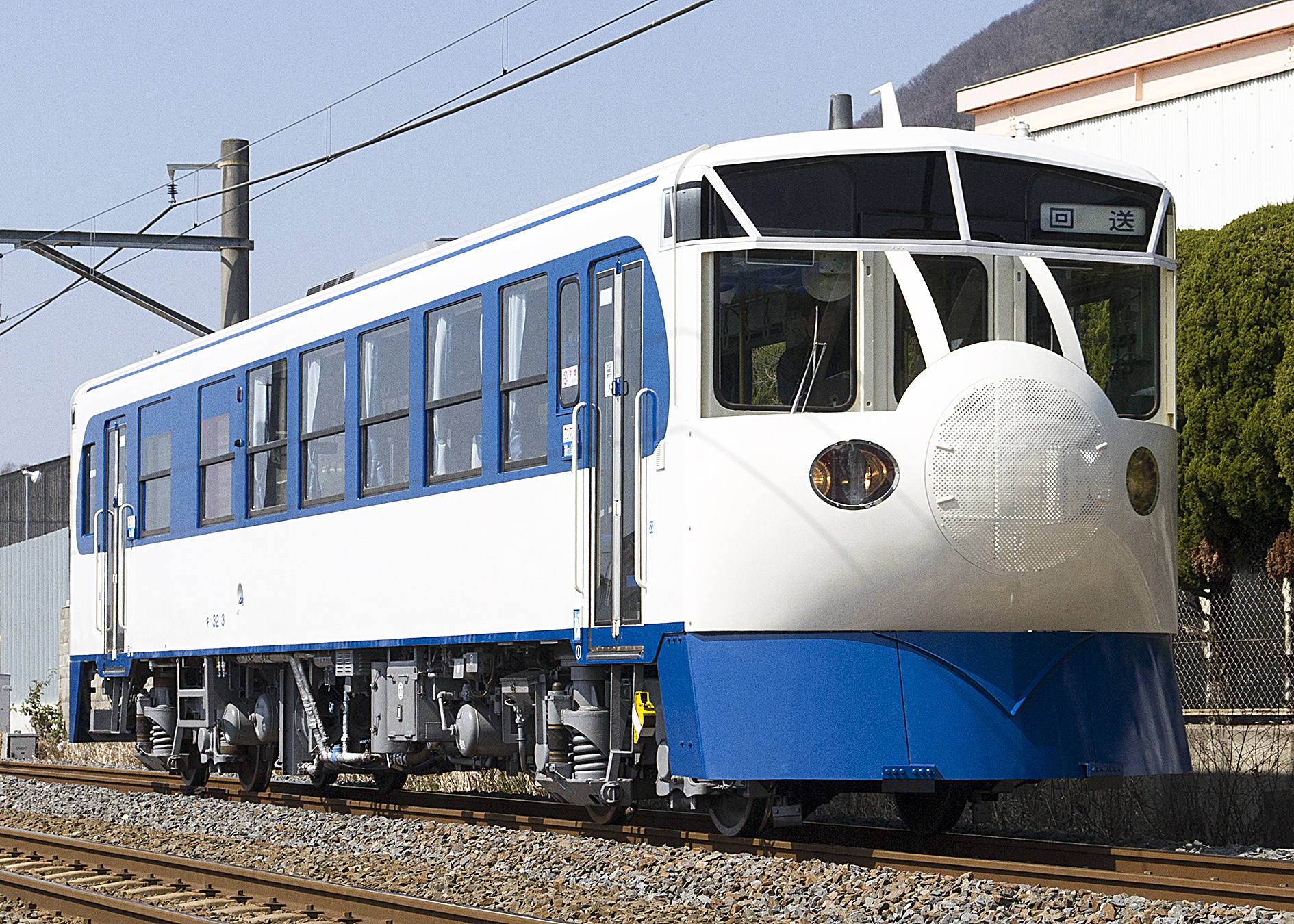
鉄道ホビートレイン

2014年から予土線で運行されている観光列車。定期普通列車で運用され、「予土線3兄弟」のひとつ。キハ32形気動車の1両で、0系新幹線の部品や0系を模した装飾が施されている。

#### 四国まんなか千年ものがたり

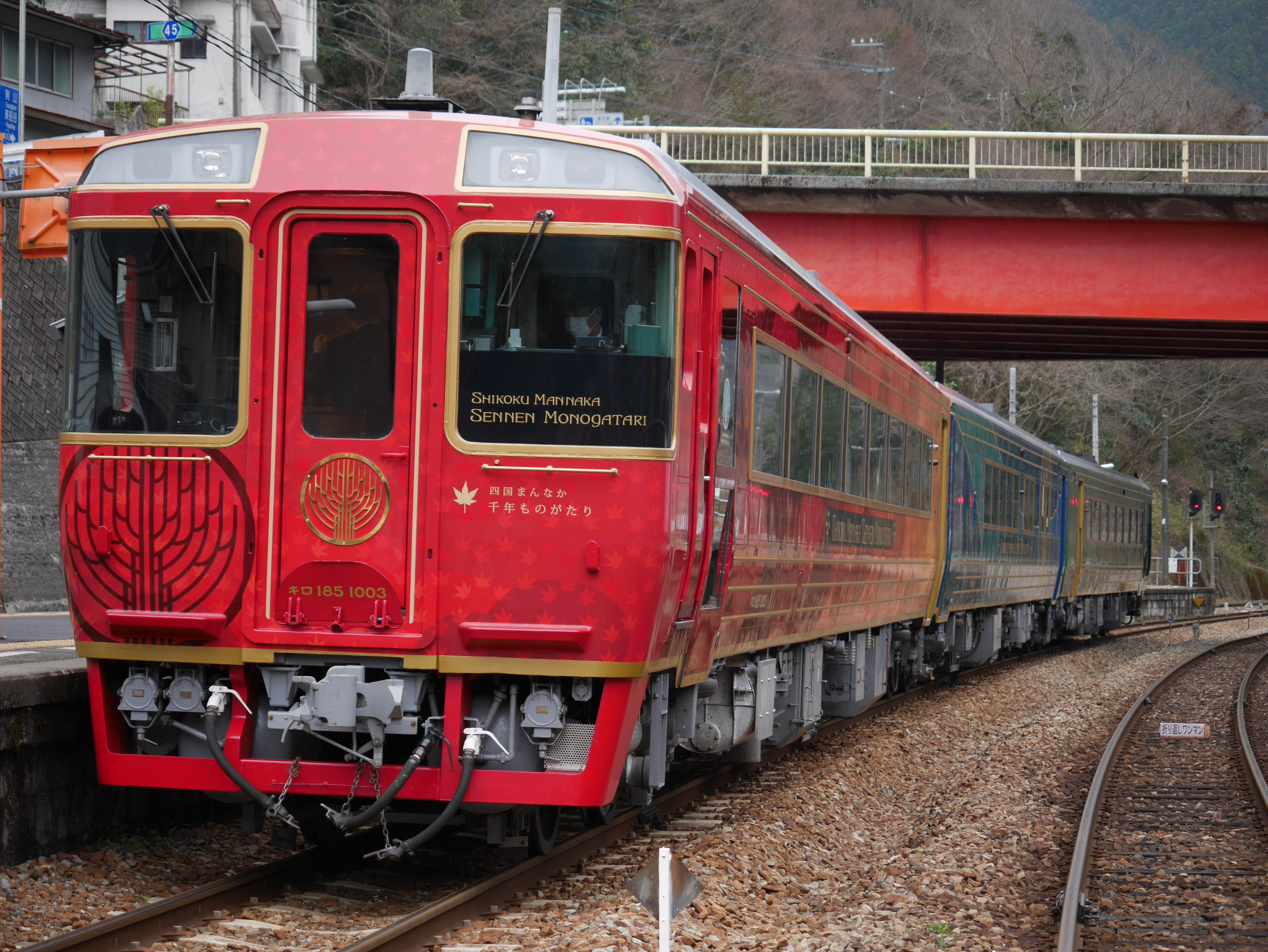
四国まんなか千年ものがたり

2017年から土讃線で運行されている観光列車。「ものがたり列車」のひとつ。キハ185系気動車の3両編成で、全車グリーン車指定席である。

#### 藍よしのがわトロッコ

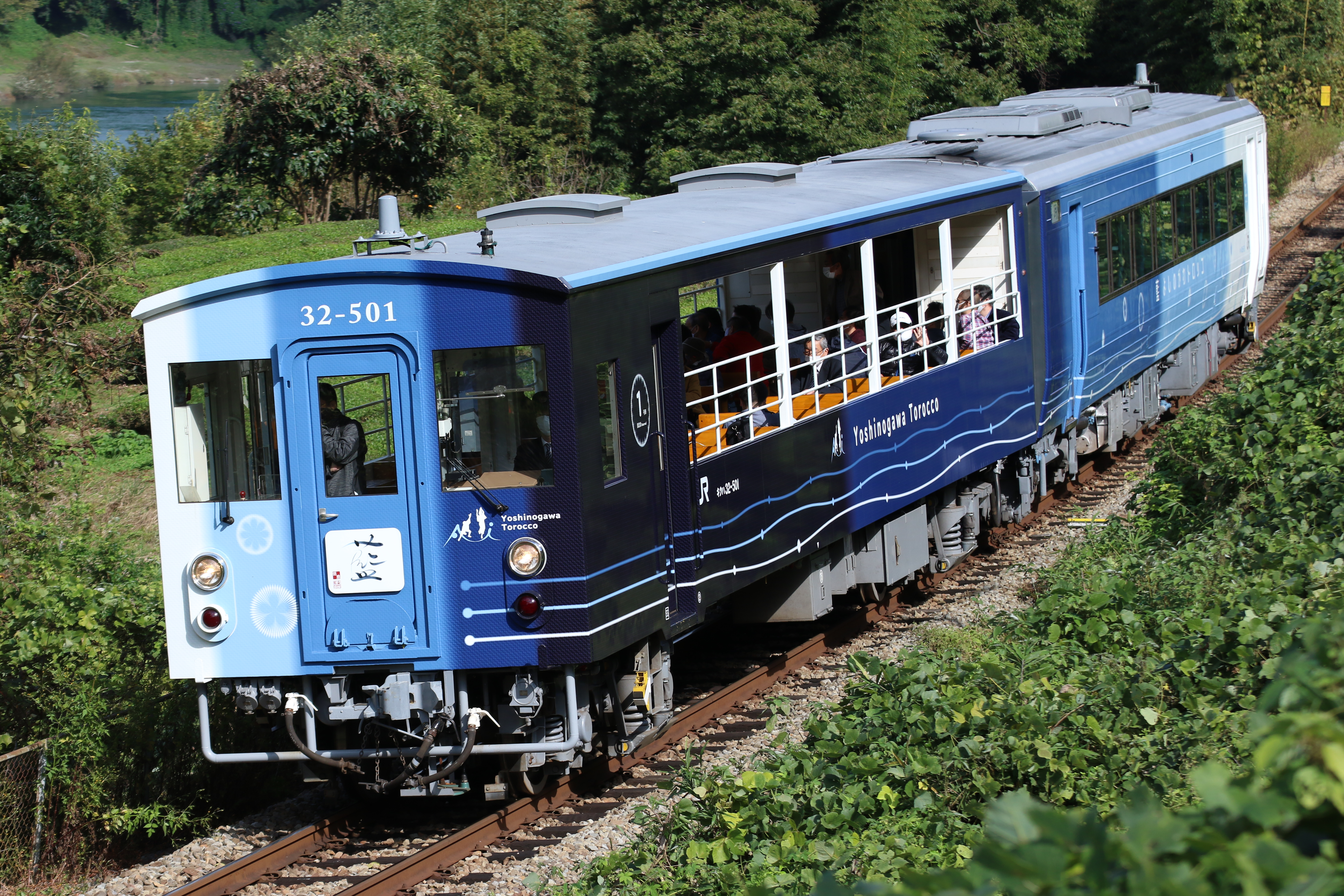
藍よしのがわトロッコ

2020年から徳島線で運行されている観光列車。キハ185形気動車とキクハ32形気動車の2両編成で、キクハ32形はオープン構造である。

#### 志国土佐 時代の夜明けのものがたり

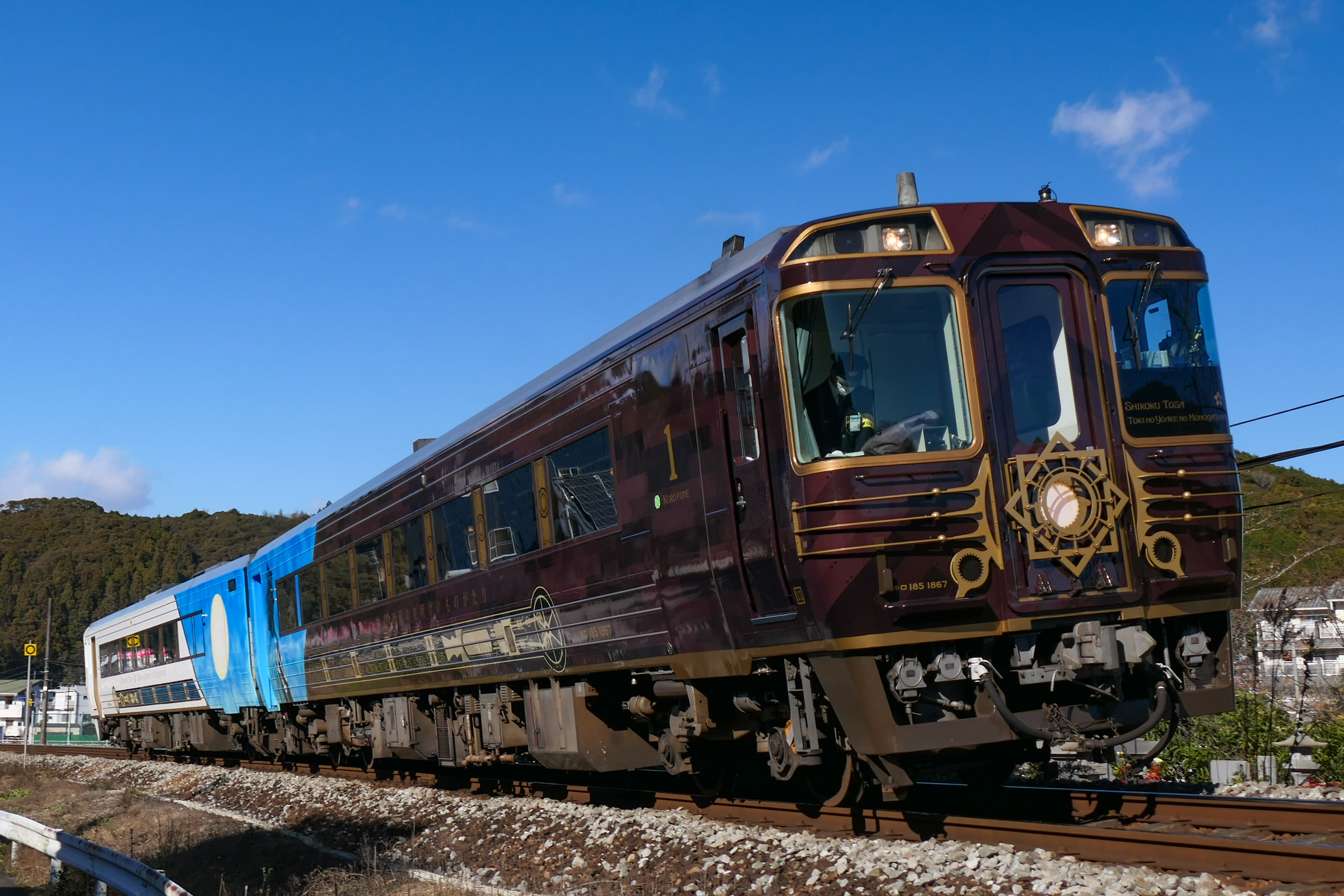
志国土佐 時代の夜明けのものがたり

2020年から土讃線で運行されている観光列車。「ものがたり列車」のひとつ。キハ185形気動車の2両編成で、全車グリーン車指定席である。

### 九州旅客鉄道（JR九州）
- 自社のウェブサイトにおいて以下の列車を「観光列車【D&S列車】」として記載している。

#### ゆふいんの森

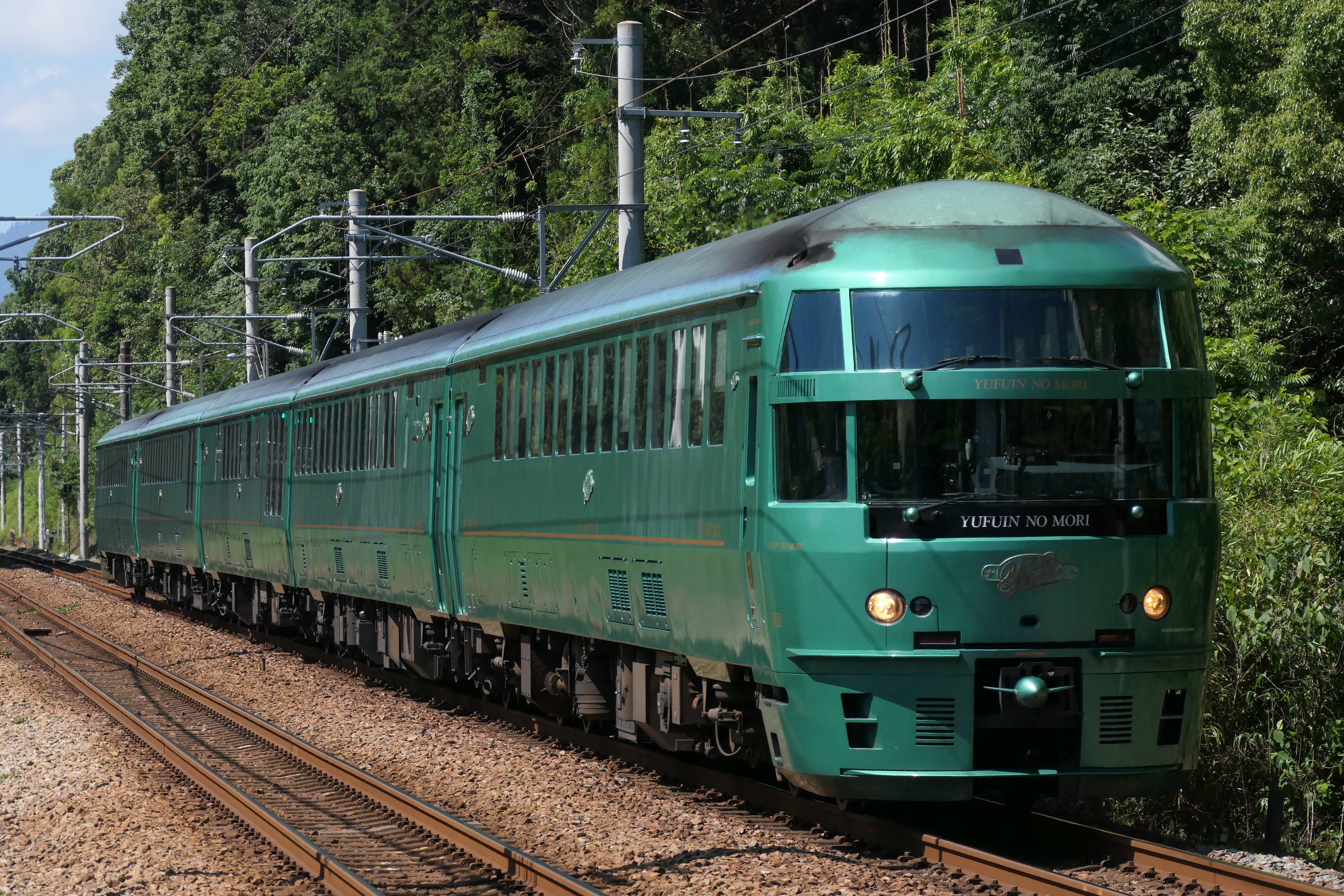
ゆふいんの森

1989年から久大本線で運行されているD&S列車。キハ71系気動車・キハ72系気動車の2編成による運行である。特急列車。

#### 海幸山幸

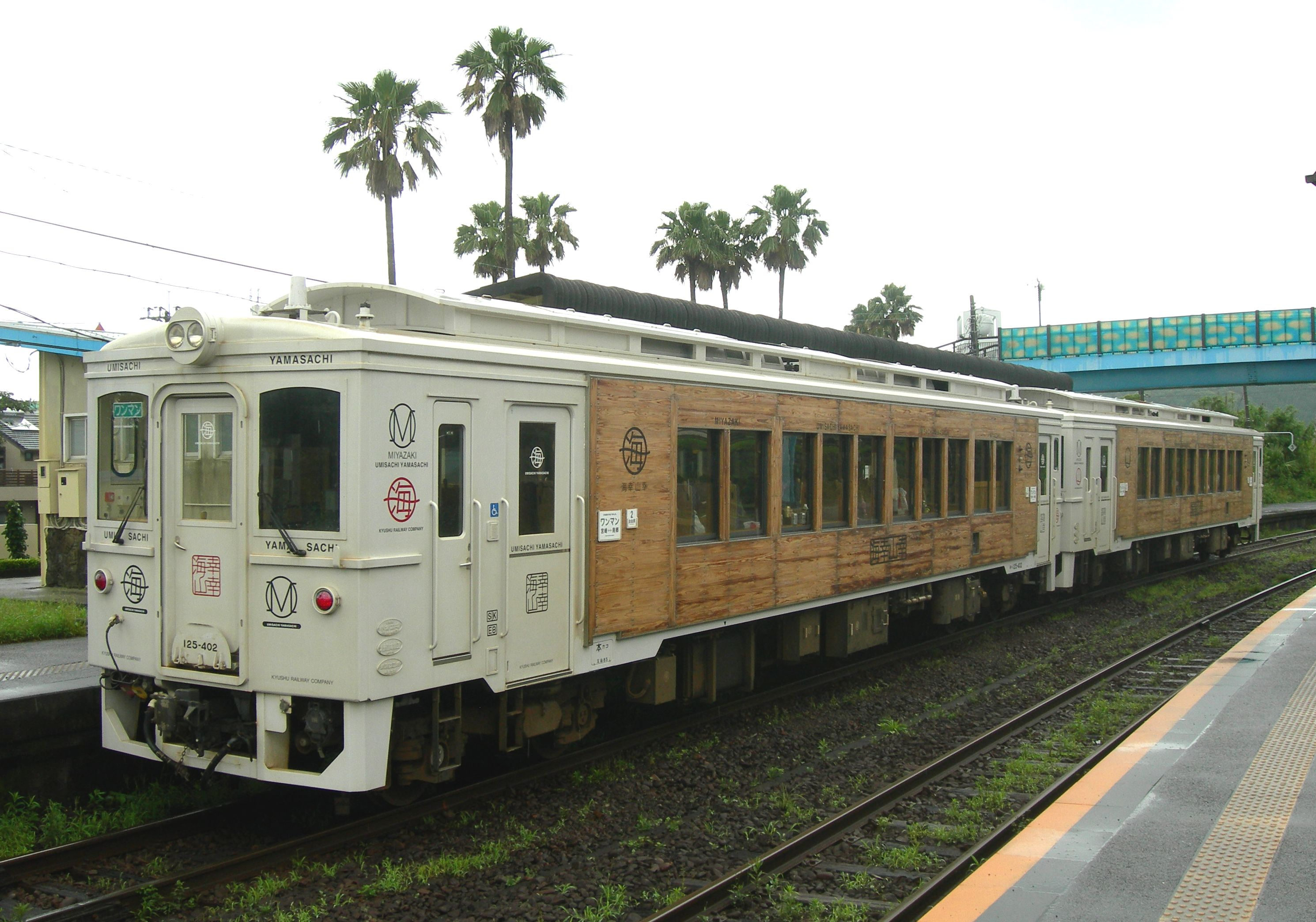
海幸山幸

2009年から日南線で運行されているD&S列車。廃線となった高千穂鉄道から譲渡された気動車を利用したキハ125形の2両編成で、それぞれ「海幸」「山幸」の愛称がある。

#### あそぼーい!

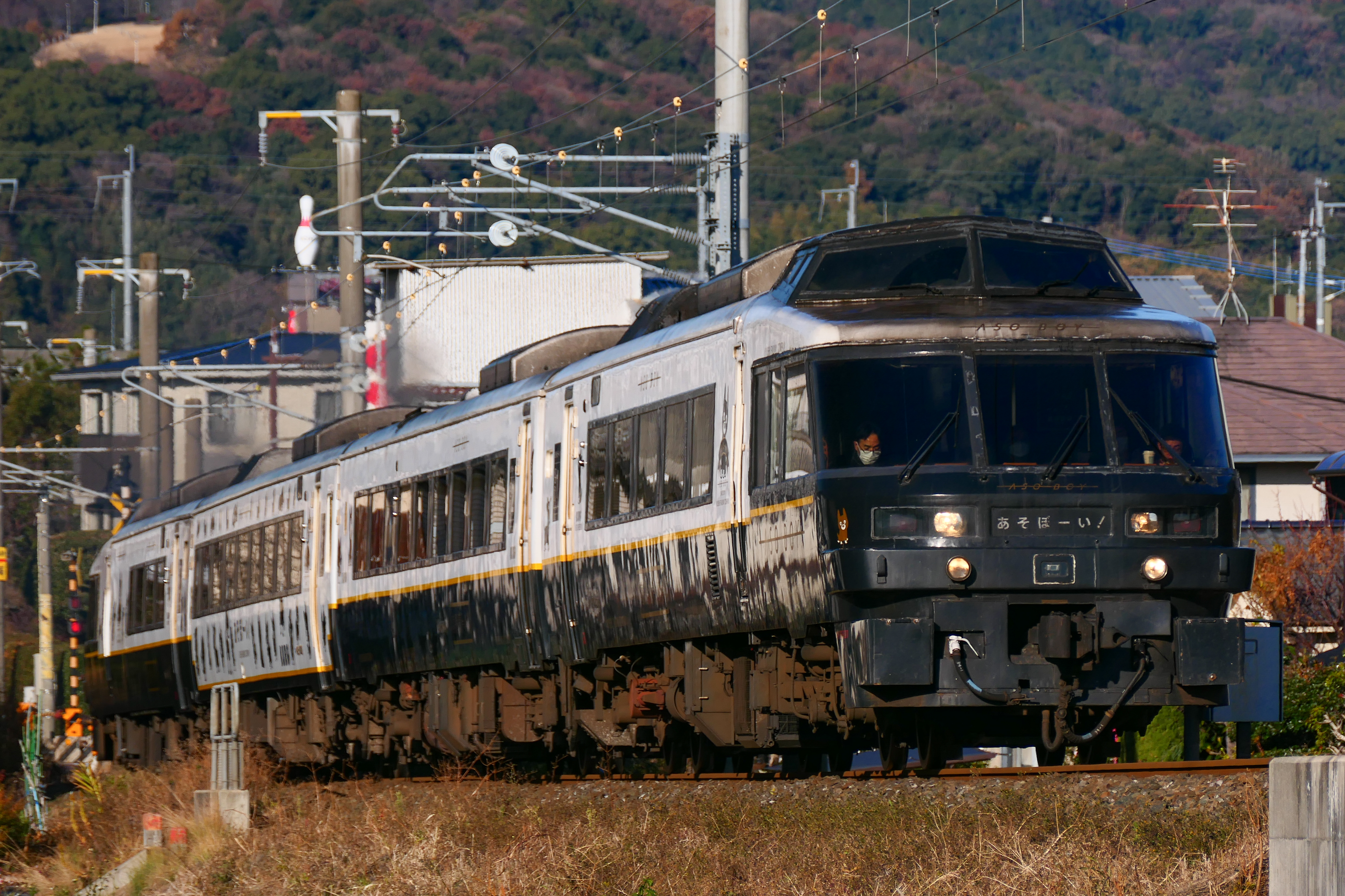
あそぼーい!

2011年から豊肥本線で運行されているD&S列車。キハ183系気動車4両編成である。全車普通車扱いであるが、パノラマシートなど一部の座席で高額な料金設定となっている。

#### 指宿のたまて箱

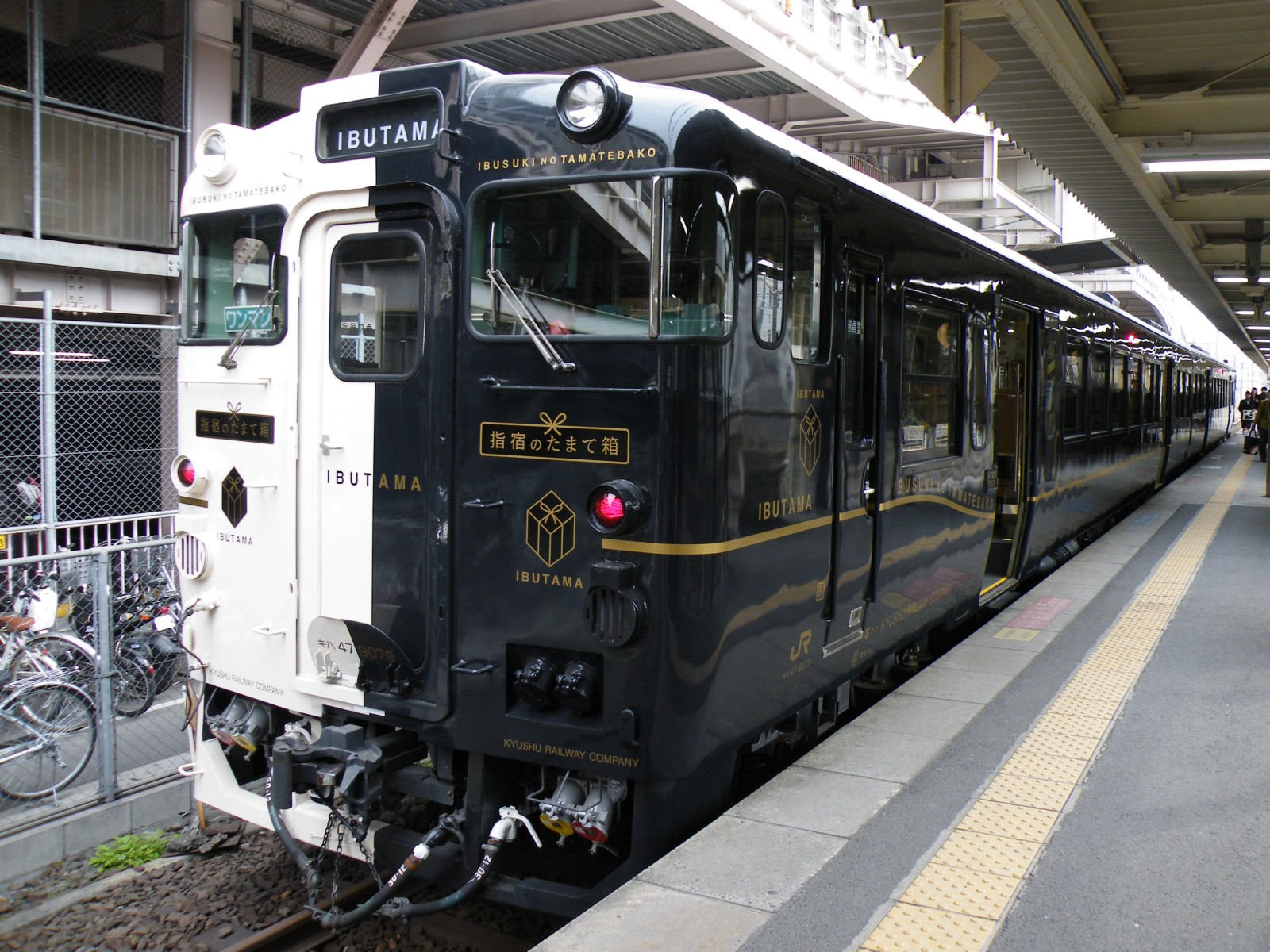
指宿のたまて箱

2011年から指宿枕崎線で運行されているD&S列車。キハ47形・キハ140形気動車による3両編成であるが、2両編成で運行することもある。

#### A列車で行こう

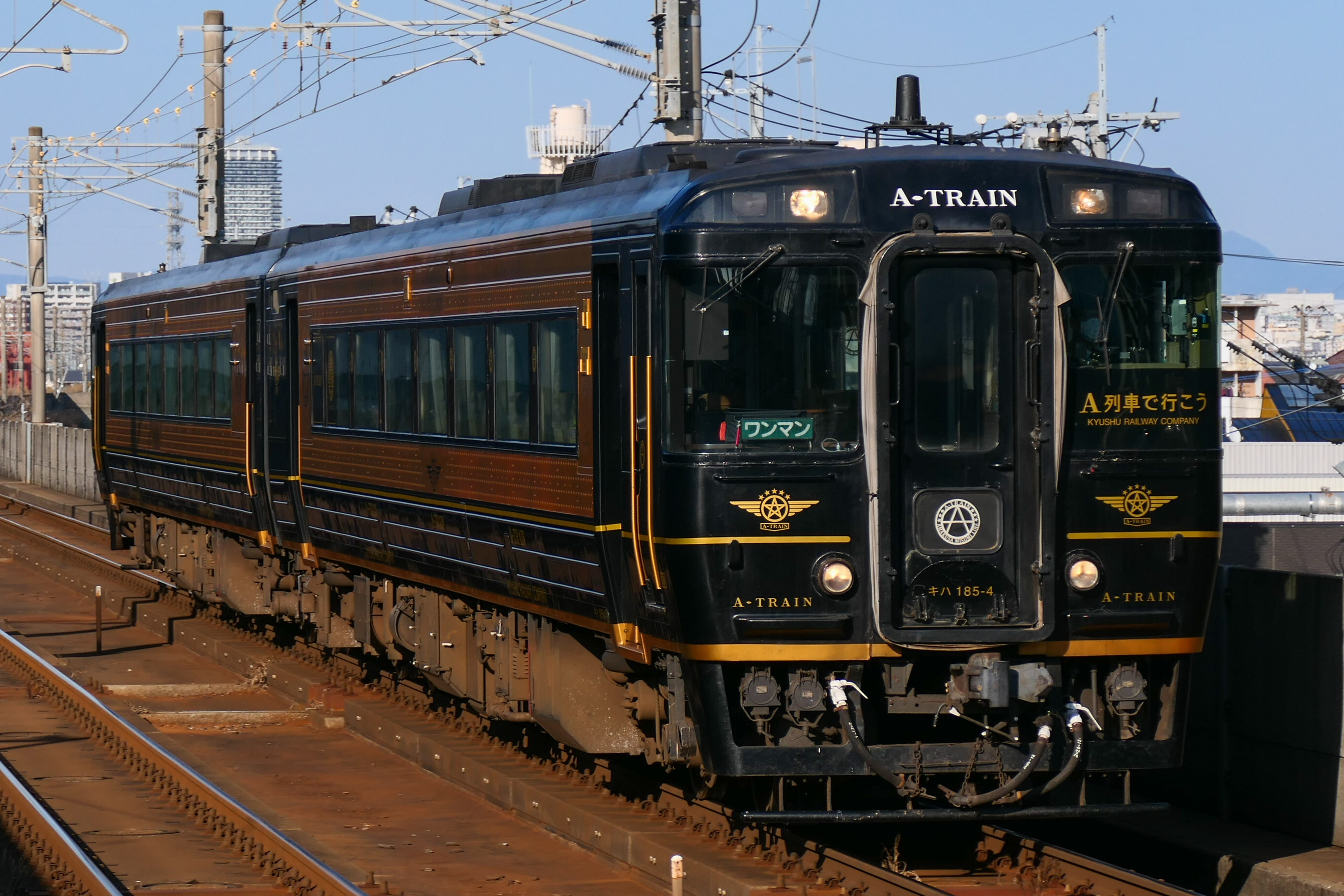
A列車で行こう

2011年から三角線で運行されているD&S列車。キハ185形気動車による2両編成。

#### 或る列車

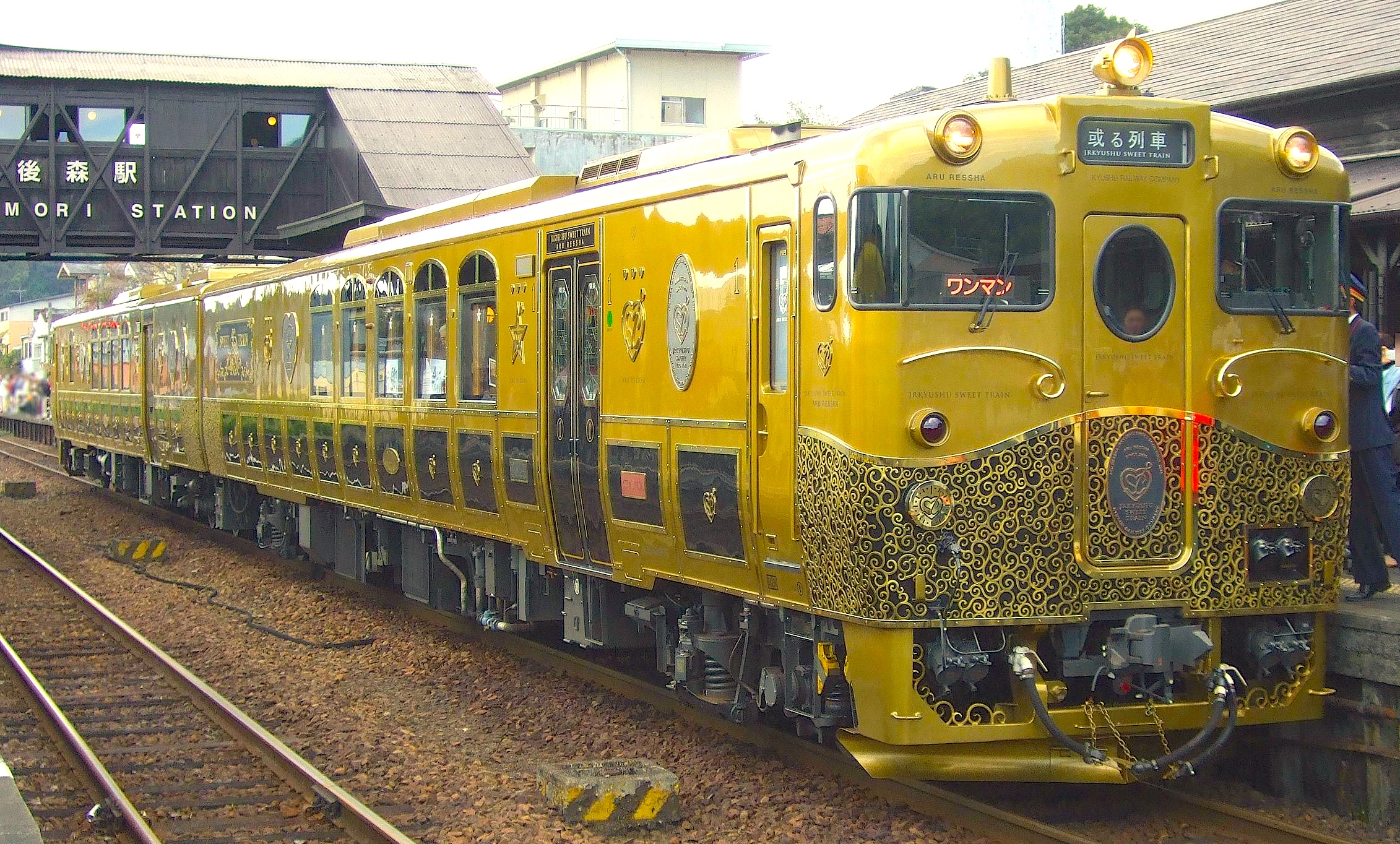
或る列車

2015年から九州各地で運行されているD&S列車。車内でコース料理を味わいながら移動するもので、車両はキロシ47形気動車による2両編成。他の列車と違い団体専用列車扱いで、一般発売はされていない。

#### かわせみ やませみ

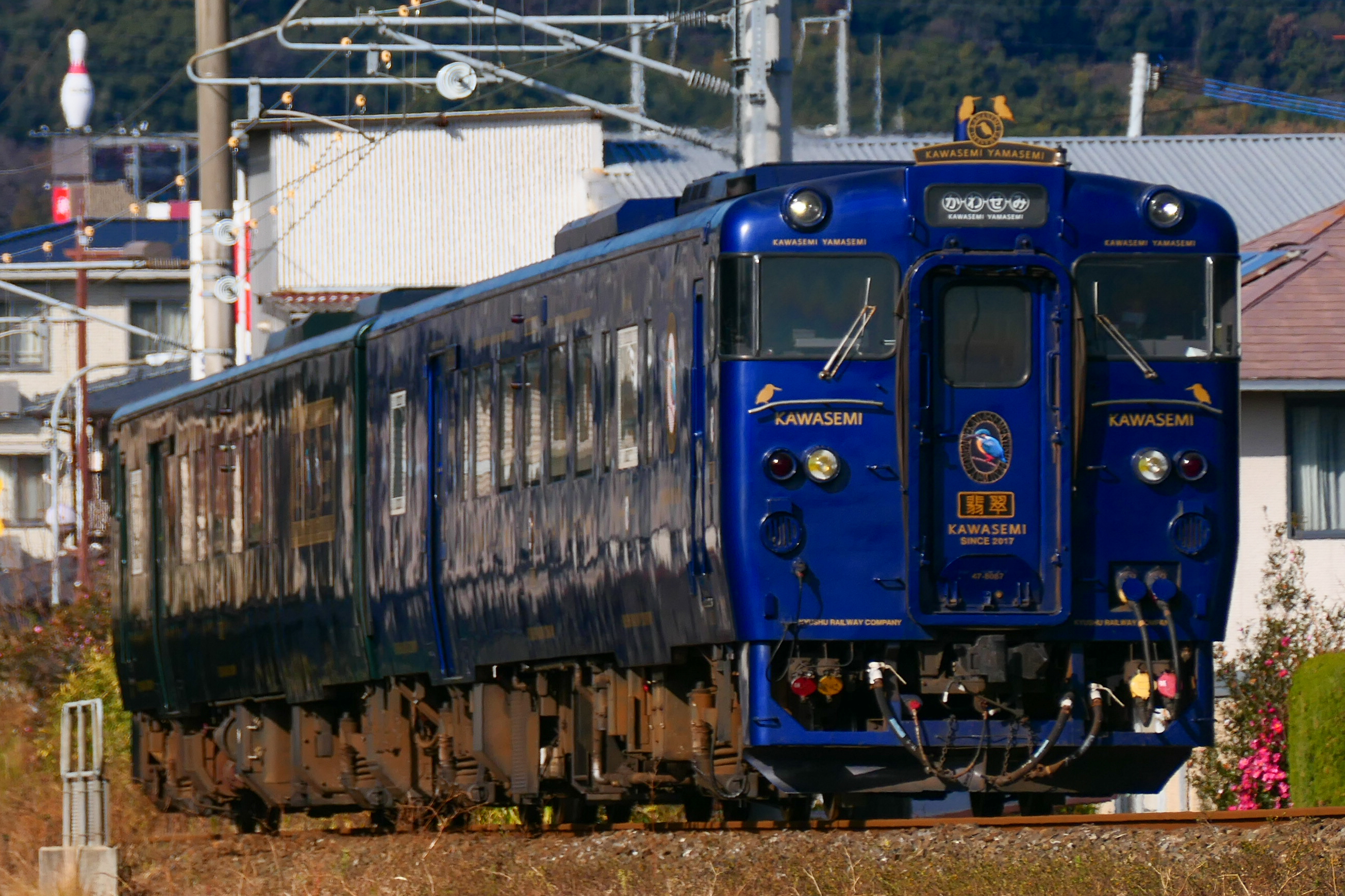
かわせみ やませみ

2017年から肥薩線で運行されているD&S列車。キハ47形気動車による2両編成で、それぞれ「かわせみ」「やませみ」の愛称が付けられている。

#### 36ぷらす3

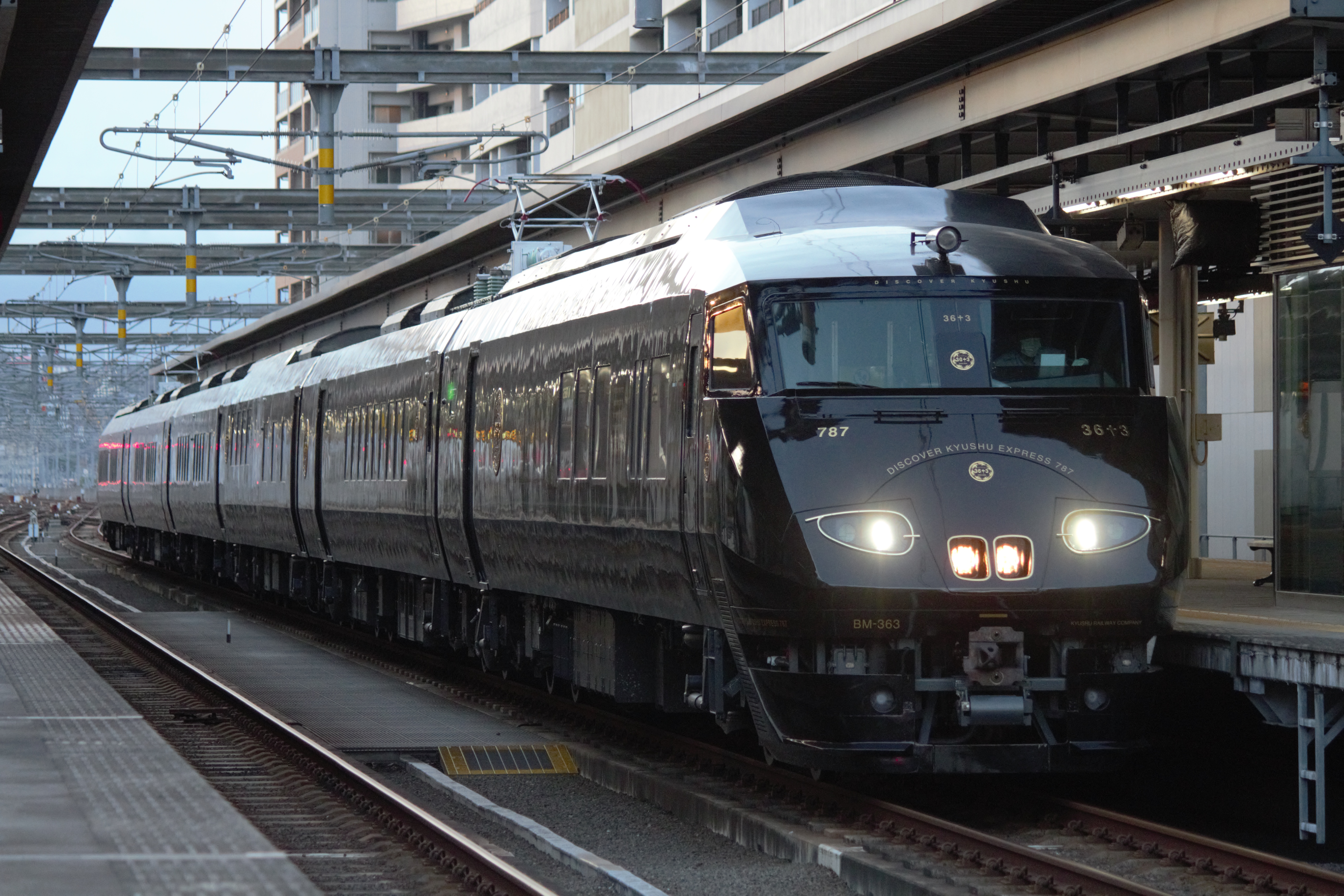
36ぷらす3

2020年から九州各地で運行されているD&S列車。食事付きで1日かけて移動するもので、多くは個室席である。車両は787系電車による6両編成で、全車グリーン車指定席である。

#### ふたつ星4047

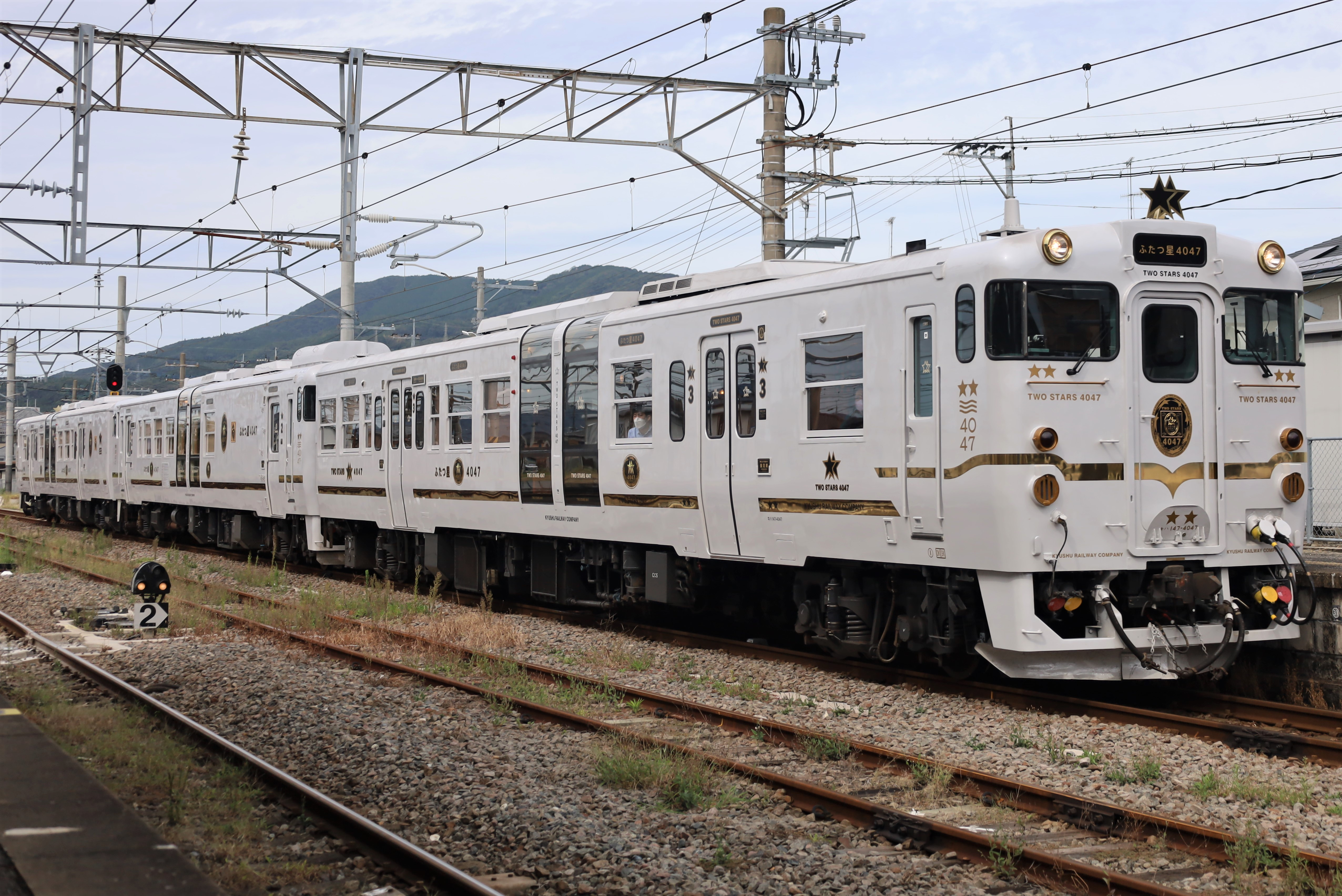
ふたつ星4047

2022年から長崎本線・大村線で運行されているD&S列車。主に土休日を中心として、午前は武雄温泉→長崎（長崎本線経由）、午後は長崎→武雄温泉（大村線経由）で運行されている。車両はキハ40形・キハ47形気動車による3両編成で、「はやとの風」および「いさぶろう・しんぺい」（予備車）から改造された。

#### かんぱち・いちろく

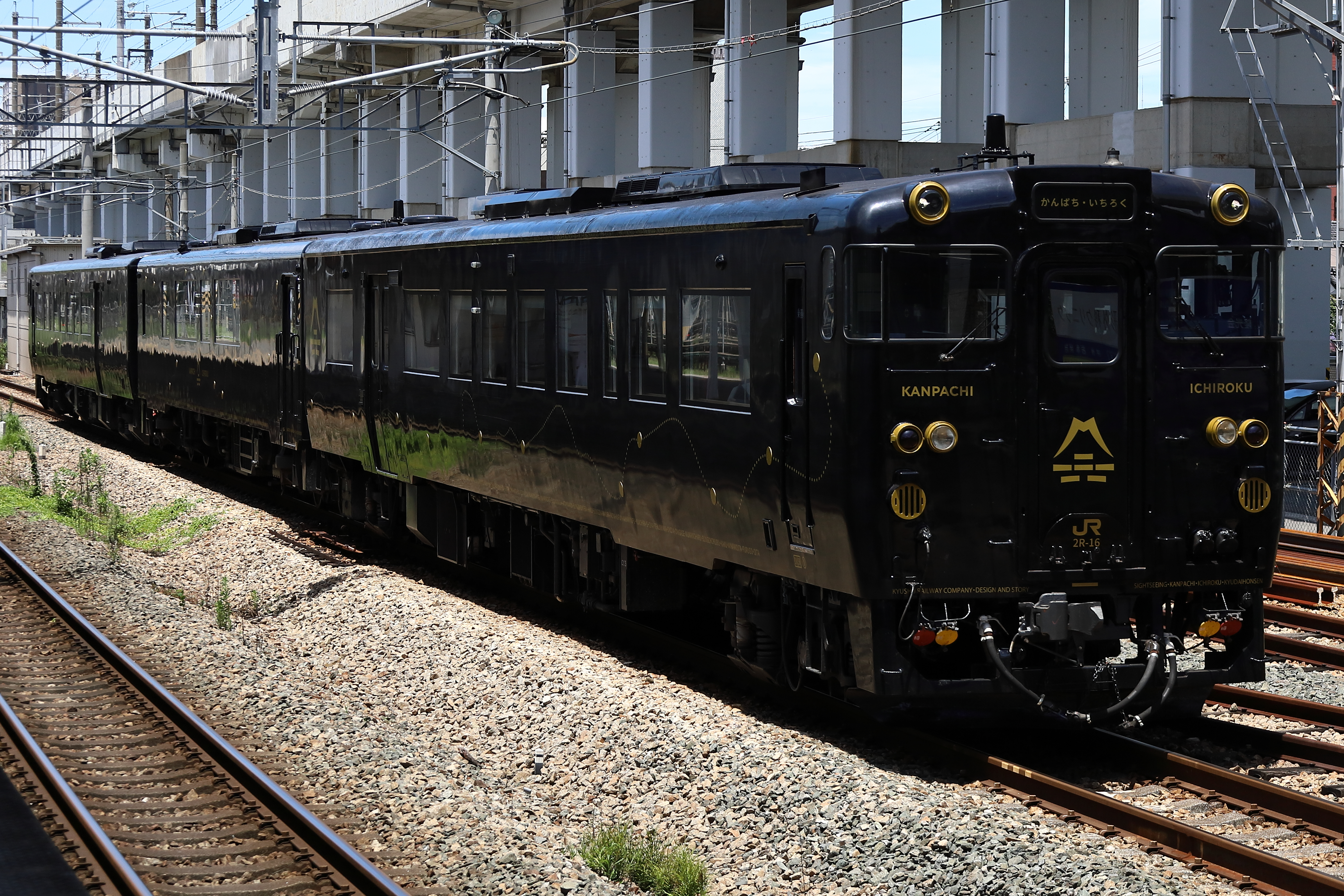
かんぱち・いちろく

2024年から久大本線で運行されているD&S列車。車内で料理を味わいながら移動するもので、車両は2R形気動車（キハ47形気動車「いさぶろう・しんぺい」およびキハ125形気動車から改造）による3両編成。他の列車と違い団体専用列車扱いで、一般発売はされていない。

## その他事業者の観光列車
地域別に記載する。車両に対する呼称の場合と列車に対する呼称の場合が存在するが、ここでは特に区別しない。また、観光列車に類似する名称のものも含む。
なお、地元観光局やニュースサイトが独自に「観光列車」と称しているものもあるが、ここではあくまで事業者側が呼称するもののみ記載する。

### 道南いさりび鉄道

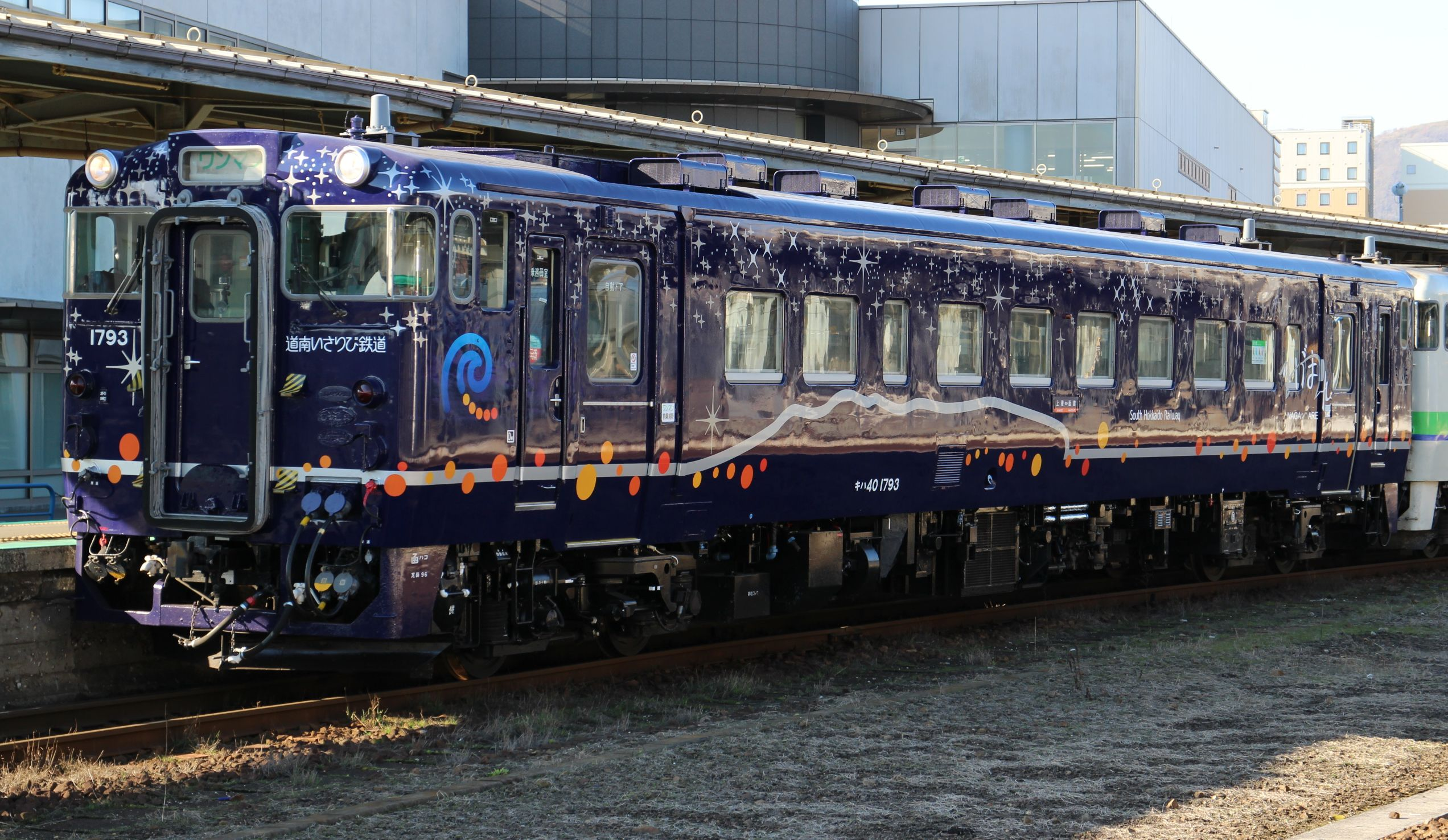
ながまれ号

- 「地域情報発信列車」としてキハ40形を改造した「ながまれ号」を保有し、定期列車のほか観光列車「ながまれ海峡号」で運行している。

### 秋田内陸縦貫鉄道

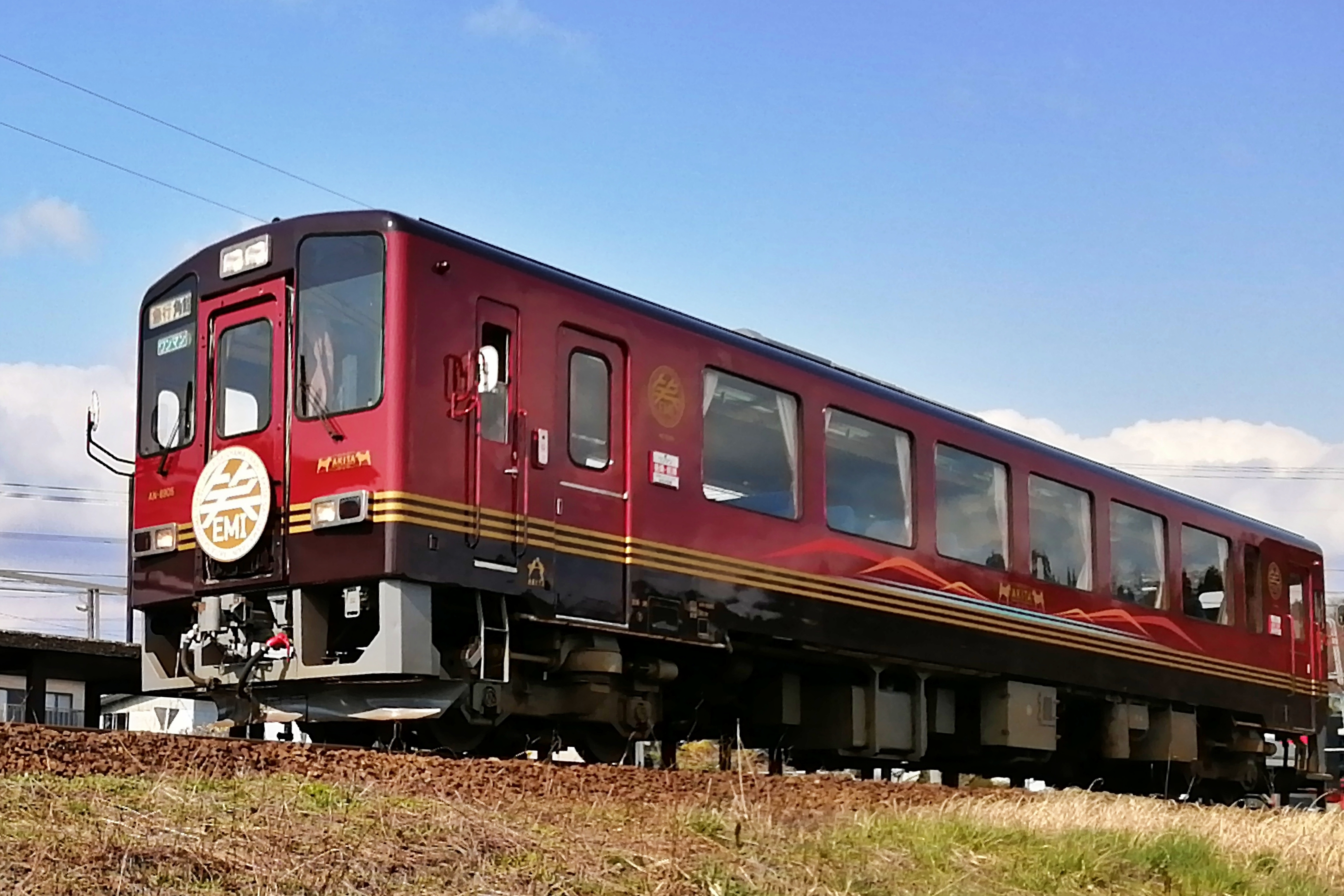
笑EMI

- AN-8900形を改造した「笑EMI」を保有し、特定日に急行列車として運行している[14]。
- 2021年にはAN-2000形を改造した「秋田縄文号」を新たに登場させ、「笑EMI」との併結で運行している[15]。

### 西武鉄道

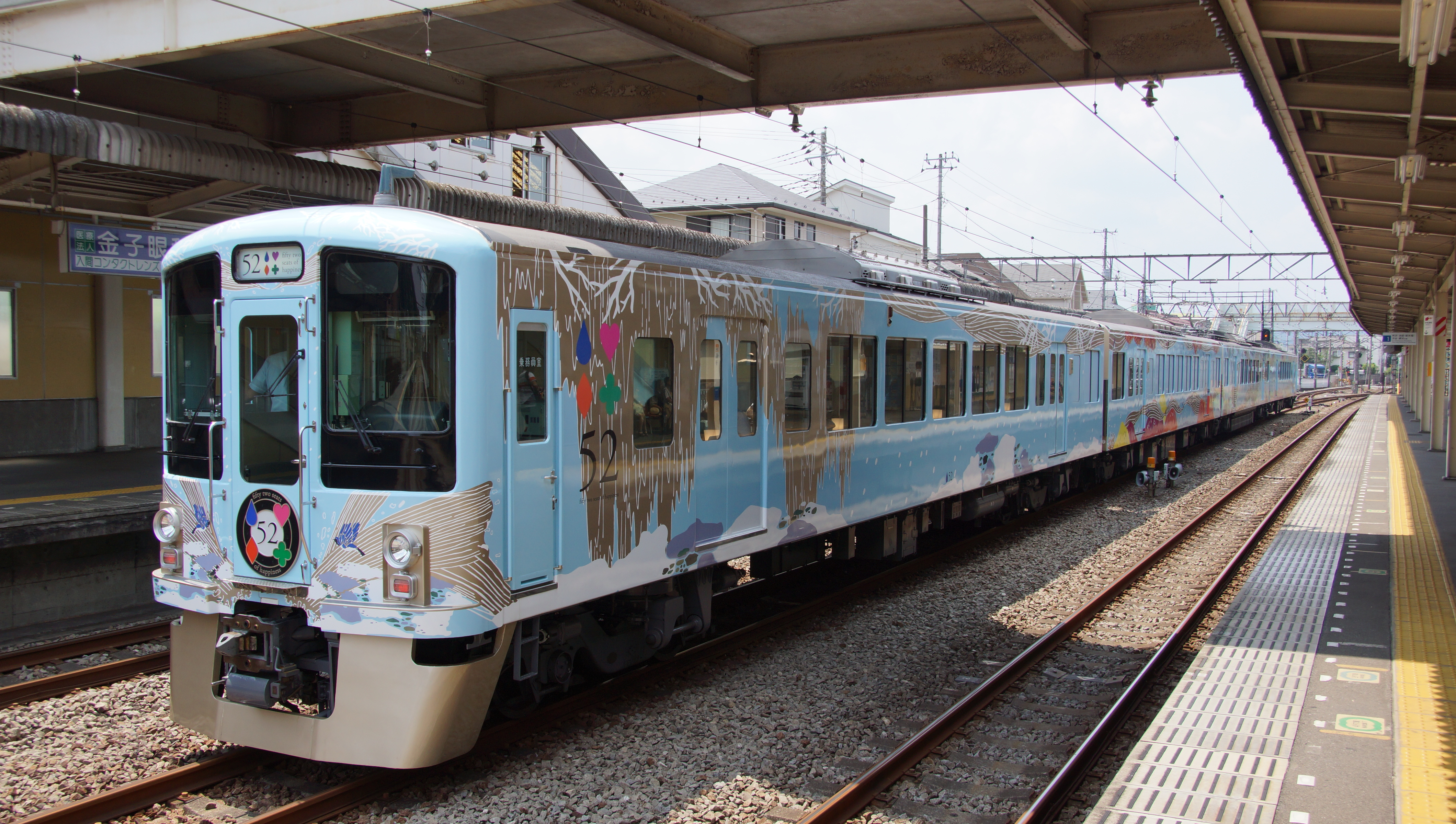
西武 旅するレストラン 52席の至福

- 「観光電車」として4000系を改造した「西武 旅するレストラン 52席の至福」を保有し、土曜・休日を中心に昼と夜の2往復運行している[16]。

### しなの鉄道

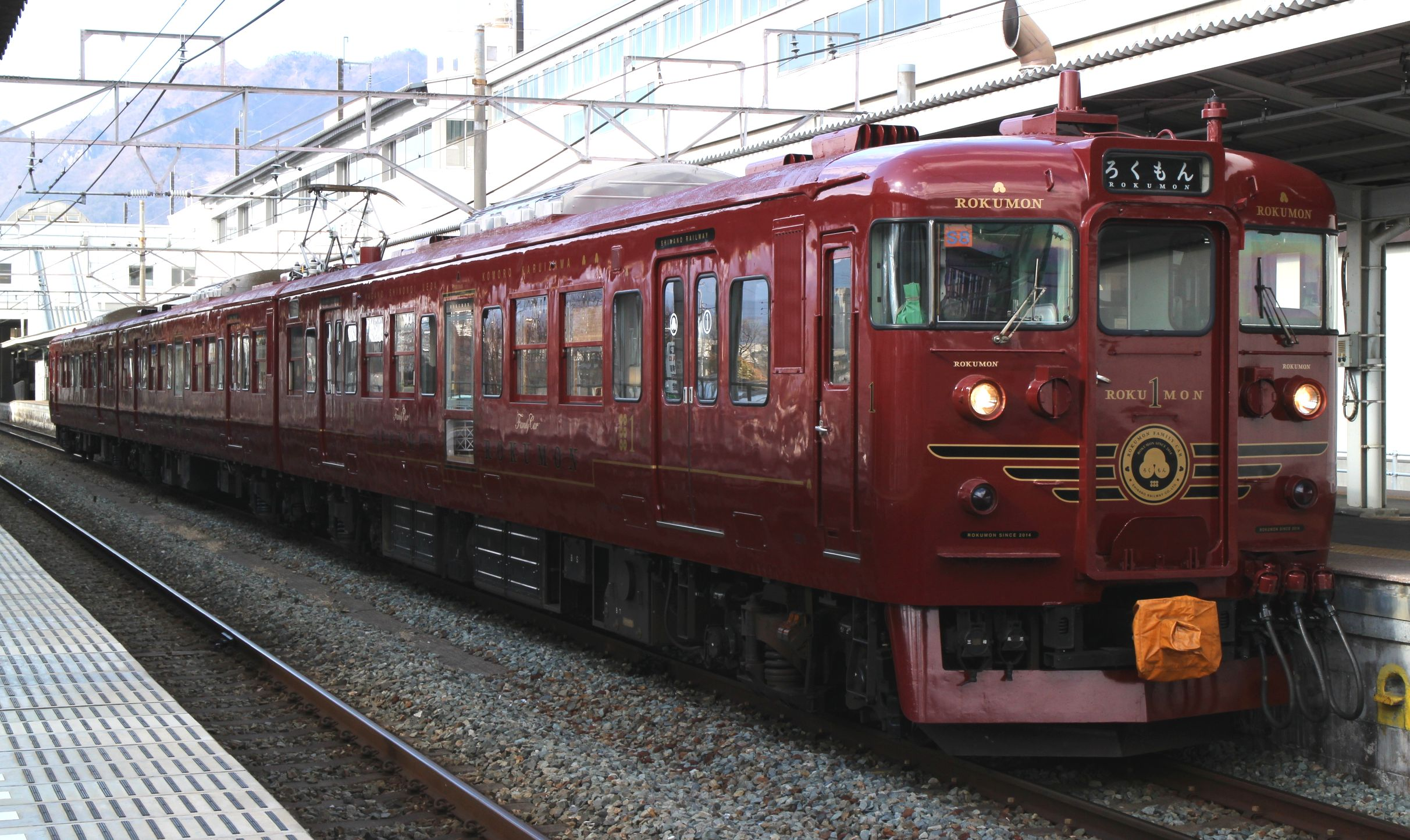
ろくもん

- 観光列車として115系を改造した「ろくもん」を保有し、土休日を中心に同名の快速列車で運行している[17]。
- また、ライナー用車両のSR1系を使用する特別快速列車「軽井沢リゾート号」を「観光有料快速列車」と呼称している[18][19]。

### えちごトキめき鉄道
- リゾート列車[20]としてET122形1000番台を保有し、「えちごトキめきリゾート雪月花」として2016年から土休日を中心に運転を行っている[21]。えちごトキめき鉄道主催の旅行商品として設定され、乗車するときには電話による事前予約が必要となる。
- また、クハ455形などの急行型電車を3両保有しており「観光急行」として土休日を中心に運行している[22]。

### 富山地方鉄道
- 以下の3列車を「観光列車」と呼称[23]。

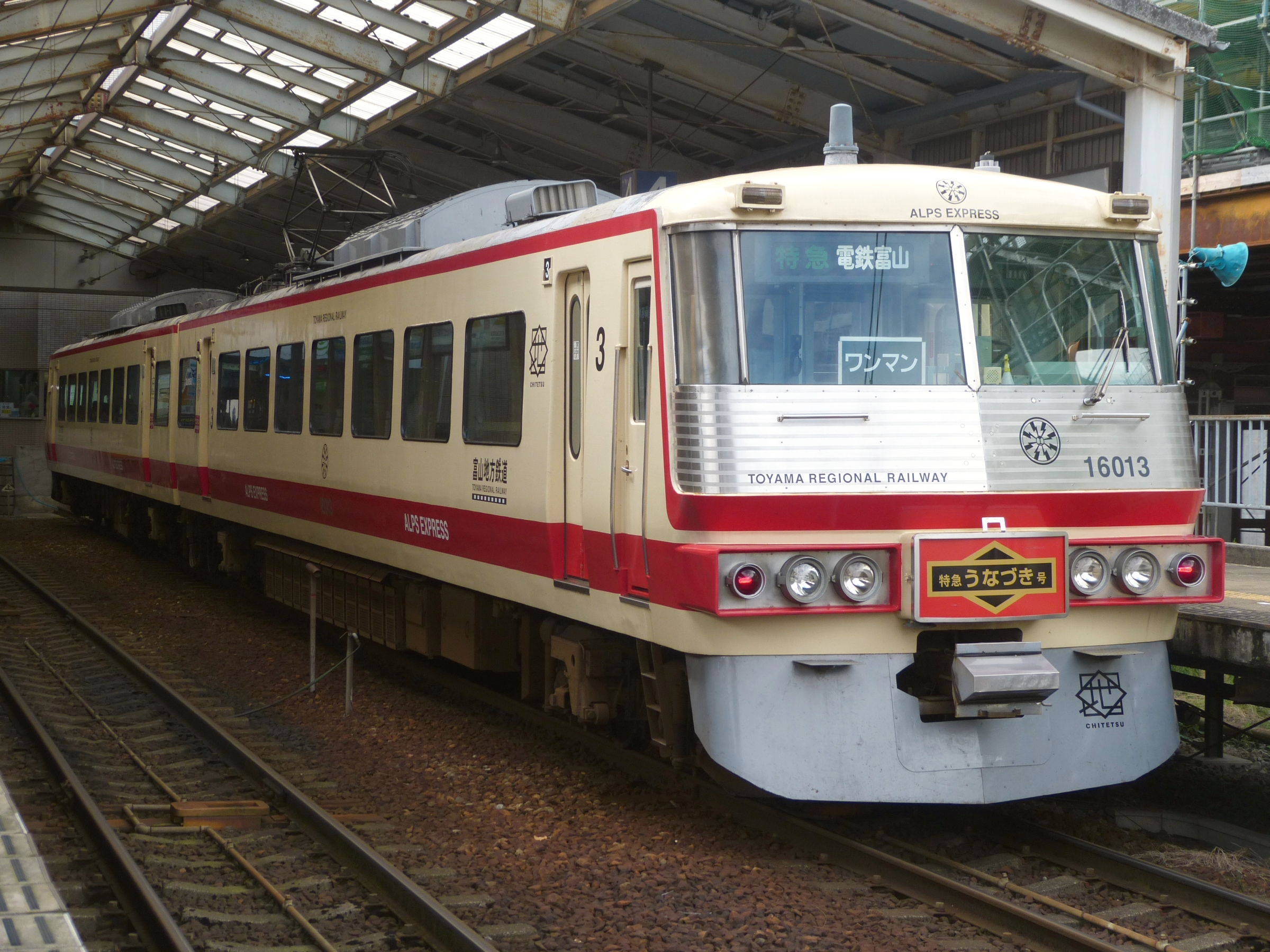
アルプスエキスプレス

  - アルプスエキスプレス（2011年 - ）
  - ダブルデッカーエキスプレス（2013年 - ）
  - レトロ電車（2014年 - ）

### あいの風とやま鉄道

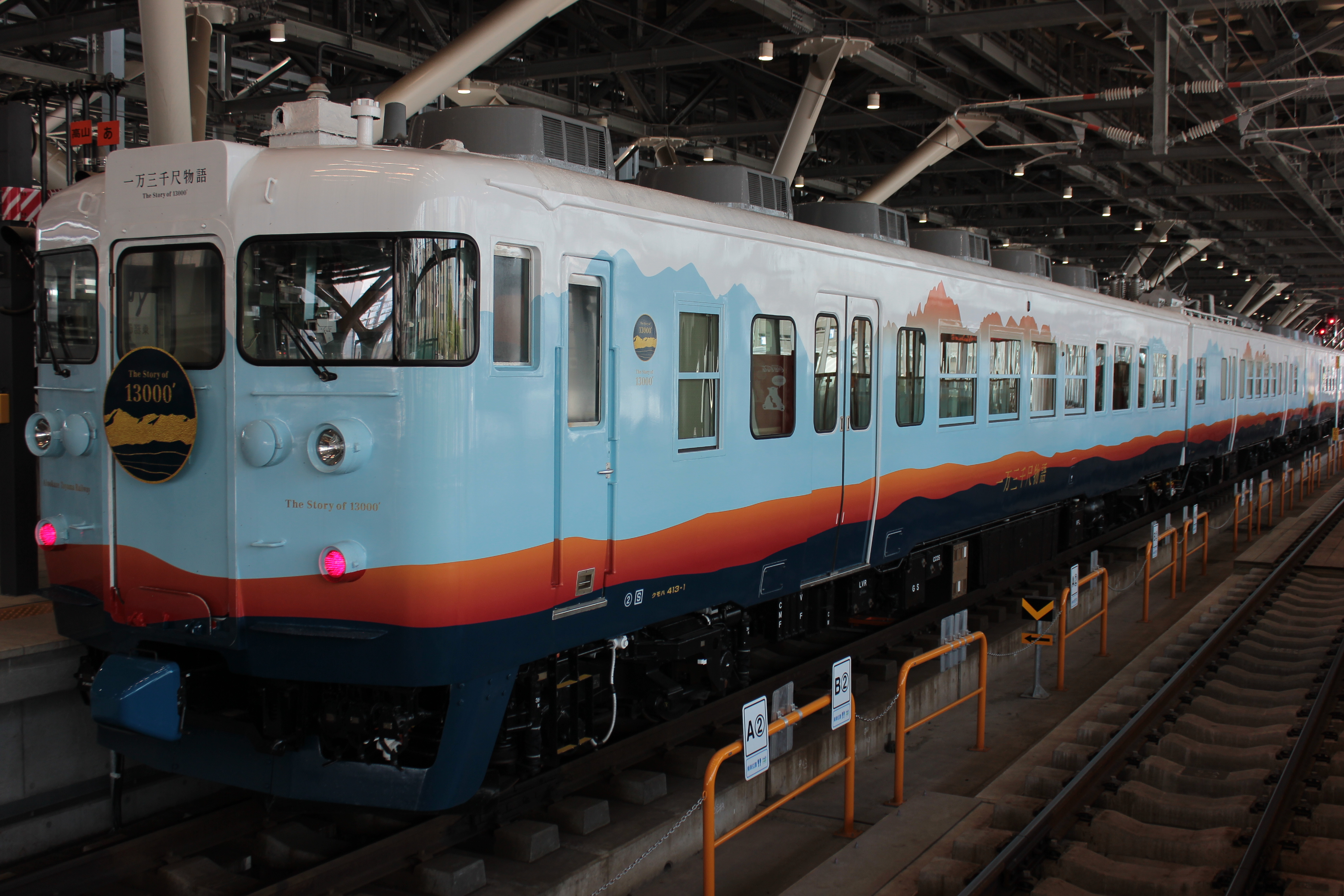
一万三千尺物語

- 観光列車として413系を改造した「一万三千尺物語」を保有し、土休日を中心に運行している[24]。

### のと鉄道

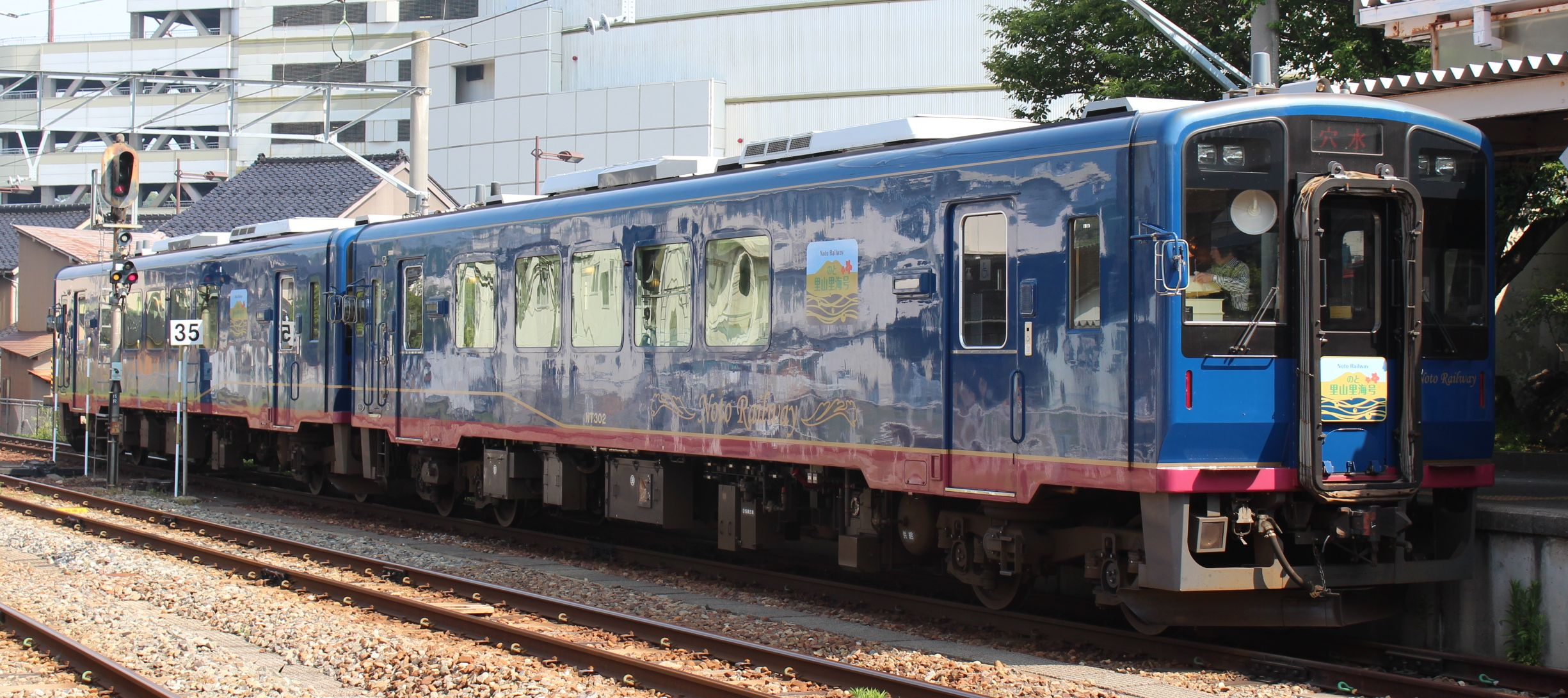
のと里山里海号

- 観光列車用にNT300形を保有し、土休日を中心に「のと里山里海号」として運行している[25]。なお観光列車の運用がない日には定期列車に連結して運用される。

### 近畿日本鉄道

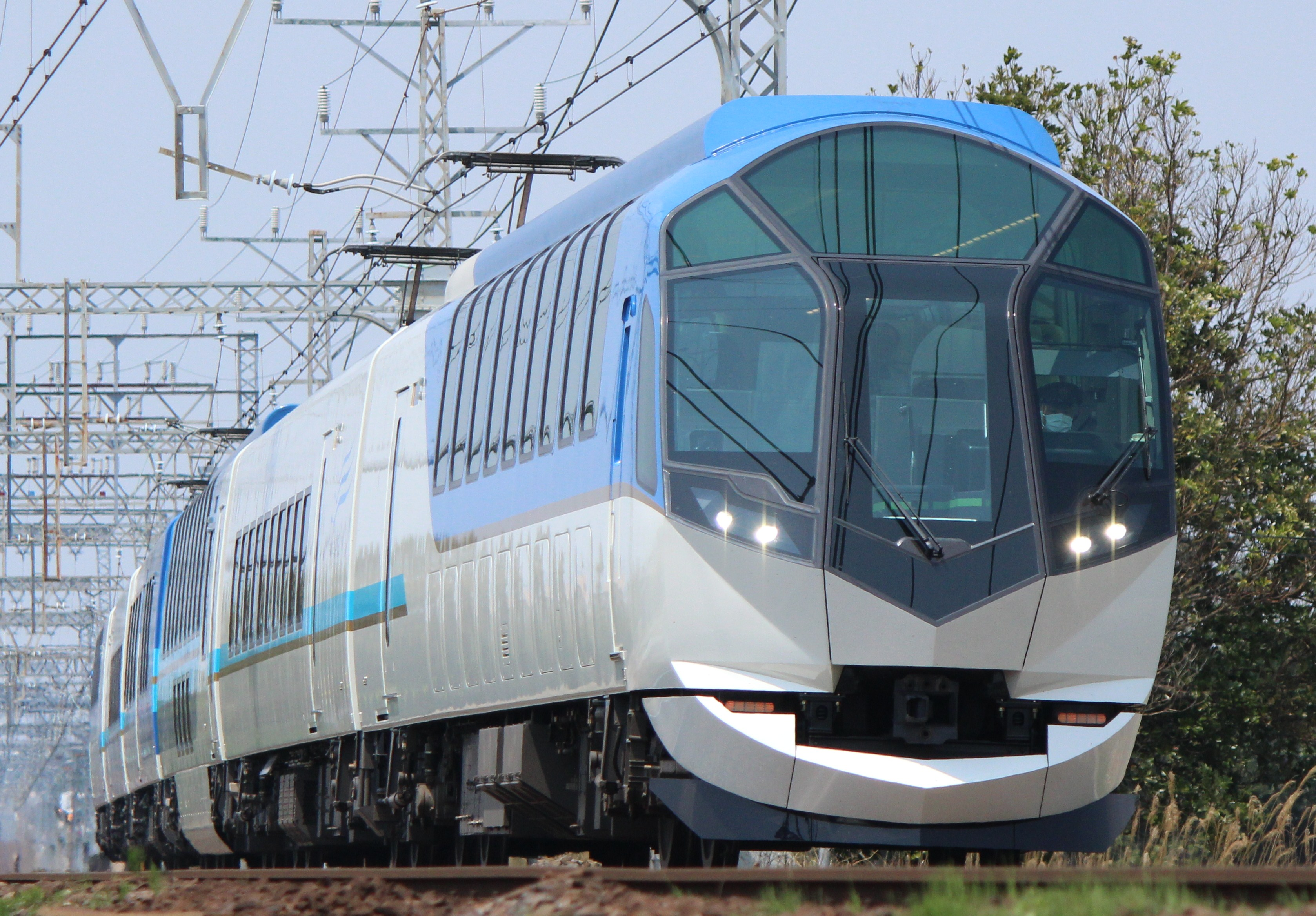
しまかぜ

- 「観光特急」として「しまかぜ」「青の交響曲」「あをによし」を運行している[26][27][28]。

### 長良川鉄道

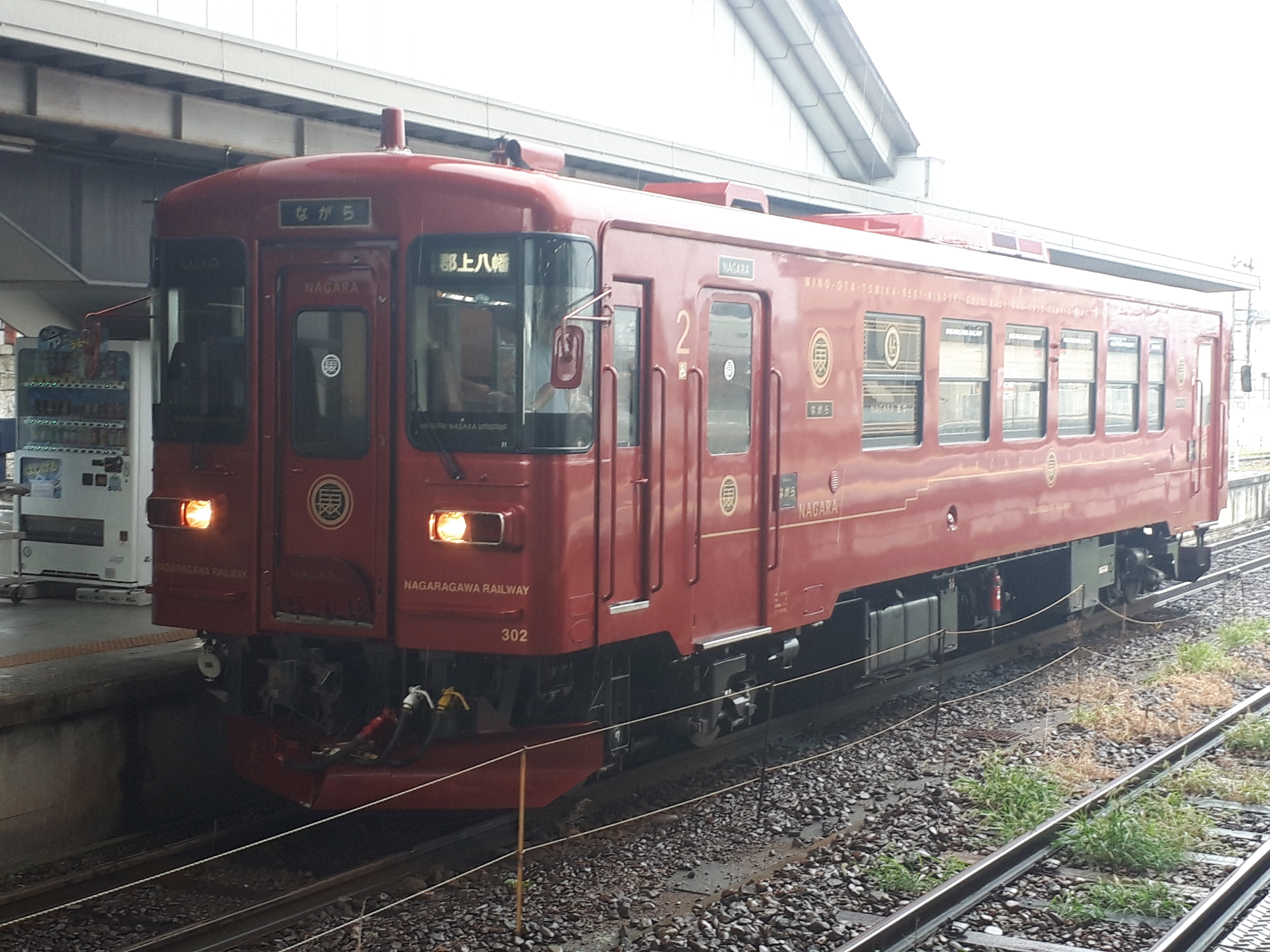
ながら

- 観光列車としてナガラ300形およびナガラ500形を改造した「ながら」を3両保有し、年間150日程度運行している[29]。

### 樽見鉄道
- 観光列車としてハイモ330-700形を改造した「ねおがわ号」を保有し、同名の定期列車で運行している[30]。

### 京都丹後鉄道

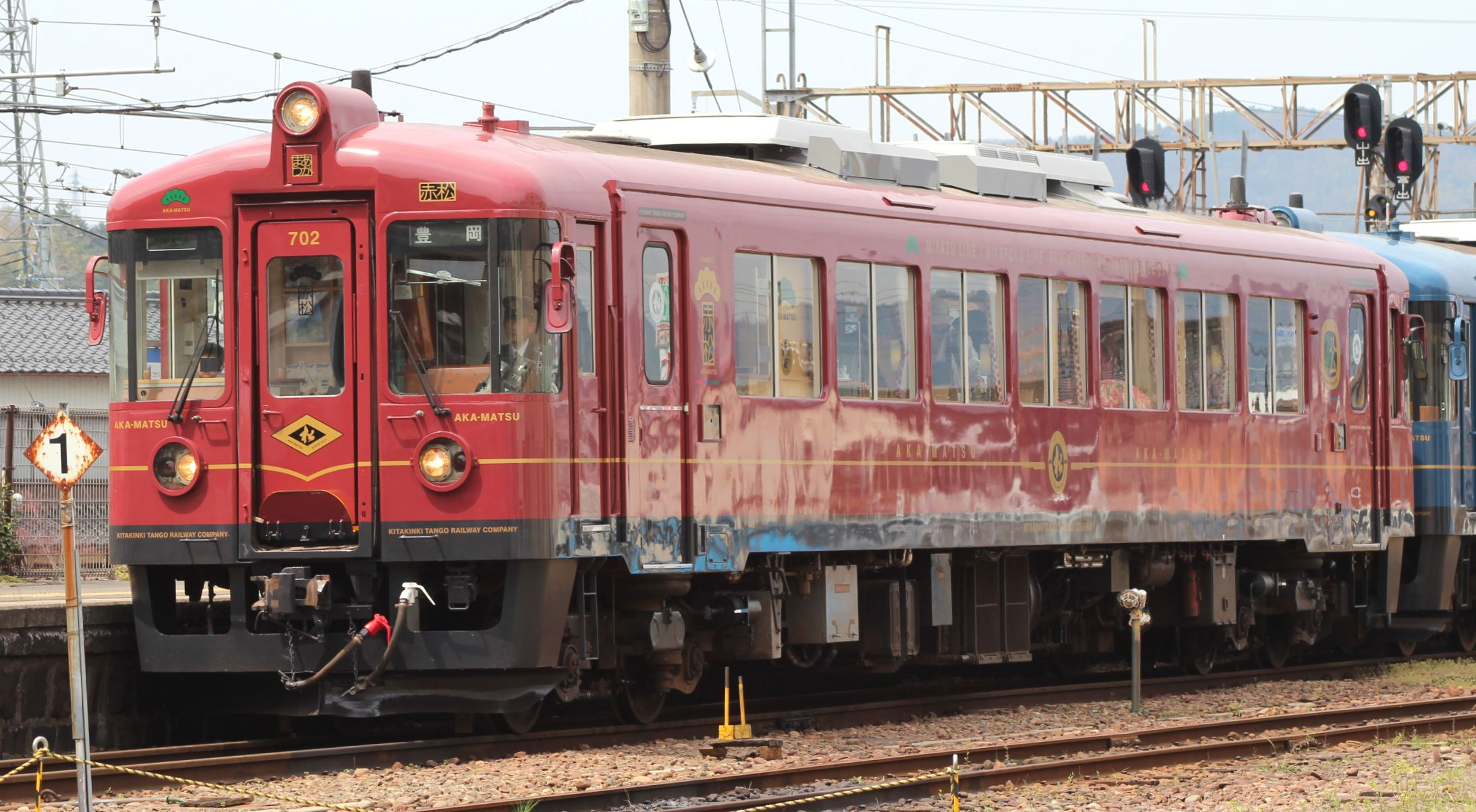
丹後あかまつ号

- 観光列車としてKTR700形を改造した「丹後あかまつ号」・「丹後あおまつ号」・「丹後くろまつ号」を保有する。あおまつ以外は予約制の観光列車で、あおまつは定期普通列車で運用される[31]。

### 阪急電鉄

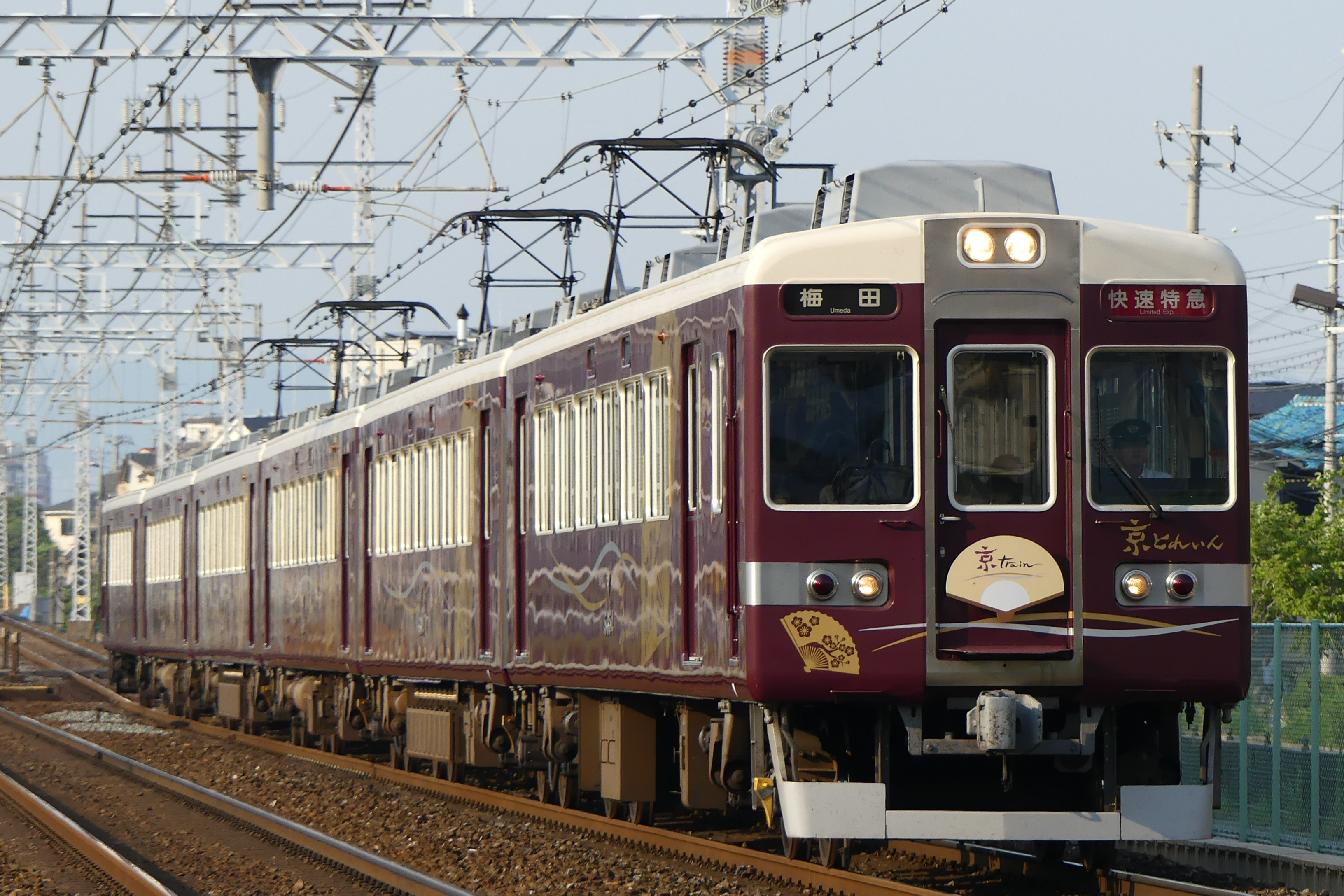
京とれいん

- 「観光特急」として7000系を改造した「京とれいん 雅洛」を運行している[32]。

### 南海電気鉄道

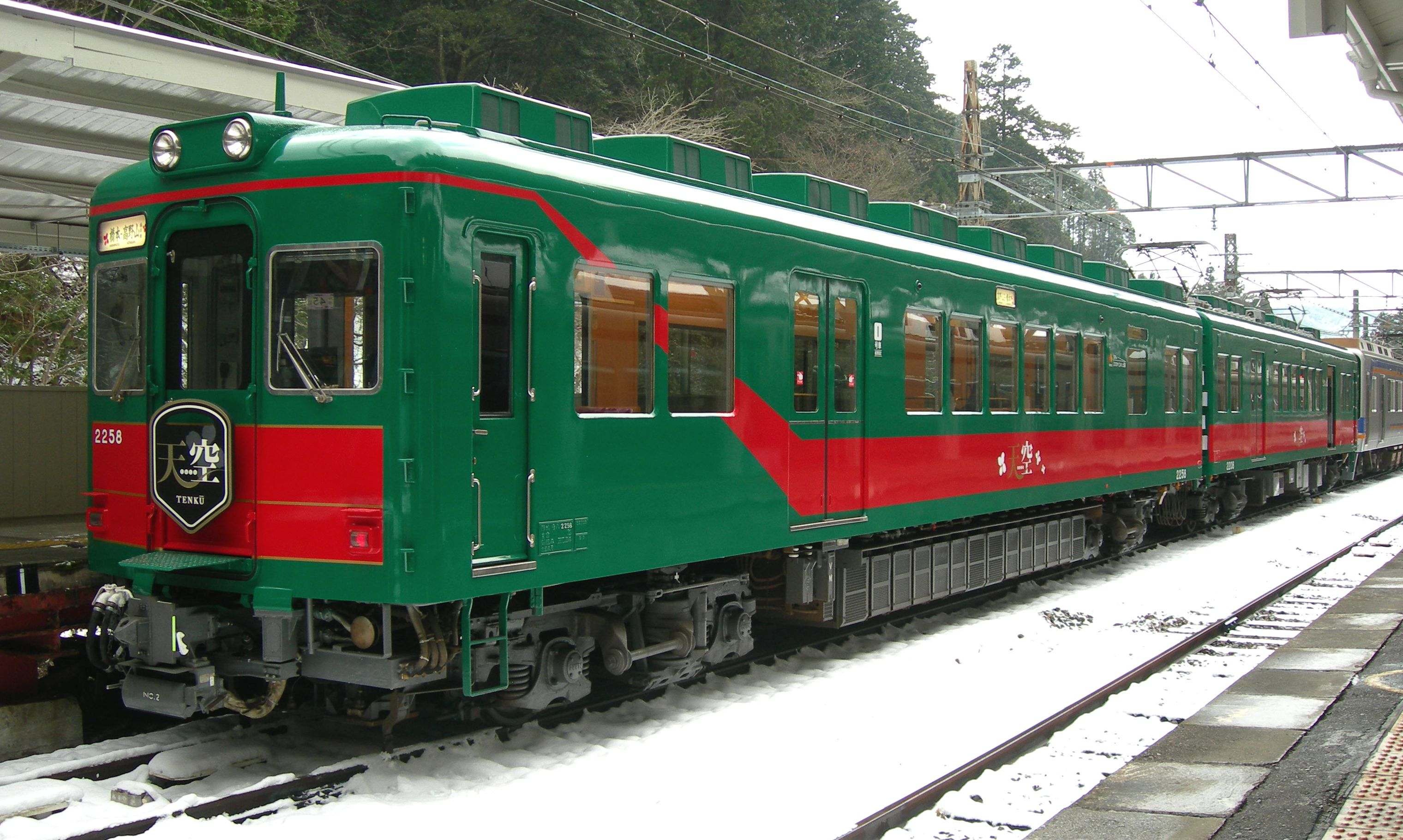
天空

- 観光列車として高野線で2200系を改造した「天空」[33]を、加太線で7100系および2000系を改造した「めでたいでんしゃ」[34]を運行している。

### 若桜鉄道

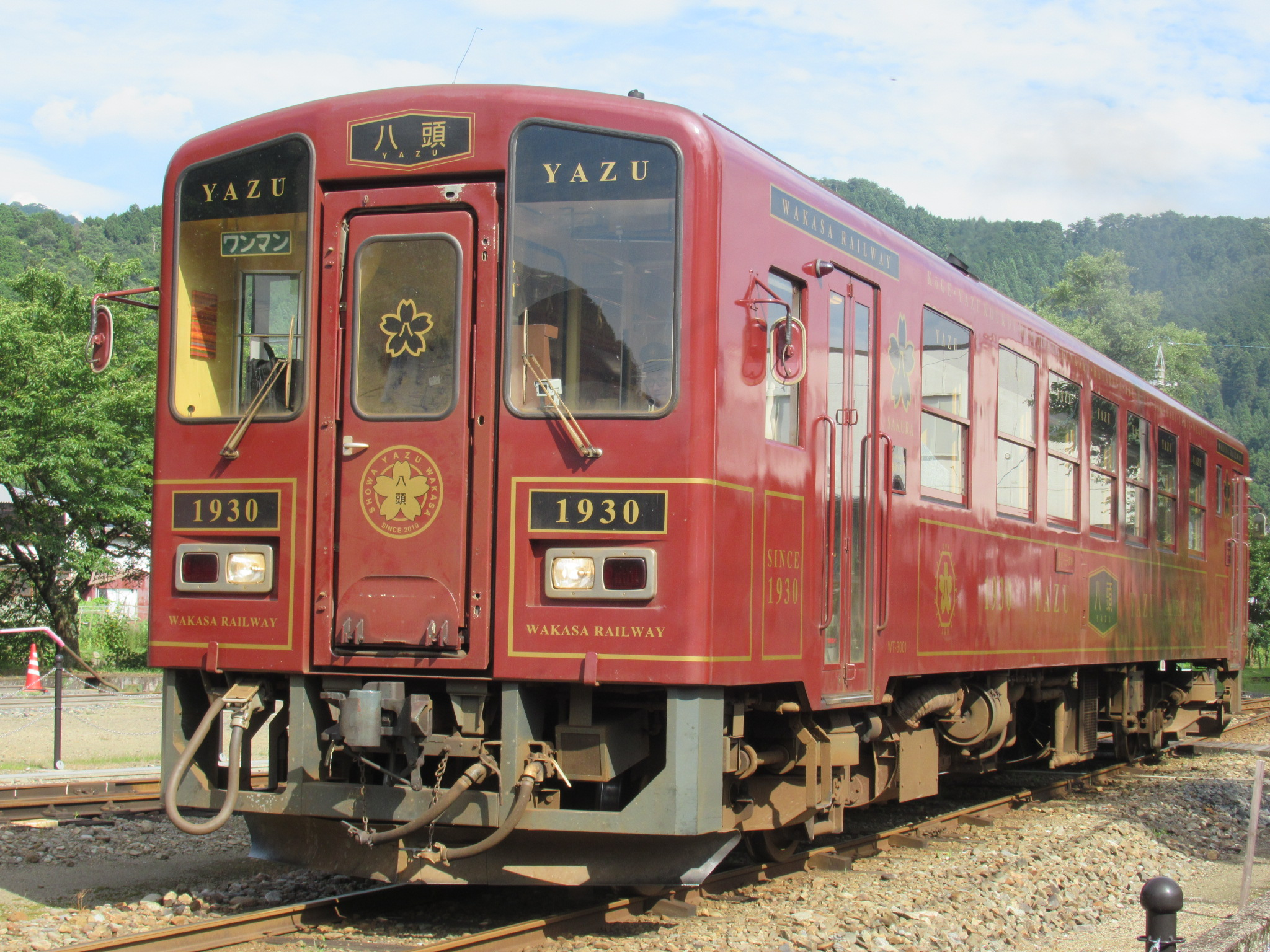
八頭

- 観光列車としてWT3000形を改造した「昭和」・「八頭」・「若桜」を保有し、定期普通列車で運行している[35]。

### 岡山電気軌道

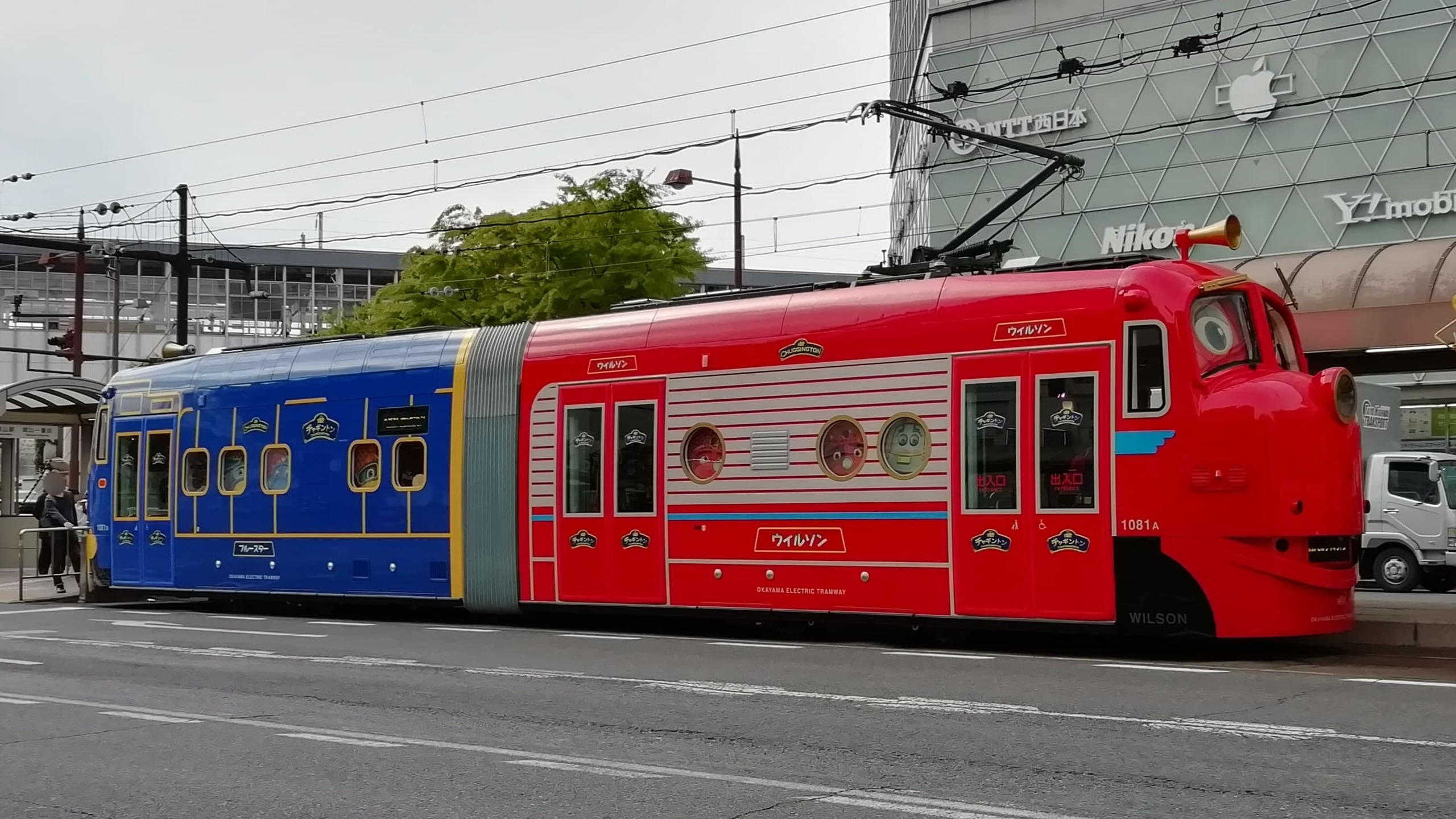
おかでんチャギントン

- 9200形の第3編成を特別仕様として製造し、『チャギントン』とのライセンス契約のうえで観光列車「おかでんチャギントン」として運行している[36]。

### 土佐くろしお鉄道

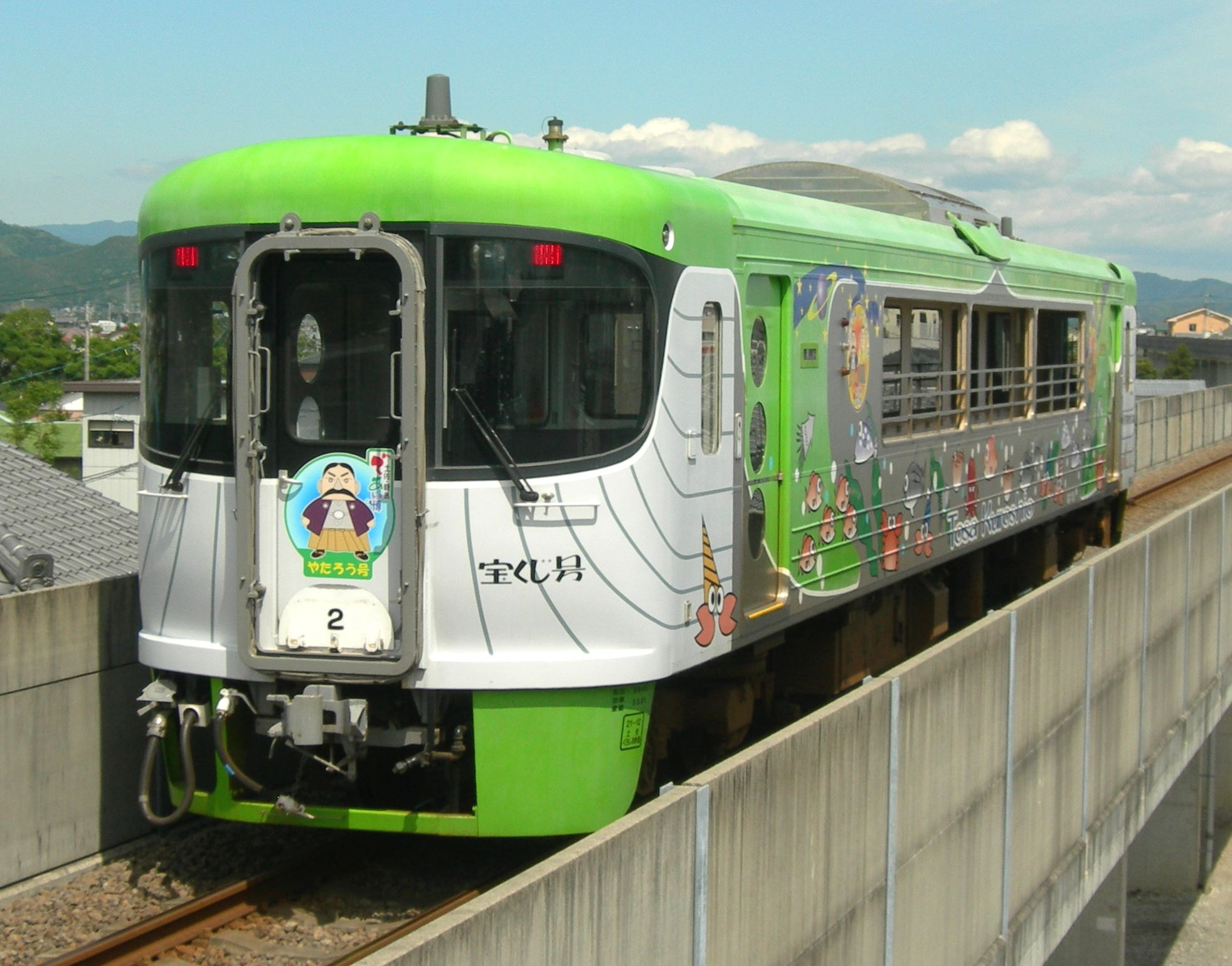
9640形

- オープンデッキつきの9640形を使用する「やたろう」・「しんたろう」を観光列車として運行している[37]。

### 西日本鉄道

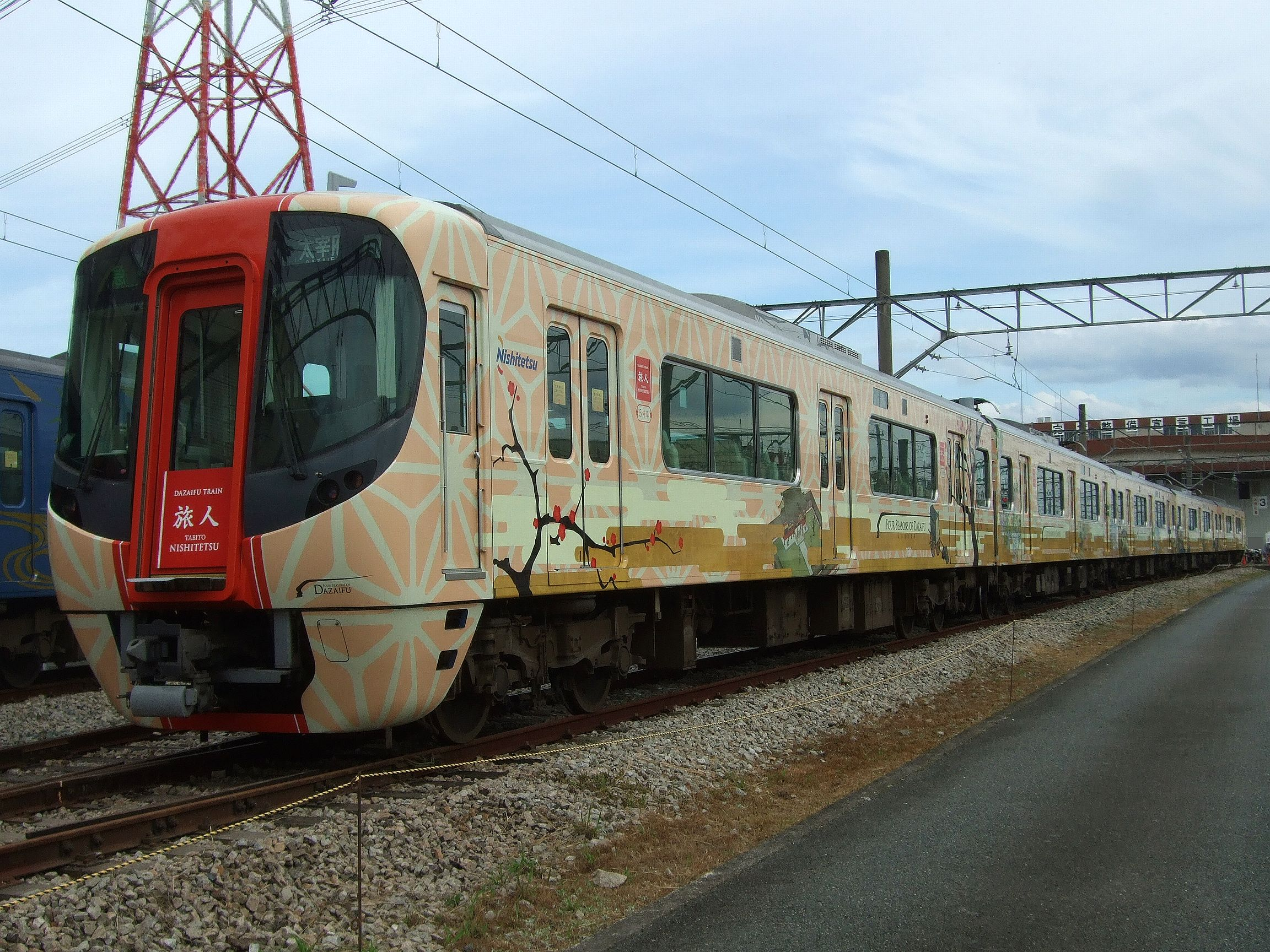
旅人

- 3000形を改造した観光列車を2本保有している。かつては8000形を使用していたが、2017年に車両を交換した。
  - 太宰府観光列車「旅人」は西鉄福岡（天神）駅・西鉄二日市駅 - 太宰府駅間の定期列車で運行される[38]。
  - 柳川観光列車「水都」は大牟田線の定期列車で運行される[39]。
- 6050形を改造した「地域を味わう旅列車　THE RAIL KITCHEN CHIKUGO」を保有し、金・土・日と祝日に運行している[40]。

### 平成筑豊鉄道

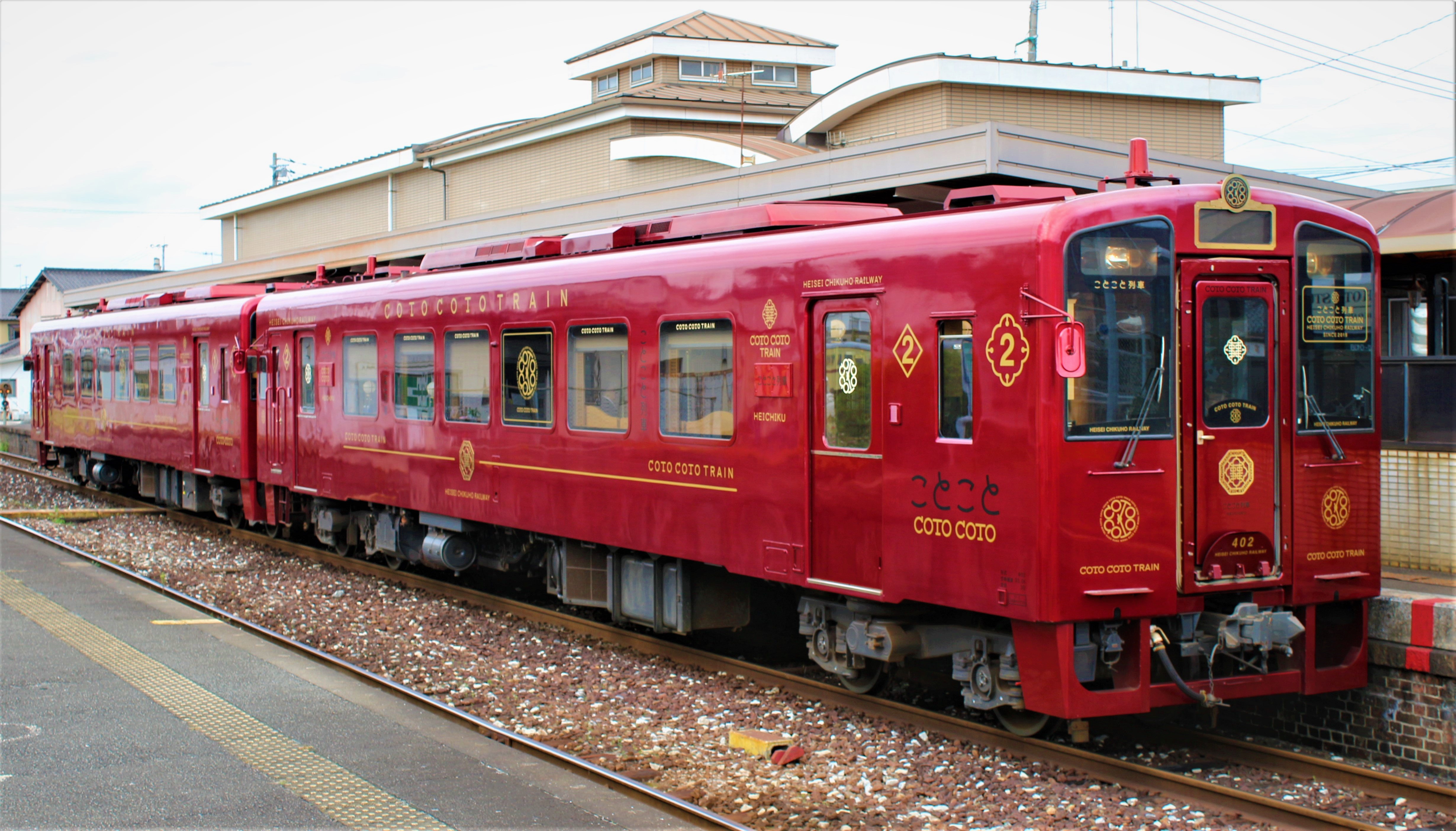
ことこと列車

- 観光列車として400形を改造した「ことこと列車」を2両保有し、土休日に運行している[41]。

### 肥薩おれんじ鉄道

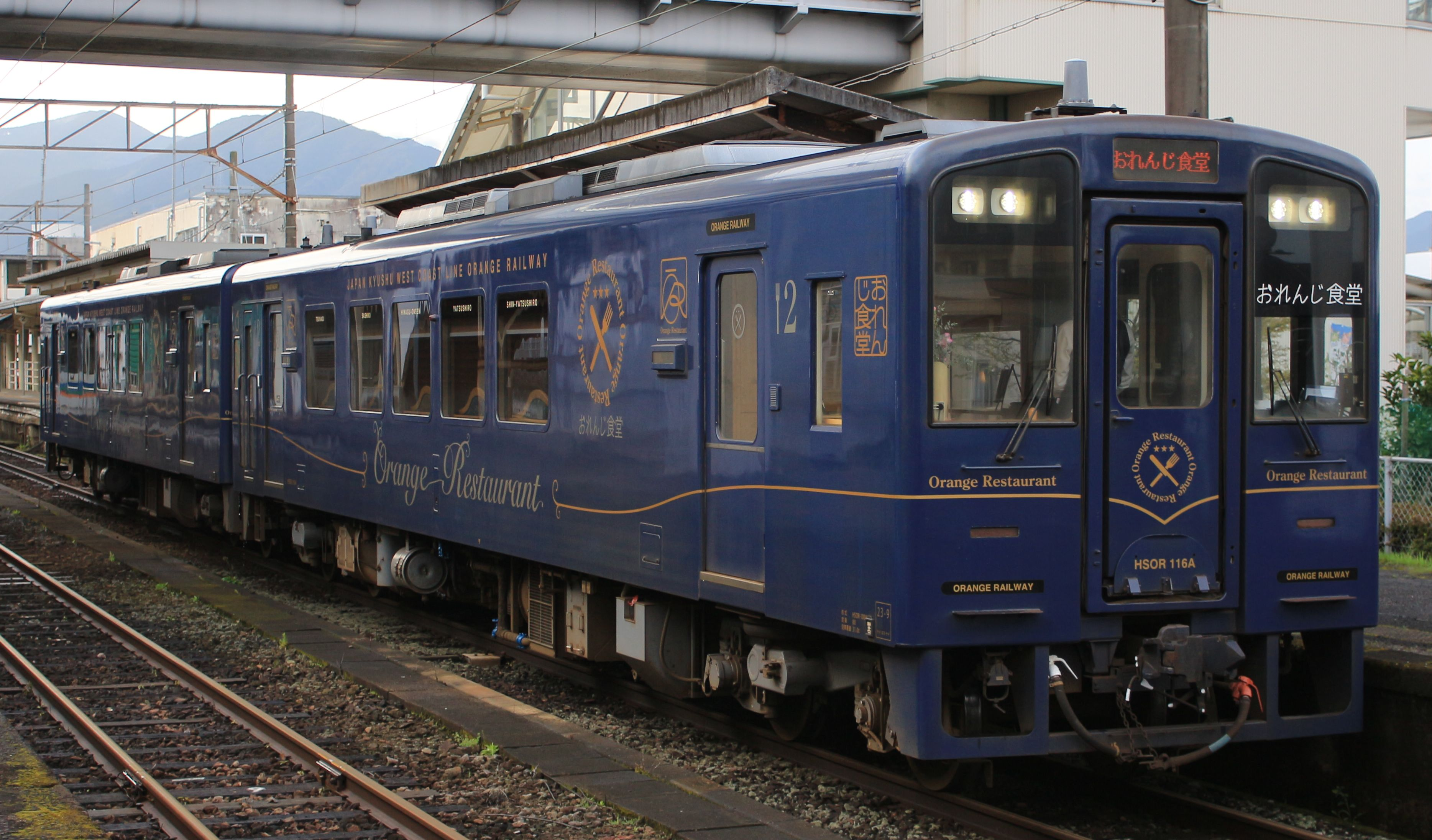
おれんじ食堂

- 観光列車としてHSOR-100形を改造した「食堂車」を保有し、金・土・日曜日に「おれんじ食堂」として運行している[42]。

## 過去の観光列車

### 東日本旅客鉄道（過去）
- 過去に以下の観光列車が存在した。ただし「リゾートあすなろ」のみ他の観光列車への改造による運行終了である。
  - ノスタルジックビュートレイン（1990年 - 1996年）
  - きらきらうえつ（2001年 - 2019年）
  - きらきらみちのく（2002年 - 2010年）
  - うみねこ（2002年 - 2011年）
  - リゾートみのり（2008年 - 2020年）
  - リゾートあすなろ（2010年 - 2023年）[43][44][45]
  - リゾートやまどり（2011年 - 2018年）
  - リゾートうみねこ（2011年 - 2020年）
  - SL銀河（2014年 - 2023年）[46]
  - とれいゆ つばさ（2014年 - 2022年）
  - フルーティアふくしま（2015年 - 2023年）[47]
  - 伊豆クレイル（2016年 - 2020年）
  - 現美新幹線（2016年 - 2020年）
  - いろは（2018年 - 2022年）

### 東海旅客鉄道（過去）

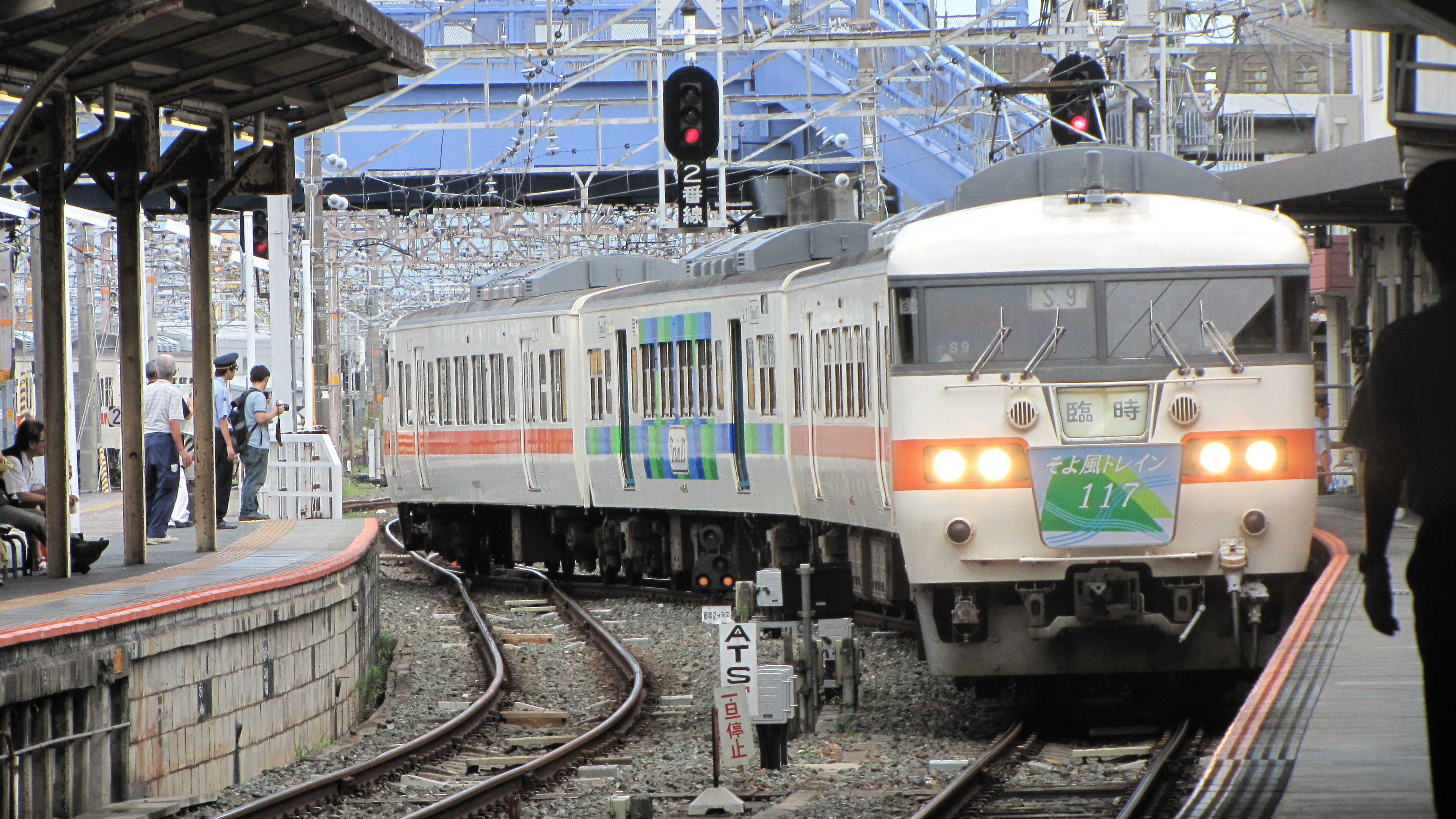
そよ風トレイン117

- 2010年から観光型車両の「トレイン117」を保有していた。主に飯田線の「そよ風トレイン117」で運用されていたが、2013年に引退した。

### 西日本旅客鉄道（過去）
- 過去に以下の観光列車が存在した。ただし「奥出雲おろち号」と「きのくにシーサイド」以外は全て他の観光列車への改造による運行終了である。
  - 奥出雲おろち号（1998年 - 2023年）[48]
  - きのくにシーサイド（1999年 - 2007年）
  - 瀬戸内マリンビュー（2005年 - 2019年）
  - みすゞ潮彩（2007年 - 2017年）
  - 天空の城 竹田城跡号（2014年 - 2019年）

### 九州旅客鉄道（過去）
- 過去に以下の観光列車が存在した。ただし「SL人吉」以外は全て他の観光列車への改造による運行終了である。
  - いさぶろう・しんぺい（1996年 - 2023年）[49][50]

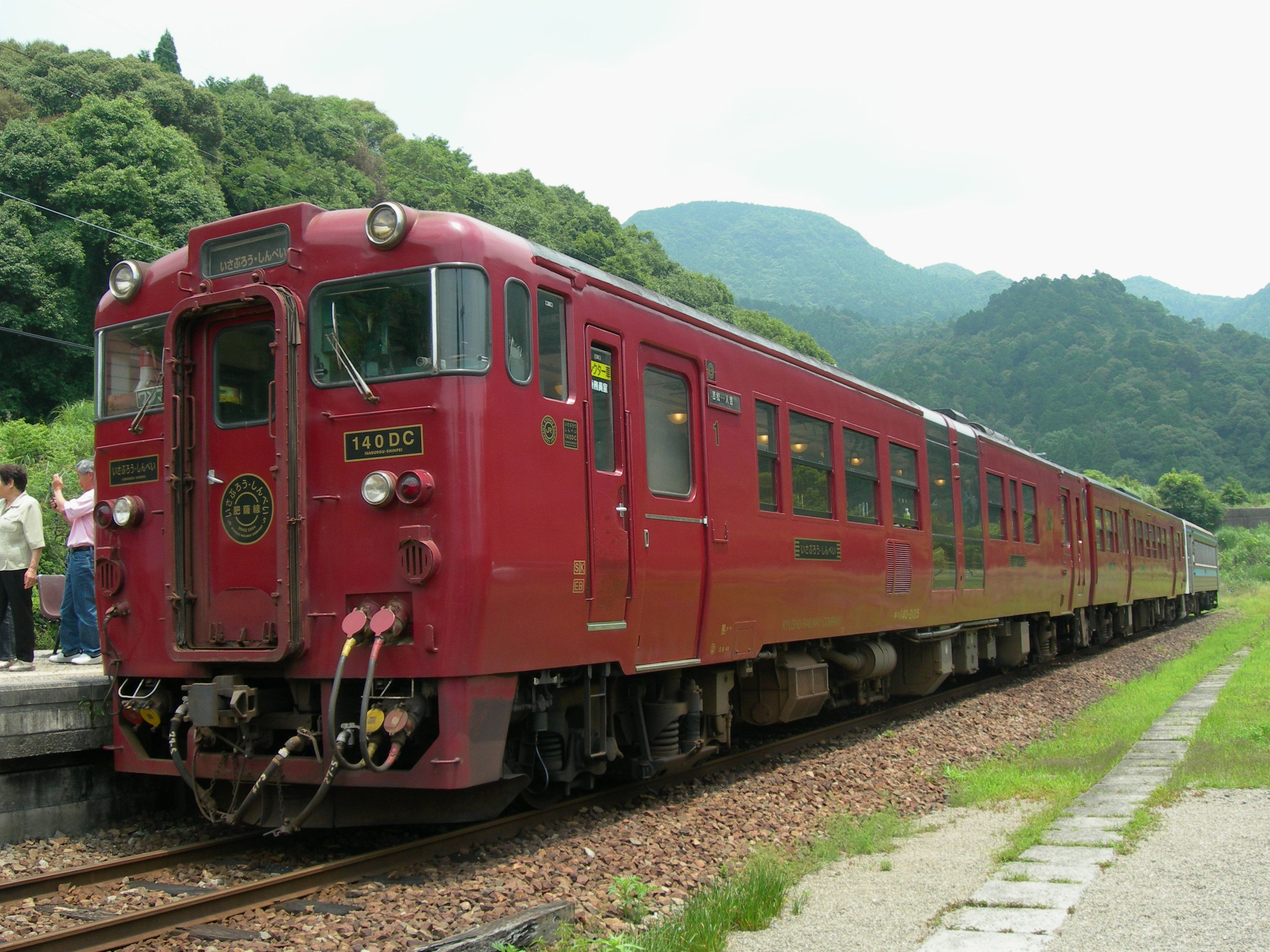
いさぶろう・しんぺい

  - はやとの風（2004年 - 2022年）[51]
  - SL人吉（2009年 - 2024年）[52]いさぶろう・しんぺい

### 阪急電鉄
- 過去に以下の観光列車が存在した。車両（6300系）の老朽化とホーム柵に対応していないことから運行を終了した。
  - 京とれいん（2011年 - 2022年）

### くま川鉄道

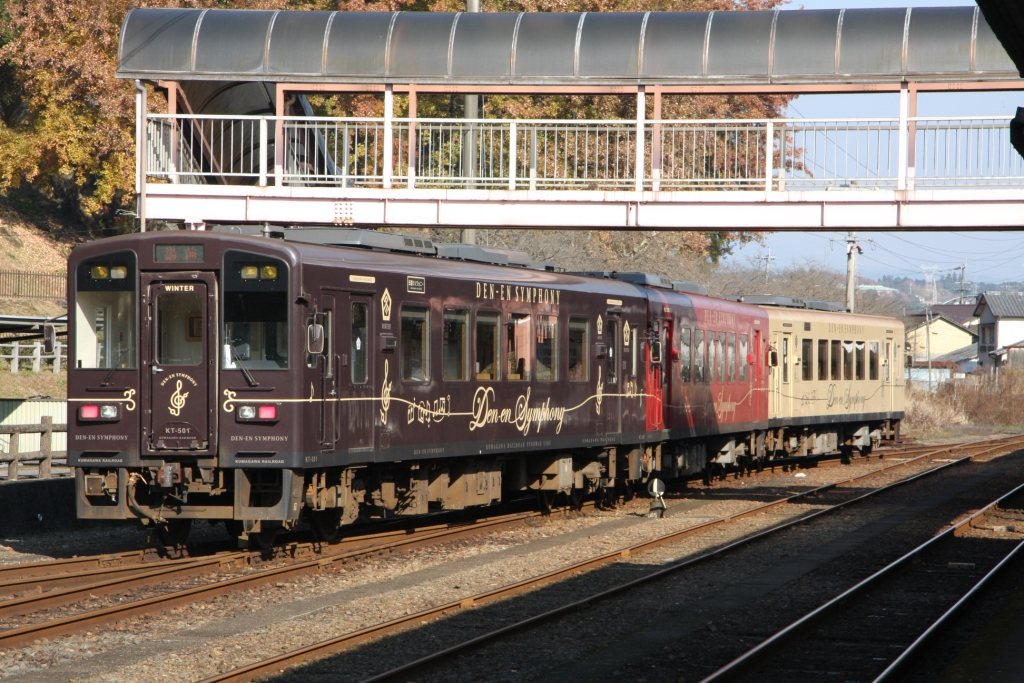
田園シンフォニー

- 過去に以下の観光列車が存在した。前者は車両の老朽化、後者は利用客の減少により運行を終了し、現在くま川鉄道では観光列車は存在しない。
  - KUMA1・KUMA2（2009年 - 2016年）
  - 田園シンフォニー（2014年 - 2020年）

### 出典

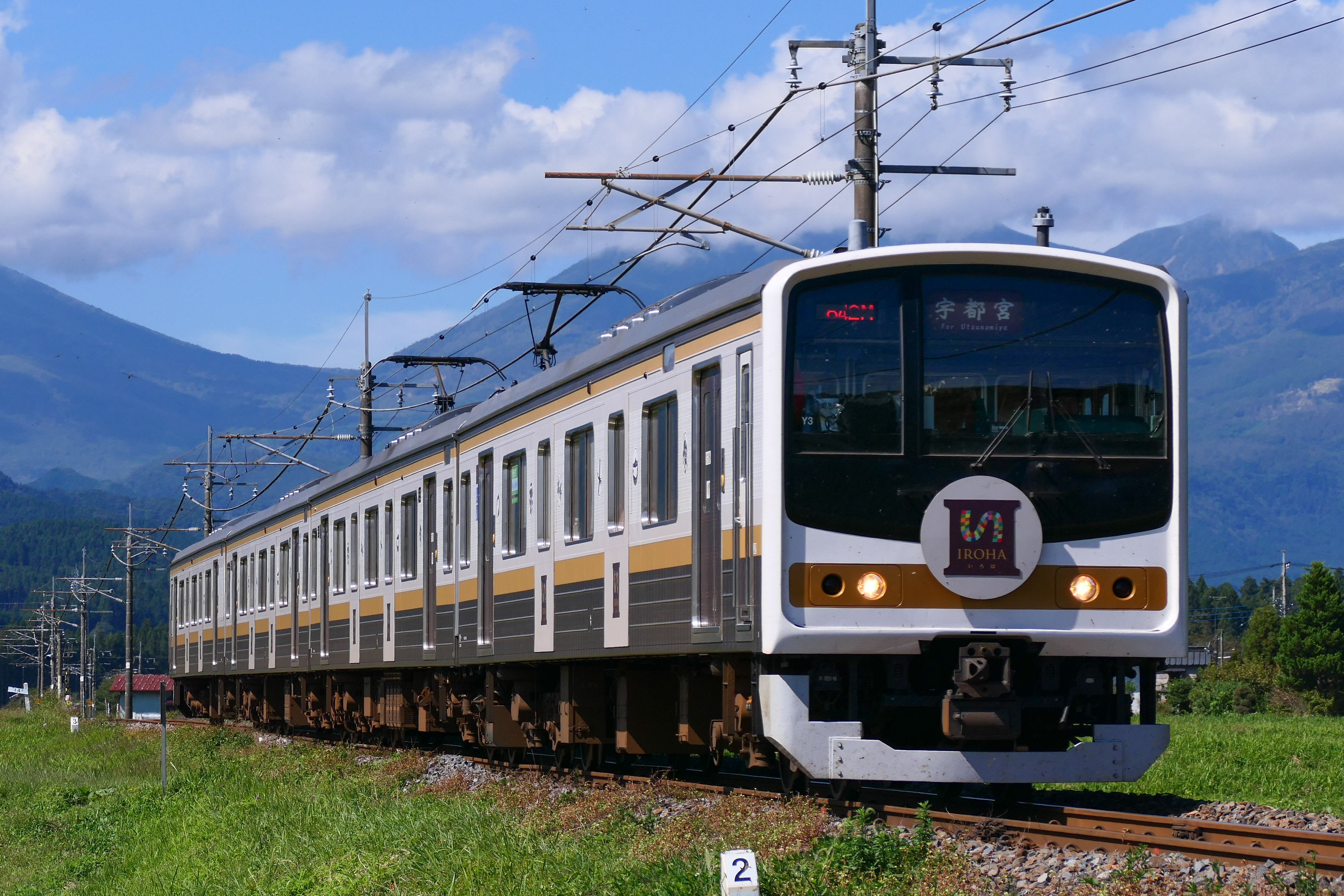
いろは

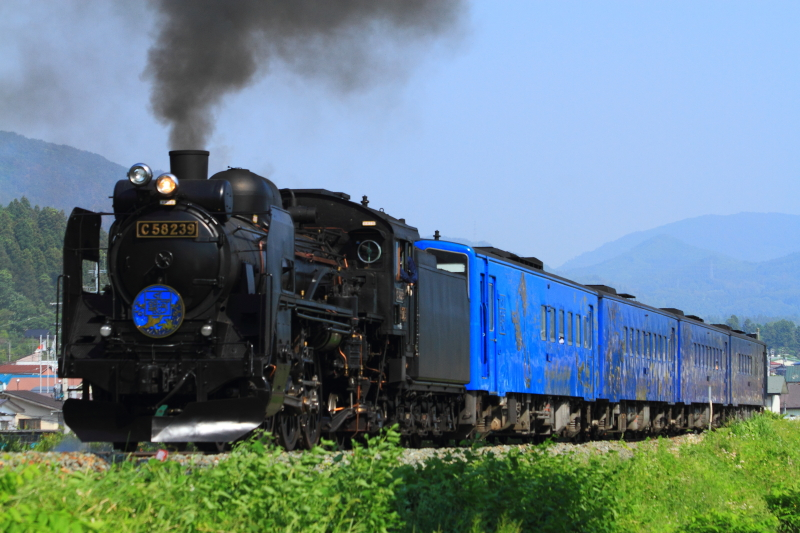
SL銀河

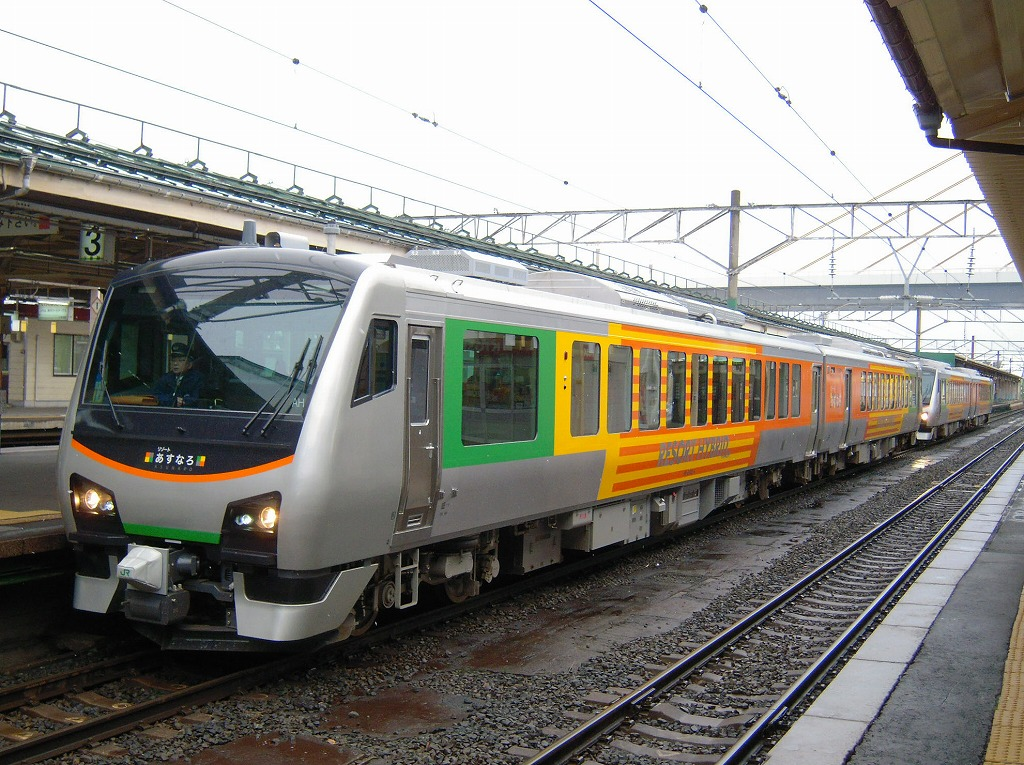
リゾートあすなろ

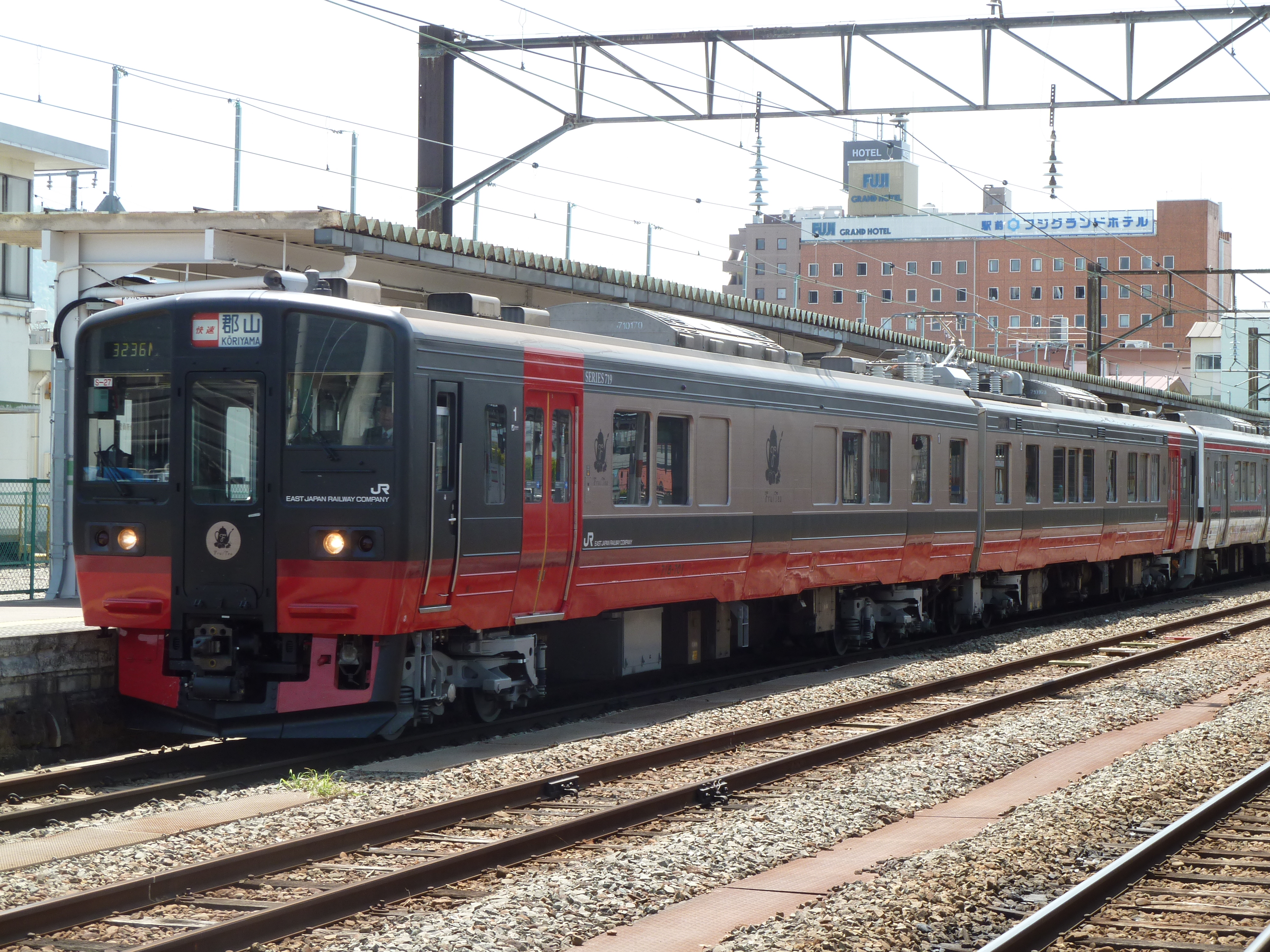
フルーティアふくしま

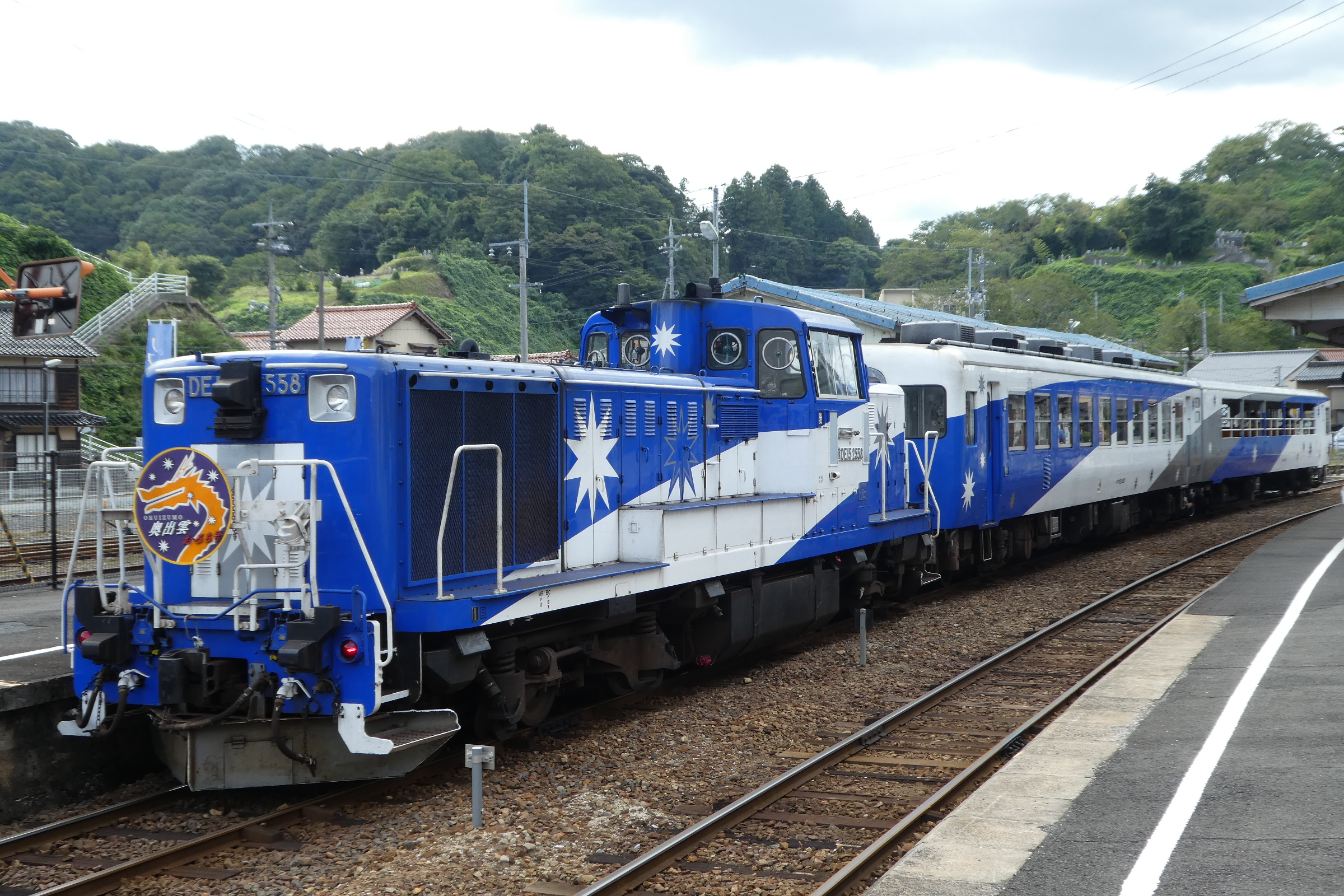
奥出雲おろち号

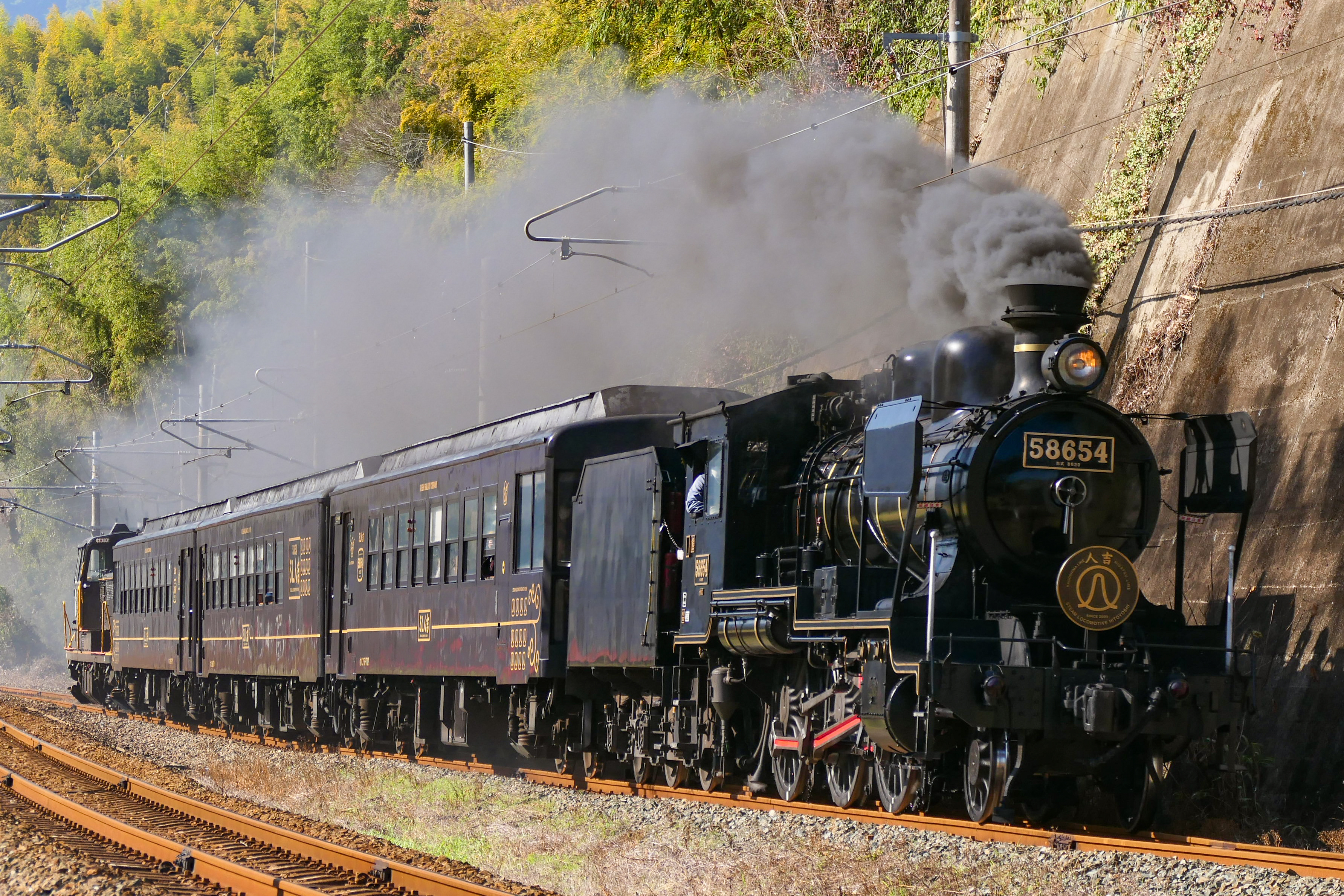
SL人吉